# Ogden (Utah)
Die Stadt Ogden im Weber County im US-Bundesstaat Utah wird eingerahmt von der Wasatchkette im Osten sowie den Flüssen Weber und Ogden ungefähr 16 km östlich des Großen Salzsees und 64 km nördlich von Salt Lake City. Der County Seat Ogden ist mit 87.321 Einwohnern (Stand: Volkszählung 2020) die größte Stadt des Weber County und die siebtgrößte in Utah. Benannt wurde die Stadt nach dem kanadischen Trapper Peter Skene Ogden. Von 1870 bis 1997 war die Ogden Union Station ein zentraler Umsteigebahnhof der First Transcontinental Railroad im Westen der Vereinigten Staaten.
Zwei große Skigebiete, Snowbasin und Powder Mountain in den Wasatch Mountains, machen die Stadt, die Austragungsort der Ski-Alpin-Speed- (Abfahrt, Super-G) und Curling-Wettbewerbe der Olympischen Winterspiele 2002 war, zu einem beliebten Wintersportresort und die vielfältigen Sportmöglichkeiten im Sommer, wie ausgedehnte Lauf- und Wandertrails, Mountainbikerouten sowie zahlreiche Kletter-, Boulder- und Eiskletterrouten, machen sie zu einem Zentrum für Outdoor-Aktivitäten.
Ogden ist bekannt für seine vielen historischen Gebäude besonders der Historic 25th Street, die für zahlreiche Filme und Serien als Hintergrund verwendet werden, aber auch als nördlichste Stadt der Wasatch Front und als Standort der Weber State University.

## Geographie

### Geographische Lage
Ogden liegt etwa auf dem gleichen Breitengrad wie Benevent in Kampanien in Süditalien. Nach Angaben des United States Census Bureau hat die Stadt eine Fläche von 70,2 km² (27,1 Quadratmeilen). Die Höhenniveaus der Stadt reichen von etwa 1300 bis 1600 m über dem Meeresspiegel.
Die Flüsse Ogden und Weber, die ihren Ursprung in den Bergen im Osten haben, fließen durch die Stadt und treffen sich an einem Zusammenfluss westlich der Stadtgrenze. Der Pineview Dam befindet sich im Ogden River Canyon 11 km östlich von Ogden. Der Stausee hinter dem Damm bietet über 140 Milliarden m³ (110.000 Hektar) Wasserspeicher und dient als Naherholungsgebiet.
Die höchsten benachbarten Berggipfel sind der Mount Ogden (2920 m) im Osten und der Ben Lomond (2961 m) im Norden.

### Stadtgliederung und Nachbargemeinden

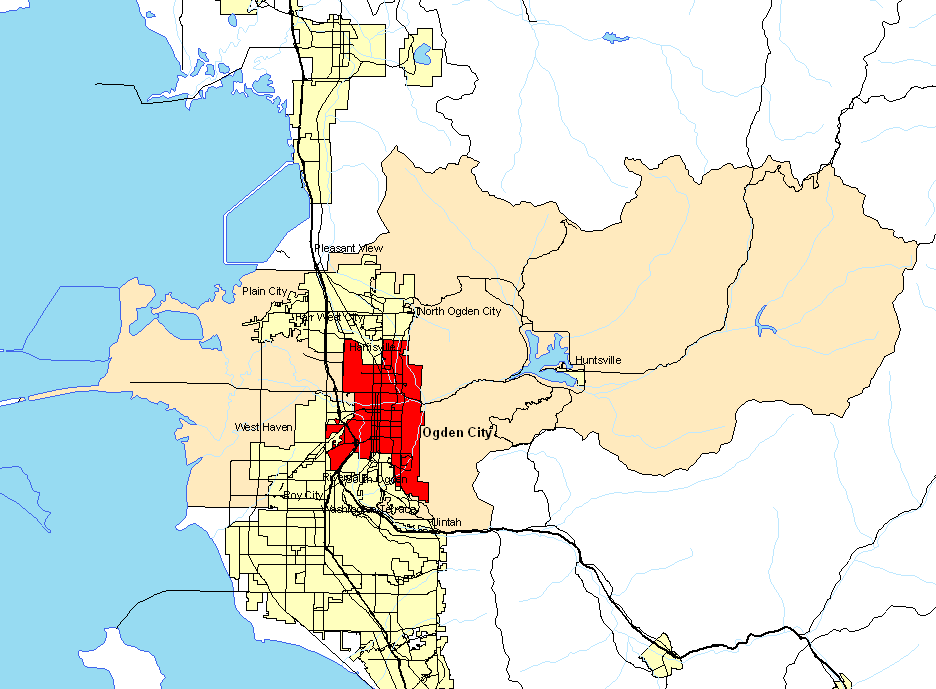
Ogden und Umgebung

Die Stadt ist – wie viele andere in den USA auch – durch einen großräumigen, netzartigen Grundriss mit vielen Blöcken gekennzeichnet. Die Straßen sind von Norden nach Süden durchnummeriert, was sich in den entsprechenden Straßennamen ausdrückt. Bis zur Straßenumbenennung 1889 begann die Zählung, wie auch in Salt Lake City, am Zentrum der LDS-Kirche. Durch Erweiterungen der Zahlenangabe mit Richtungsangaben („E“ für Ost und „W“ für West) wird deren relativer Bezug zum zentralen Punkt verdeutlicht. Im Zentrum der Stadt, den Blöcken von der Union Station entlang der 25th Street, sind die von West nach Ost ausgerichteten Querstraßen nach ehemaligen US-Präsidenten wie Lincoln-Avenue, Grant-Avenue, Washington-Boulevard, Adam-Avenue, Jefferson-Avenue oder Madison-Avenue benannt. Die zentrale Verbindungsstraße in Nord-Süd-Ausrichtung ist der Harrison-Boulevard.
Das Stadtgebiet ist in sechs Stadtteile untergliedert: im Norden North End, darunter West Ogden, Downtown und East Central, im Osten darunter East Bench sowie Shadow Valley.
Von Süden über Westen nach Norden bilden folgende Orte die Nachbargemeinden von Ogden: South Ogden, Roy, West Haven, Marriott-Slaterville, Farr West, Pleasant View und North Ogden.

### Geologie
Im frühen Mesozoikum bildete sich während der Trias mit dem Thaynes-Kalkstein eine letzte Meeresablagerung, bevor die Region angehoben wurde. Die frühe triassische Moenkopi-Formation ist ein Sandstein mit dünnen Kalkschichten, die sich ausbreiten, wenn sich das Meer über Watten erstreckt. Die dicksten Sedimente des Jura befinden sich östlich von Ogden im sogenannten Devil's Slide und Marysvale.
Im Jungpleistozän lag das Stadtgebiet Ogdens unterhalb der Wasserlinie des Lake Bonneville, der vor rund 16.000 Jahren mit 52.000 km² seine größte Ausdehnung erreichte. Als der natürliche Damm dieses Sees vor 14.500 Jahren brach, löste das die Bonneville-Flut aus, bei der große Teile des nordwestlichen Gebietes der heutigen USA überflutet wurden.
Der heutige Grundwasserspiegel in Ogden wird durch den Pineview-Damm bestimmt, der wiederum durch den Zufluss aus 146 Quellen im Ogden-Valley gefüllt wird.

### Klima
Je nach Variante der Köppen-Klimaklassifizierung herrscht in Ogden entweder ein feuchtes subtropisches Klima (Cfa) oder ein feuchtes kontinentales Klima (Dfa) der Trockenen Mittelbreiten. Während die Sommer und Winter sehr ausgeprägt sind, kommen Frühling und Herbst kaum zur Geltung. Die Sommer sind heiß und relativ trocken, wobei die Höchstwerte häufig 35 °C betragen, an einigen Tagen im Jahr sogar 38 °C erreichen. Regen wird in Form von seltenen Gewittern im Sommer, meist zwischen Mitte Juli und Mitte September während der Hochsaison des Monsuns, erzeugt. Die pazifische Sturmzeit dauert in der Regel von etwa Oktober bis Mai, wobei die Niederschläge im Frühjahr ihren Höhepunkt erreichen. Schnee tritt in der Regel erst Ende Oktober oder Anfang November auf, der letzte Schnee fällt irgendwann im April. Die Winter sind kühl und schneereich, mit Höchstwerten von durchschnittlich 3 °C im Januar. Die durchschnittliche Jahrestemperatur in der Stadt beträgt zwischen 5,2 und 17,5 °C. Obwohl der Jahresniederschlag nur bei 558 Millimetern (zum Vergleich Köln: 798 Millimeter) liegt, ist er höher als die Verdunstung, weshalb ein humides Klima vorherrscht. Der Schneefall beträgt insgesamt durchschnittlich etwa 100 cm. Die wärmsten Monate sind Juli und August mit durchschnittlich 33 beziehungsweise 31,8 °C, die kältesten Monate sind Dezember und Januar mit −5,1 beziehungsweise −5,9 °C. Der meiste Niederschlag fällt im Monat Mai und August mit durchschnittlich jeweils 66 Millimeter, der geringste im Juli mit durchschnittlich 21 Millimeter. Der thermische Extrembereich reicht von −27 °C am 26. Januar 1949, bis 41 °C am 14. Juli 2002.
|                       | Jan  | Feb  | Mär  | Apr  | Mai  | Jun  | Jul  | Aug  | Sep  | Okt  | Nov  | Dez  |   |      |
| Mittl. Tagesmax. (°C) | 2,8  | 5,8  | 12,1 | 16,8 | 21,9 | 27,8 | 33   | 31,9 | 25,9 | 18,6 | 9,6  | 3,5  | ⌀ | 17,5 |
| Mittl. Tagesmin. (°C) | −5,9 | −4,3 | 0,6  | 4,2  | 8,3  | 13,3 | 17,7 | 17   | 11,6 | 5,3  | −0,6 | −5,1 | ⌀ | 5,2  |
|                       |      |      |      |      |      |      |      |      |      |      |      |      |   |      |
| Niederschlag (mm)     | 56   | 49   | 54   | 55   | 66   | 39   | 21   | 23   | 42   | 56   | 50   | 47   | Σ | 558  |
|                       |      |      |      |      |      |      |      |      |      |      |      |      |   |      |
| Regentage (d)         | 9,3  | 7,8  | 8,3  | 8,0  | 8,5  | 5,1  | 3,8  | 4,0  | 6,0  | 6,4  | 7,7  | 7,8  | Σ | 82,7 |

| −5,9 |

| −4,3 |

| 0,6 |

| 4,2 |

| 8,3 |

| 13,3 |

| 17,7 |

| 17 |

| 11,6 |

| 5,3 |

| −0,6 |

| −5,1 |

| −5,9 |

| −4,3 |

| 0,6 |

| 4,2 |

| 8,3 |

| 13,3 |

| 17,7 |

| 17 |

| 11,6 |

| 5,3 |

| −0,6 |

| −5,1 |

### Flora und Fauna
Die im Ogden und Logan Ranger District lebenden Biber sind so zahlreich, dass sie ein Biber-Management erzwingen. Im Stadtraum leben einige Säugetierarten, die sich relativ frei zwischen den ausgedehnten Hausgärten bewegen, wie Rehe der Maultierhirsche. Die niedrige Strauchvegetation der Wasatch-Kette wird von Gottesanbeterinnen (Mantodea), Wespen, Grashüpfern und zahlreichen Libellen als Lebensraum genutzt. Klapperschlangen können nur in höheren Lagen und bei großer Hitze beobachtet werden, ebenso Vogelspinnen. Sehr zahlreich treten dagegen die revierverteidigenden amerikanischen Eichhörnchen sowie die Chipmunks auf.
Das 2009 eröffnete gemeinnützige Wildlife Rehabilitation Center Northern Utah mit Sitz in Ogden widmet sich der Pflege und Rehabilitation von Wildtieren (2019: 23.810). Jeden Monat werden über 100 verschiedene einheimische Wildtierarten wieder erfolgreich ausgewildert. Im Jahr 2018 waren es über 2.513 Vögel und Kleinsäuger.
Auf dem gegenüberliegenden Antelope Island gibt es einige größere pflanzenfressende Säugerpopulationen, wie über 500 Bisons, 250 Maultierhirsche, 200 Kalifornische Dickhornschafe oder Pronghorn-Antilopen, aber auch Raubtiere wie Kojoten, Luchse und Adler.
Auf den Höhenzügen der Wasatch-Kette ist der Wüsten-Beifuß weit verbreitet, wie auch sonst in weiten Teilen des Großen Beckens. Da sie wenig Wasser benötigen und viel Sonne zur Verfügung steht, sind auch Sonnenblumen weit verbreitet.

## Geschichte

### Vor der Gründung der Stadt
Die ältesten Spuren menschlicher Besiedlung in Utah wurden 2016 entdeckt, als auf dem Testgelände der Hill Airbase im Süden Ogdens eine 12.300 Jahre alte Feuerstelle und Siedlungsbefunde freigelegt wurde.
Spuren der Vertreter der Fremont-Kultur, konnten auch in Ogden nachgewiesen werden. Die Fremont-Kultur, die ihren Namen vom Fremont River in Utah hat, zeichnete sich durch Gemeinsamkeiten bezüglich des Maisanbaus, der Lehmziegelarchitektur, den Grubenhäusern und der Keramik aus. Ende des 14. Jahrhunderts geriet die Fremont-Kultur aus klimageographischen Gründen in die Krise und wurde abgelöst von Nun-Gruppen, Vorfahren der Shoshonen und Comanche aus dem Großen Becken.

### Gründungsphase der Stadt (1846–1900)

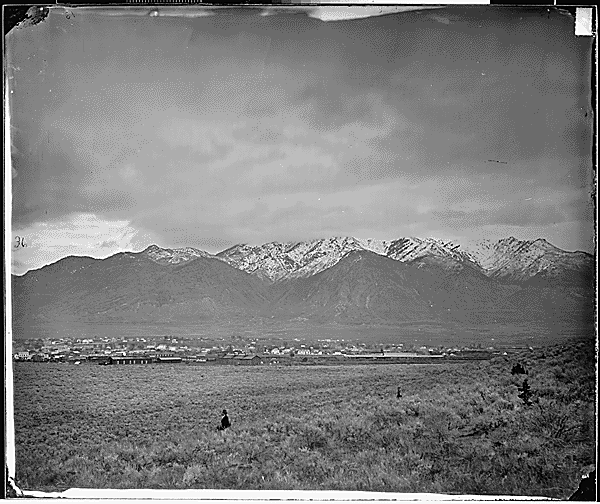
Ogden, 1874, fotografiert von Timothy H. O’Sullivan
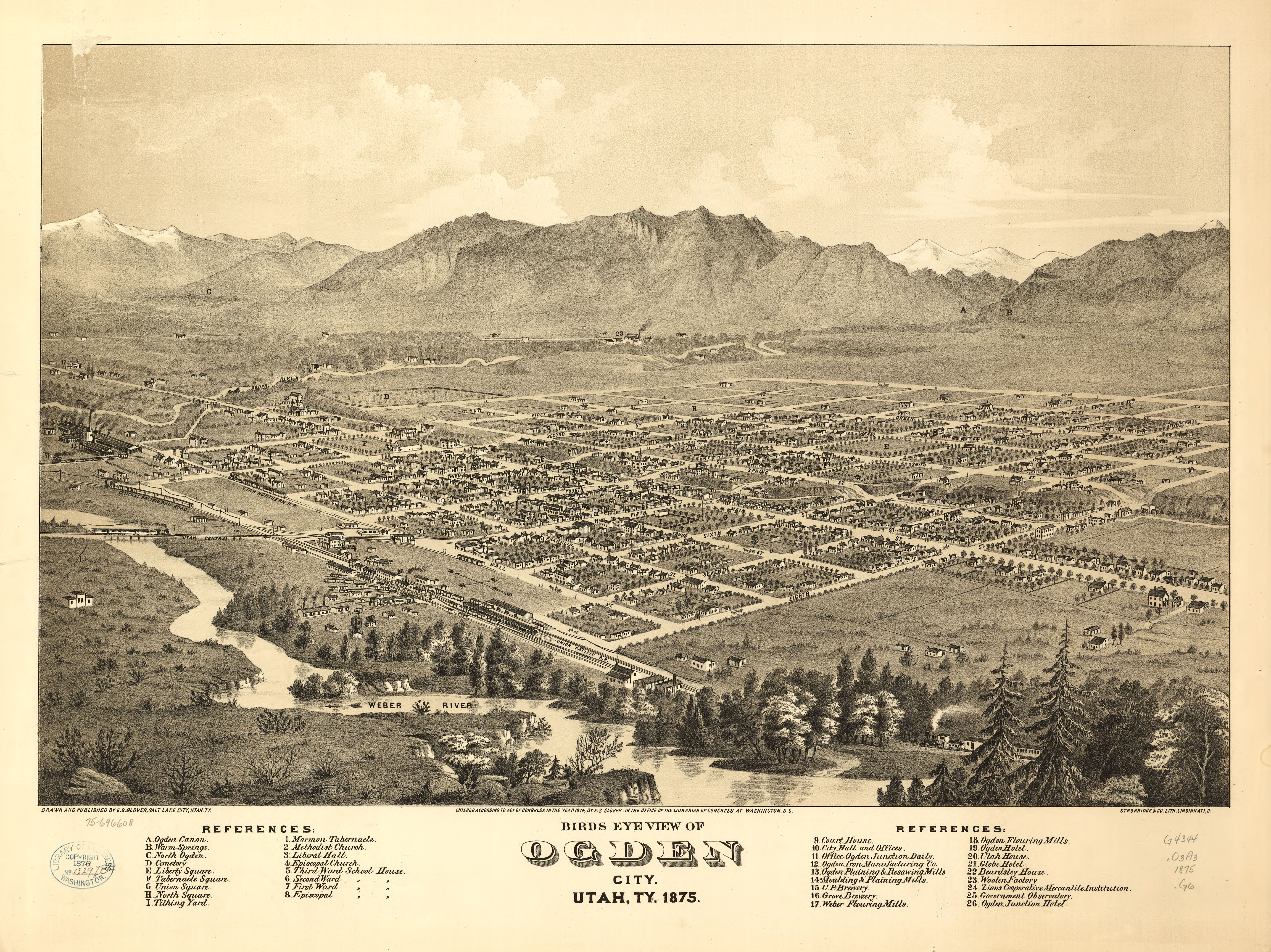
Ogden, 1875
Ogden, 1890
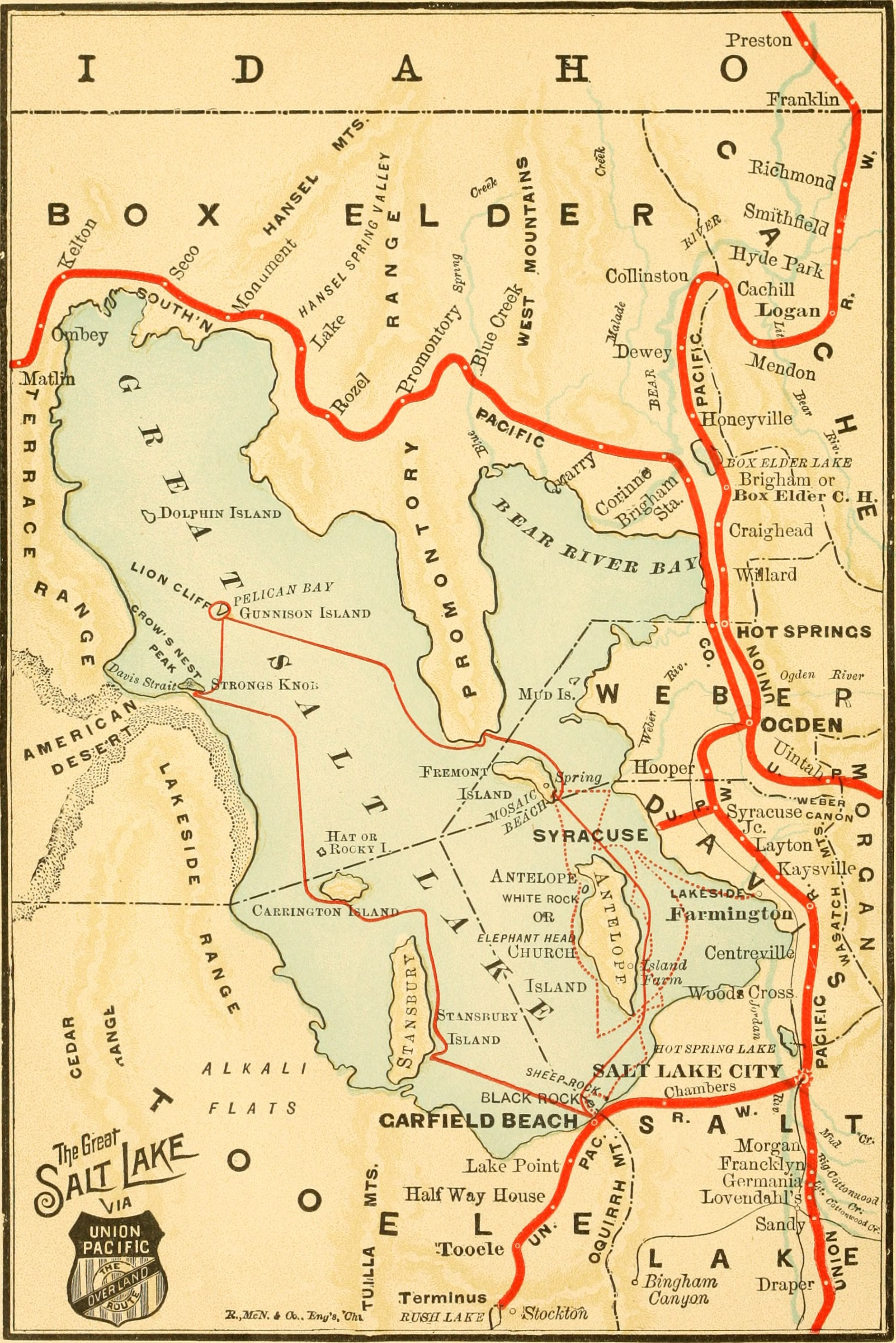
Eisenbahn-Knotenpunkt Ogden, 1891
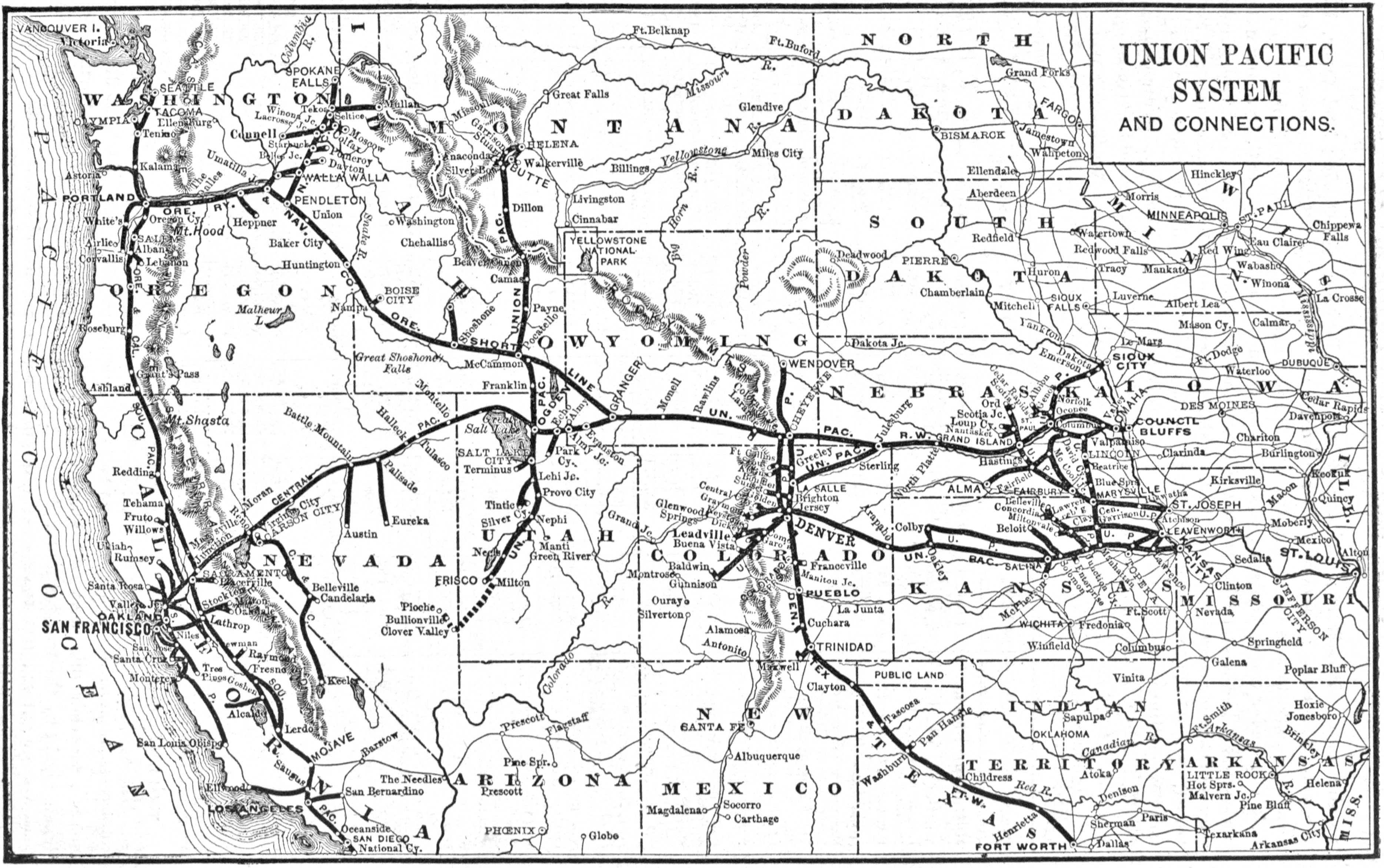
Ogden im Streckennetz der Union Pacific Railway, 1891
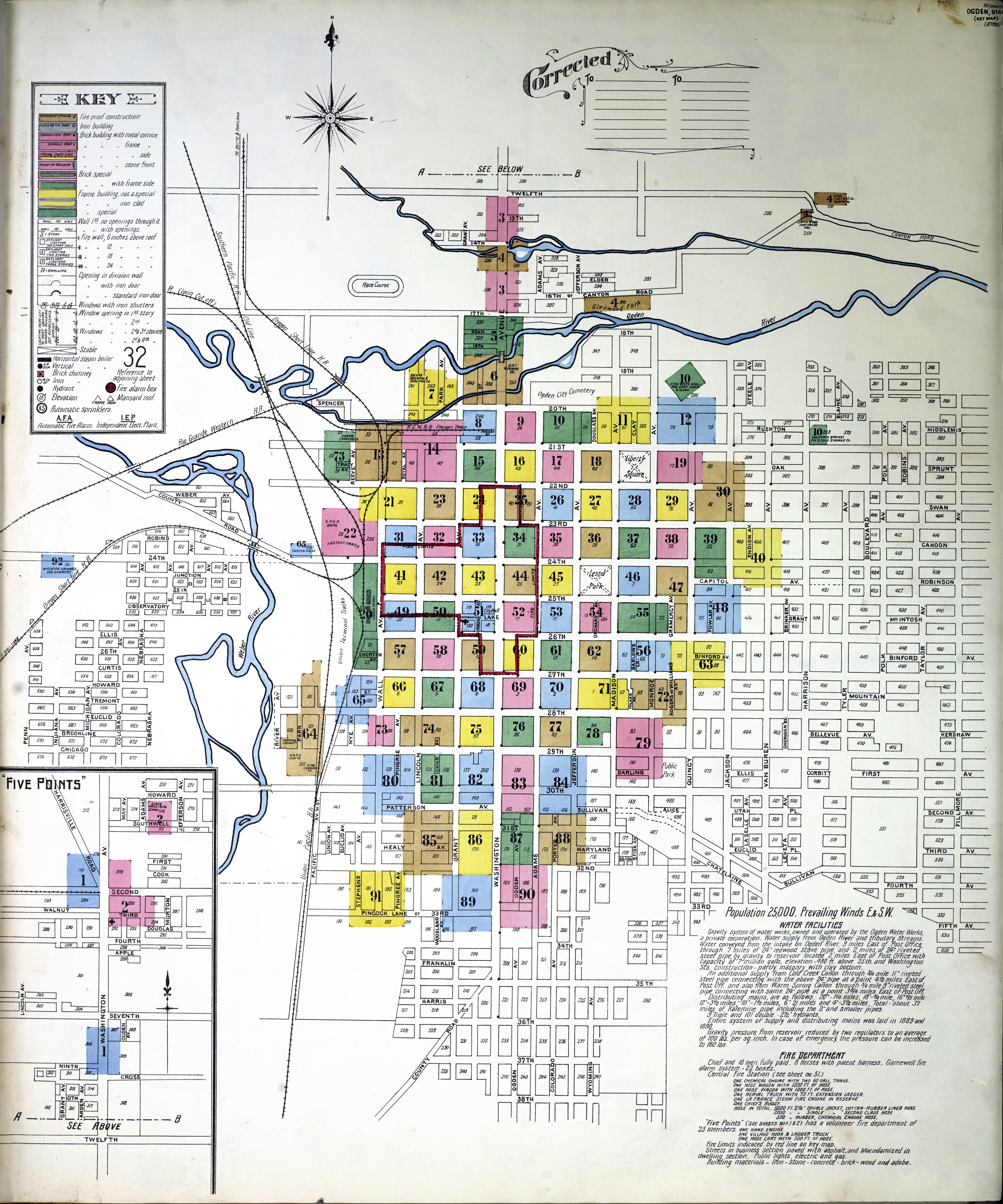
Ogden, 1906

Ursprünglich Fort Buenaventura genannt, war Ogden die erste dauerhafte Siedlung von Menschen europäischer Herkunft im heutigen Utah. Es wurde 1846 vom Trapper Miles Goodyear gegründet und befand sich etwa zwei Kilometer westlich der heutigen Innenstadt. Im November 1847 kaufte Captain James Brown das Fort und das umgebene Land des heutigen Weber County zusammen mit einigen Nutztieren für 3000 Dollar. Die Siedlung um das Fort Buenaventura wurde daraufhin in Brownsville umbenannt. 1850 wurde Chief Terrikee, der indianischer Führer in der Weber-Gegend, von einem Stadtverantwortlichen (urban stewart) getötet, was zu Aufständen der Indianern führte.
1848 entsandte der Gouverneur des Utah-Territoriums Brigham Young den Missionar Lorin Farr von Salt Lake City nordwärts ins Weber County, um es zu kolonisieren. Farr wurde mit der Stadtgründung von Ogden City am 6. Februar 1851 erster Bürgermeister und blieb dies für 20 Jahre. Die erste Erwähnung einer Exekutive in Ogden war die Ernennung von B.W. Nolan zum City Marshal im Jahr 1851. Im Jahr 1853 wurde damit begonnen eine sogenannte Spanische Mauer um die Stadt zu errichten. Nach den U.S. Census Listen lebten 1854 ungefähr 150 Familien in Ogden. Auch der Sheriff des Weber Conty hatte seinen Hauptsitz in Ogden, der gemeinsam mit dem City Marshal eng mit den Stadt- und Landgerichten zusammenarbeitete.

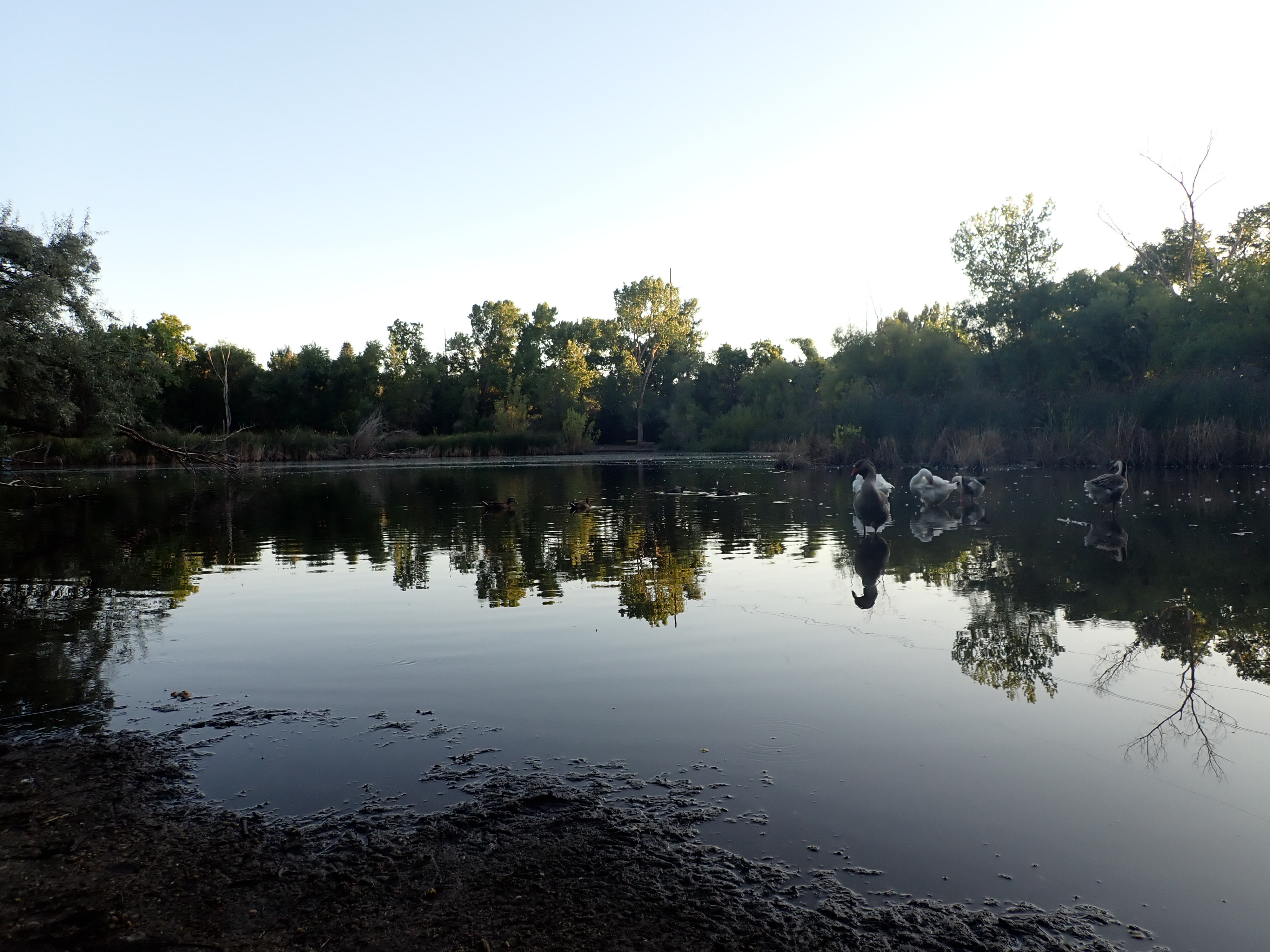
Beus Park nach Süden, 2019

Zu den ersten bekannten Einwohnern zählen Michael Beus (1811–1888) und seine Ehefrau Marianne Beus (1813–1910), die nach einer 2100 km (1300 Meilen) langen Tour am 26. September 1856 in Ogden anlangten. Sie siedelten im Bereich des heutigen Beus Parks und des Dee Event Centers und errichteten den bis heute bestehenden Damm am Pool des Beus Parks. Nach ihnen ist auch der Beus Canyon benannt, durch den sie damals in die Ebene des Great Lakes hinunterzogen. Die Familie pflanzte Maulbeerbäume an, um diese als Nahrung für den Maulbeerspinner einzusetzen. Durch den Ogden Canyon wurde 1860 eine erste Straße angelegt.
Als erster Bahnhof in Ogden wurde ein kleines, zweistöckiges Gebäude am Ufer des Weber River genutzt, das 1860 gebaut worden war. Die Anlage wurde schnell unzureichend, so dass die Union Pacific Railroad und die Central Pacific Railroad 1889 gemeinsam eine viel größere Union Station aus Ziegelstein und einen zentralen Uhrturm bauten. Im Jahr 1866 wurde die Telegrafenlinie von Salt Lake City nach Ogden verlängert. Die Grand Station wurde am 31. Dezember 1889 eingeweiht und umfasste 33 Hotelzimmer, ein Restaurant sowie einen Friseursalon. Am 13. Februar 1923 entstand in einem der Hotelzimmer Feuer und breitete sich schnell auf den Bahnhof aus. Niemand wurde verletzt oder getötet, aber die Gebäude mussten vollständig erneuert werden. John und Donald Parkinson, Geschäftsführer eines Architekturbüros in Los Angeles, entwarfen den Neubau. Am 8. April 1924 fiel die letzte alte Mauer und enthüllte eine intakte, kupferne Box mit historischen Materialien der 1880er-Jahre. Die große Halle wurde 1924 fertiggestellt. In den 1960er-Jahren verringerte sich aufgrund der zunehmenden Nutzung des Automobils, der Autobahnen und des Flugverkehrs der Personenverkehr auf der Schiene landesweit und auch in Ogden.

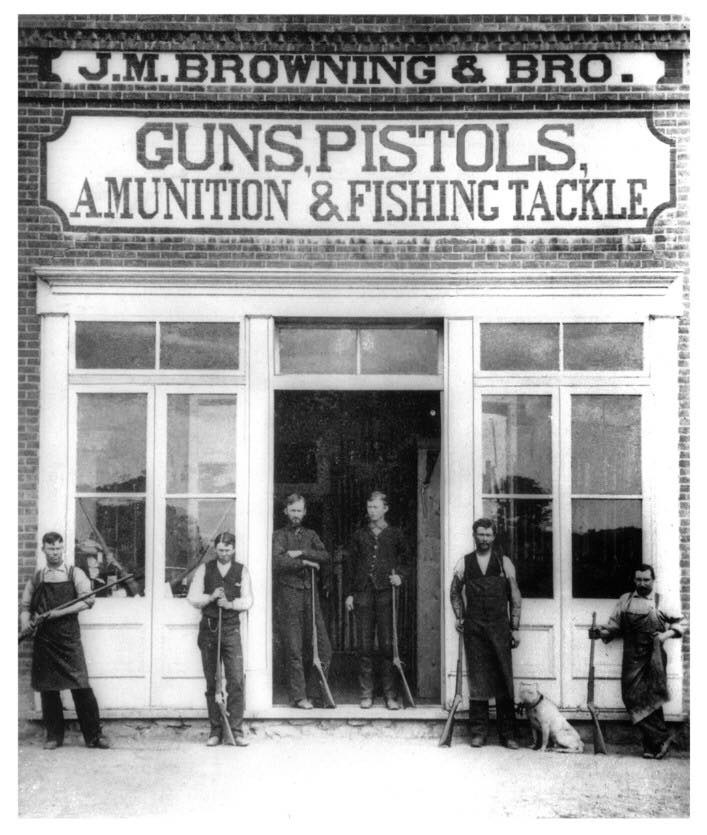
Browning Gun Shop in Ogden, 1882

Die Hayden-Expedition, deren Ziel die Erforschung des Westens der USA war, startete am 11. Juni 1871 in Ogden mit 34 Männern und 7 Wagen nach Norden. Unter der Leitung des Geologen Ferdinand Vandeveer Hayden führte sie in das Gebiet des heutigen Yellowstone-Nationalparkes. Zwei Jahre später, 1873, führte der U.S. Geological Survey Untersuchungen in Ogden durch. Das dabei benutzte Zeltlager wurde vom Fotografen William Henry Jackson (1843–1942) dokumentiert.
Im Frühjahr 1878 begann John Moses Browning im Waffengeschäft seines Vaters in Ogden mit der Arbeit an seiner ersten Einzelladerbüchse. Die Anmeldung zum Patent der Einzelladerbüchse wurde am 12. Mai registriert, am 7. Oktober 1879 wurde es als US-Patent 220271 erteilt. Ebenfalls ab 1878 wurde damit begonnen, ein Telefonsystem zu installieren.
Als erster Präsident, der den Bundesstaat Utah besuchte, fuhr der 18. Präsident Ulysses S. Grant am 3. Oktober 1875 nach Salt Lake City. Dabei traf er sich mit dem Vorsitzenden der LDS Church Brigham Young im Zug auf der Strecke ab Ogden. Auch bei seinem zweiten Besuch im Jahr 1879 besuchte der Präsident die Stadt während eines kurzen Zwischenhalts. Sein Nachfolger, der 19. Präsident Rutherford B. Hayes, machte während seines Besuches in Utah am 5. September 1880 einen Stopp in Ogden und traf sich daraufhin mit dem Vorsitzenden der LDS-Church John Taylor während der Weiterreise von Ogden nach Salt Lake City. Hayes wurde begleitet von General William T. Sherman.
Der erste Rathausbau wurde 1888 vollendet. Die Hauptstraßen in Ogden waren zu Beginn nach wichtigen Persönlichkeiten der LDS-Kirche benannt. Unter dem ersten nicht-mormonischen Bürgermeister, Fred J. Kiesel (1889–1891), wurden die Straßen in Ogdens Innenstadt am 5. April 1889 umbenannt. Die in Nord-Süd-Richtung verlaufenden Straßen wurden nach amerikanischen Präsidenten benannt, die Straßen in West-Ost-Ausrichtung waren vorher bereits durchnummeriert, aber die ursprüngliche Zählung wurde verändert, um die Stadterweiterungen einzubeziehen. So wurde aus der ehemaligen First Street nun die 21th Street. Eine der wenigen Straßen, die nicht umbenannt wurde, war die Wall Avenue, entlang der 1855 eine sogenannte „Spanische Mauer“ mit einer Höhe von 2,43 m (acht Fuß) zwischen 21st Street und 28th Street errichtet worden war. Als erste Straße wurde 1893 die 25th Street zwischen Washington Avenue und Wall Avenue geteert, die Kosten beliefen sich dafür auf 100.000 $.
Am 29. Dezember 1890 wurde in der Washington Avenue das Orpheum Theater mit einer Kapazität von 1750 Sitzplätzen eröffnet. Zu den auftretenden Künstlern gehörten die Marx Brothers, Jenny Lind sowie Burns and Allen. Aufgrund verschiedener Besitzerwechsel und Umbauten, so 1925 und 1928, reduzierte sich die Zahl der Plätze auf 1152 im Jahr 1940 und 1037 im Jahr 1950. In den 1940er-Jahren wurde das Theaterspiel durch einen Kinobetrieb ersetzt. Im Jahr 1954 erfolgte eine weitere Modernisierung des Gebäudes, das über eine markante türkische Minarettarchitektur verfügte. Der Kinobetrieb wurde 1982 aufgegeben, das Gebäude 1983 zugunsten von Parkplätzen für das nahe Bigelow-Ben Lomond Hotel abgerissen.

### Zwischen Prostitution und Prohibition (1900–1950)

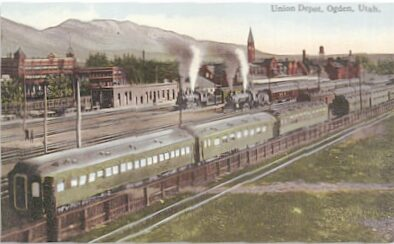
Depot in Ogden, 1910

Um 1900 war Ogden ein bedeutendes Industriezentrum, das etablierte Geschäftsleute aus der ganzen Welt anzog. Dies führte dazu, dass es in Ogden während seiner Blütezeit mehr Millionäre pro Kopf als in jeder anderen Stadt der Vereinigten Staaten gab. Ogden wuchs sprunghaft an. Geschäfte, Cafés, Mühlen, Salons und Hotels wurden entlang der von Brigham Young angelegten mormonischen Blöcke gebaut.
Besonders die Besuche der Präsidenten führten häufig zu wirtschaftlichen und strukturellen Entwicklungsschüben in der Stadt. Der 25. Präsident William McKinley hielt sich am 26. Mai 1901 jedoch nur etwa für 20 Minuten um Mitternacht in Ogden auf. Der für den Tag geplante Besuch war nicht möglich, da seine Ehefrau erkrankte und sie vorzeitig nach Hause zurückkehrten.
Zusammen mit der wirtschaftlichen Entwicklung blühte auch die gewerbliche Prostitution in Ogden auf. Diese gründete auf Odgens langandauernder Funktion als überregionaler Eisenbahnknotenpunkt und verkörperte sich in der Persönlichkeit der Dora B. Topham, die als „Madame Belle London“ die Leitung eines organisierten Prostitutionsrings in der Stadt innehatte. Anfang 1900 organisierte Belle London die Prostitution in der heutigen historischen 25th Street in der Nähe des zentralen Eisenbahn-Depots und nutzte den London Ice Cream Salon als Fassade für eines ihrer Bordelle. In Ogden ließ sie 100 kleine Kammern in einer sogenannten „Stockade“ bauen, die die Prostituierten für ein bis vier Dollar pro Tag mieten mussten. Nach weniger als drei Jahren wurde die „Stockade“ geschlossen und abgerissen, weil Dora B. Topham wegen Anstellung einer 16-Jährigen zu 18 Jahren Gefängnis verurteilt worden war. Als die Verurteilung später aufgehoben wurde, zog sie mit ihren beiden Töchtern nach Kalifornien, wo sie einige Jahre später starb.
Der Motorradpionier George A. Wyman (1877–1959), der vom 16. Mai bis 6. Juli 1903 als Erster erfolgreich eine transkontinentale Durchquerung der Vereinigten Staaten von New York City nach San Francisco durchführte, erreichte am 28. Mai Ogden, wo er im damaligen Fahrradshop von L. H. Becraft Reparaturen seines motorisierten Fahrrads durchführte.
Als in der Nacht des 15. November 1911 im Eccles Building ein Feuer ausbrach, verursachte der anschließende Großbrand in der Innenstadt einen Schaden von 750.000 $. Der bekannte dänische impressionistische Schriftsteller Herman Bang starb 1912 während einer US-Vortragsreise in Ogden.
Am 17. März 1915 wurde das 2.200 Personen fassende Alhambra-Theater mit einem Konzert des Ogden Tabernacle Choir eröffnet; der erste gezeigte Stummfilm war Charlie Chaplins „The Champion“. Am 3. Mai 1916 gewann Jack Dempsey bei einem in dem Theater ausgetragenen Boxkampf gegen Terry Kellar in zehn Runden. 1923 kaufte A. L. Glasmann, der Betreiber des nahegelegenen Orpheum Theaters, das Alhambra-Theater. 1934 ging es in den Besitz der Paramor Theatres über, die auch das Orpheum Theater, das Lyceum Theater und das Colonialtheatre betrieben. Es fanden wiederholte Umbauten unter verschiedenen Besitzern statt. Vor dem Jahr 1971 wurde das Theater abgerissen; der Standort wird heute als Parkplatz hinter dem prächtig restaurierten Peery’s Egyptian Theatre genutzt.
Wichtig für das Verhältnis der amerikanischen Präsidenten zur LDS-Kirche war der persönliche Dialog. Dieser wurde meist bei den Zugreisen der Präsidenten auf der Strecke zwischen Ogden und Salt Lake City abgehalten. Im Jahr 1919 besuchte der 28. Präsident Woodrow Wilson Ogden während eines Zwischenhalts am 23. September. Vier Jahre später legte auch der 29. Präsident Warren G. Harding im Jahr 1923 auf seinem Weg durch Utah Zwischenhalte in Ogden und Salt Lake City ein, um den Vorsitzenden der LDS-Church, Heber J. Grant, zu treffen.
Im Jahr 1924 gründete Marriner S. Eccles (1890–1977) mit seinem Bruder George und Mitgliedern der Bankiersfamilie Browning die Eccles-Browning Affiliated Banks in Ogden, die durch den Erwerb weiterer Banken in Utah, Idaho und Wyoming Zuwachs erhielt. Die Verwaltung der Banken übernahm die von Eccles 1928 mitgegründete Holdinggesellschaft First Security Corporation, der er als Präsident vorstand. Eccles’ Banken überstanden die 1929 einsetzende Weltwirtschaftskrise praktisch ohne Schaden.

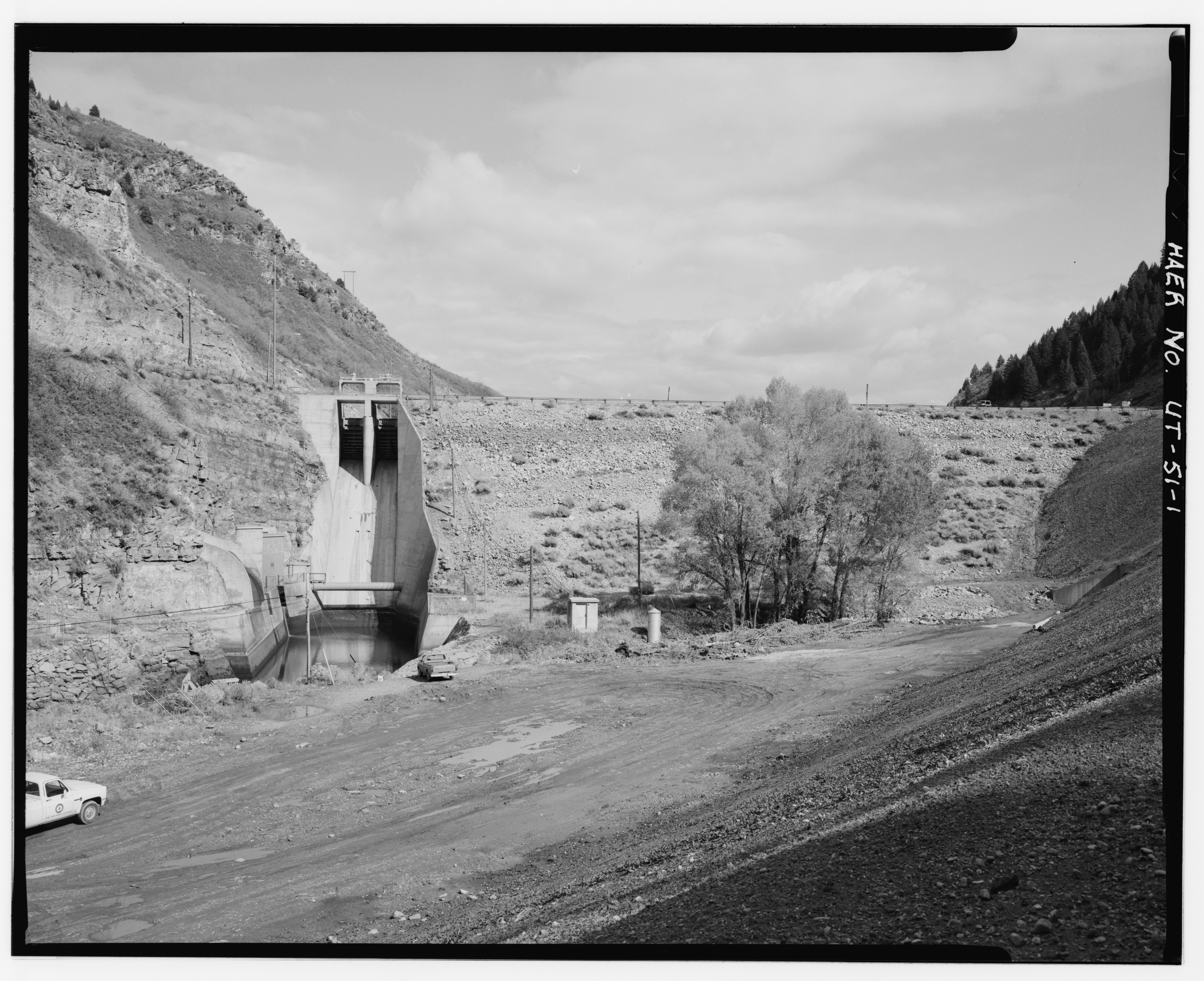
Ansicht des Pineview Dams, 1987

Die Bedeutung Ogdens als Eisenbahnknotenpunkt wurde auch während der Prohibition in den Vereinigten Staaten deutlich, als viele illegale Brauereien und Brennereien in der Stadt betrieben wurden. Wie stark die amerikanischen Präsidenten in die regional Politik Ogdens eingriffen, wird deutlich am Besuch des 32. Präsidenten Franklin D. Roosevelt, der Utah zwei Mal während seiner Präsidentschaft besuchte. Dabei hielt er im September 1935 eine 25 Minuten dauernde Rede vom Heck des Zugs, der an der Union Station in Ogden stand. Die Gespräche der Stadtoberen mit dem Präsidenten verliefen so gut, dass er im selben Jahr, am 16. November, das Ogden River Projekt genehmigte, dass den Bau des Pineview Dam vorsah. Dieser wurde 1937 vollendet.
Aufgrund des Zweiten Weltkriegs wurden das Eisenbahnnetz wieder stärker genutzt, was zu einem Wiederaufleben Ogdens führte. Während des Hochbetriebes im Zweiten Weltkrieg passierten täglich mehr als 100 Personenzüge Ogden.
Während des Weltkriegs waren in den 1940er-Jahren fast 400.000 Deutsche und Italiener als Kriegsgefangene in den USA interniert. Davon waren über 8.000 im Bundesstaat Utah in mehr als zehn Lagern zwischen Logan und Salina untergebracht. Das größte dieser Lager war das Camp Ogden, auf dem Gebiet des 1941 gegründeten Defense Depot Ogden, das heute zum Business Depot Ogden gehört. Später wurde das George E. Wahlen Ogden Veterans Home auf dem Land gebaut, auf dem sich das Kriegsgefangenenlager befand. Einige der Gefangenen wurden nach dem Krieg US-Bürger.
Beim Eisenbahnunfall von Bagley, bei dem zwei Züge am 31. Dezember 1944 etwa 27 km westlich von Ogden bei der Betriebsstelle Bagley aufeinanderfuhren, starben 50 Menschen und 79 wurden verletzt. Im Jahr 1951 starben bei einem schweren Auffahrunfall zweier Stromlinienzüge, die kurz nacheinander in Ogden gestartet waren, an der Grenze zwischen Wyoming und Utah 17 Passagiere und 159 wurden verletzt.

### Zwischen Segregation und Stagnation (1950–1990)

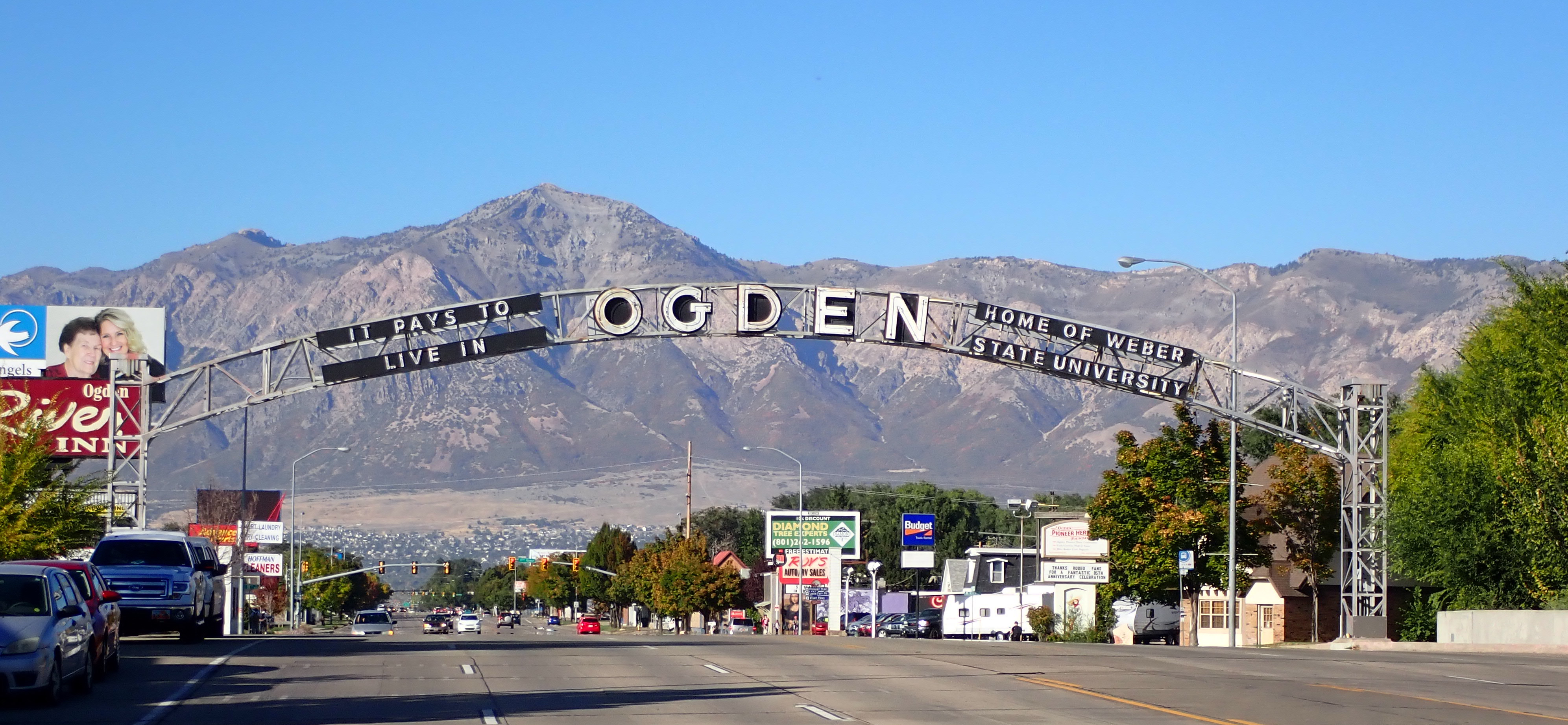
Gantry Sign in Ogden vor dem Ben Lomond, 2019

Während des Koreakriegs wuchs im Ogden Air Logistics Complex die Zahl ziviler Beschäftigter von 3.656 (Juni 1950) auf 12.210 (August 1952). Von nur 150.000 Millionen Tonnen Material, die im Jahr 1949 umgeschlagen wurden, steigerte sich der Wert auf jährlich etwa 2,15 Millionen Tonnen in den Jahren 1951, 1952 und 1953.
Mit dem Rückgang des Eisenbahntransportes ab Ende der 1950er-Jahre geriet die Stadt in eine Phase des Verfalls, die bis zum Beginn der frühen 1990er-Jahre andauerte. 1954 scheiterten Hausmakler bei dem Versuch nach Hautfarben getrennte Viertel in Salt Lake und Ogden zu schaffen.
Obwohl das Business Depot Ogden von 1941 bis 1997 betrieben wurde, war es nicht stark genug, um den Niedergang aufzuhalten.
Der Schienenpersonenverkehr verschwand immer mehr, mit Ausnahme des Zugunternehmens Amtrak, das zwischen 1971 und 1983 drei Mal pro Woche durch Ogden fuhr. Besonders der zunehmende Transport von Postsendungen mit Flugzeugen beschleunigte den Niedergang des Güterverkehrs mit der Bahn. Hinzu kamen die durch den seit den 1950er-Jahren zunehmenden Ausbau der Interstates auf die Straße verlagerten Gütertransporte. Zwar zogen einige Regierungsbehörden und Unternehmen, die mit der Verteidigungsindustrie zu tun hatten, weiterhin nach Ogden – darunter das Internal Revenue Regional Center, die Marquardt Corporation, die Boeing Corporation, die Volvo-White Truck Corporation, Morton-Thiokol sowie weitere kleinere Betriebe und einige Geschäftsführer unternahmen erhebliche Anstrengungen, um mehr Privatwirtschaft in die Region zu bringen und von der Regierungsindustrie unabhängig zu werden, aber dies reichte lange nicht aus, um dem Wegfall des Bahntransports auszugleichen.
Während des Vietnamkrieges starben vor allem während der 1960er-Jahre 30 aus Ogden stammende US-Soldaten. Die Aussagen von fünf Überlebenden des Vietnamkrieges wurden später von der University of Utah dokumentiert.
Mit dem Aus der Eisenbahn im Jahr 1972 verstärkte die Kirche Jesu Christi der Heiligen der Letzten Tage einhundert Jahre nach der Einweihung der Bahnstrecke ihre Initiativen in Ogden durch den Bau und die Einweihung des Ogden Utah Tempels. Offiziell mit der Begründung, um die Überlastung der Tempel in Salt Lake City und Provo zu beheben.
Tiefpunkt der wirtschaftlich schwierigen Phase waren die sogenannten Hi-Fi-Morde von Ogden, wodurch die Stadt im Jahre 1974 in die (inter-)nationalen Schlagzeilen geriet: Bei einem brutalen Überfall wurden fünf Menschen als Geiseln genommen und gezwungen, flüssigen Abflussreiniger zu trinken. Drei Menschen starben, zwei überlebten mit irreparablen Schäden.
Um dem Rückgang des Konsums in der Innenstadt Ogden zu begegnen, wurde 1980 die Ogden City Mall eröffnet, deren wichtigste Geschäfte J.C. Penney, Nordstrom, Bon Marché und Zion Cooperative Mercantile Institution (ZCMI) waren. Im Jahr 1987 filmte die Sängerin Tiffany ihr Musikvideo zu I Think We’re Alone Now in der Ogden City Mall. Die zweistöckige Mall war bis in die 1990er-Jahre sehr populär, aber nach dem Verlust so wichtiger Läden wie „Nordstrom“ oder „Weinstock's“ ging es so schnell bergab, dass sie im Jahr 2003 abgerissen wurde. An ihrer Stelle wurde dann der 8,1 Hektar große Entertainment-Komplex The Junction errichtet, in dem es neben einem Megaplex 13 Theater auch Möglichkeiten zum Indoor Skydiving oder Indoor Surfen gibt.
Anfang der 1980er-Jahre wurden in Ogden unter der Leitung des Piloten John Chotia preiswerte Ultraleicht-Flugzeuge produziert.
Am 10. September 1982 besuchte Präsident Ronald Reagan die Ogden Deseret Cannery und das Bishop's storehouse in Ogden.

### Erneuerung nach dem Jahr 1990

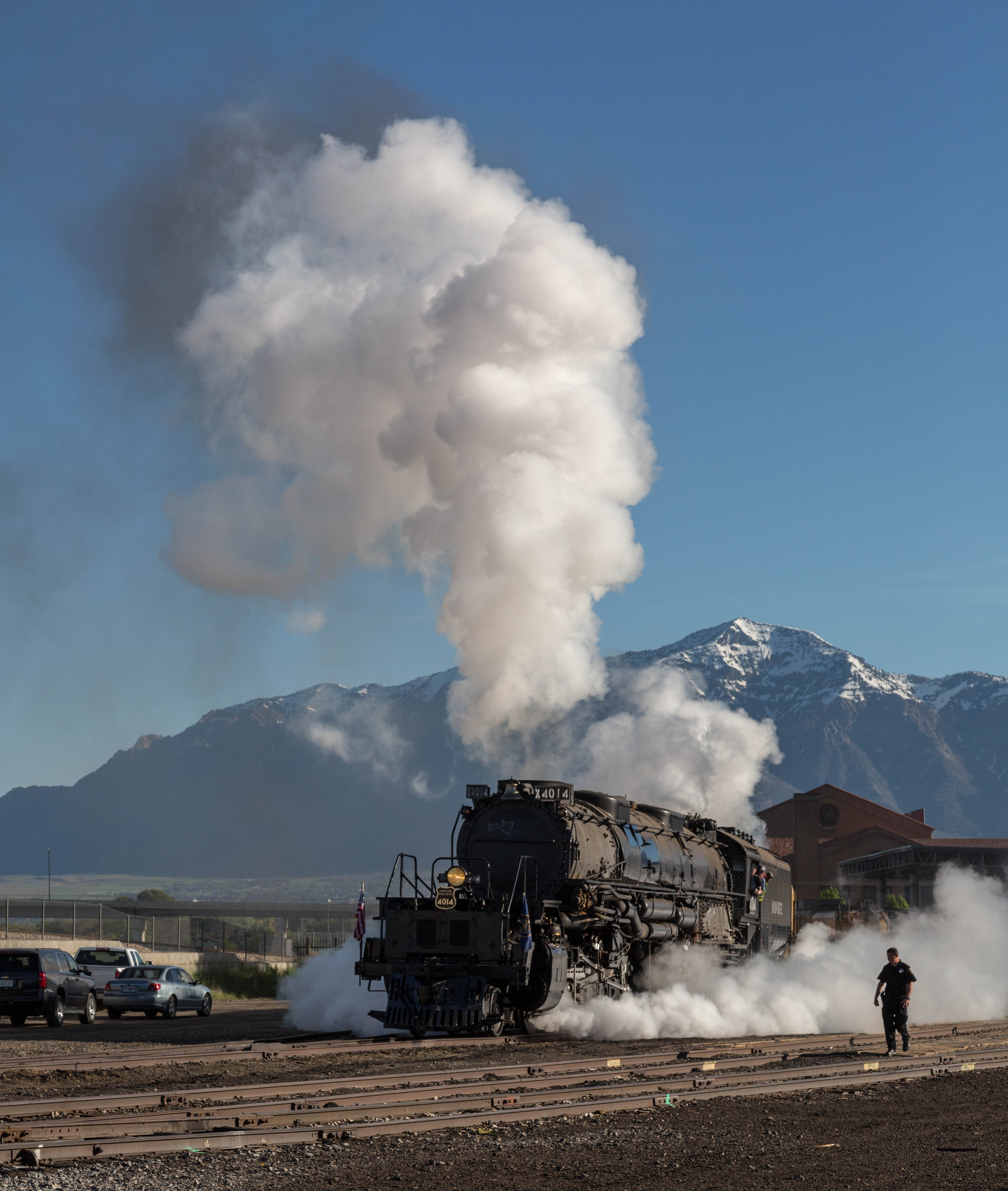
Union Pacific 4014 in Ogden, zum 150. Jubiläum des Golden Spike, 2019

Seitdem die Weber State University am 1. Januar 1991 den vollen Status als staatliche Universität und ihren heutigen Namen erhielt, hat sie sich zu einer der wichtigsten Universitäten in Utah entwickelt, die Studenten aus den ganzen USA und weiteren 60 Ländern anzieht.
Erst durch Bemühungen der Handelskammer und verschiedener Wirtschaftsorganisationen hat Ogden zu Beginn der 1990er-Jahre wieder eine Vielzahl von Industrie- und Handelsunternehmen in seinen Industriepark und seine Einkaufszentren gezogen.
Im Jahr 2011 erhob der Staat Utah die von John M. Browning in Ogden entwickelte Browning M1911 zu einem offiziellen Symbol des Bundesstaates.
Die historische Bedeutung Ogdens für die amerikanischen Präsidenten lag einerseits an seiner Funktion als Verkehrsknotenpunkt, andererseits am Bundesbesitz in Ogden, auf dem staatliche logistische Einrichtungen wie das Ogden Defense Depot oder der Ogden Air Logistics Complex (auf dem Gelände der Hill Air Force Base) eingerichtet und über die im Kriegsfall (Zweiter Weltkrieg, Koreakrieg, Vietnamkrieg) logistische Operationen abgewickelt wurden. Am 2. und 3. April 2015 machte Präsident Barack Obama an Bord der Air Force One einen Zwischenstopp auf der Hill Air Force Base in Ogden. Der Präsident war dort am 2. April eingetroffen und hatte in einer Rede Maßnahmen für erneuerbare Energien angekündigt.
Beim bisher längsten Government Shutdown der amerikanischen Geschichte im Januar 2019 waren in Ogden 5000 Verwaltungsangestellte, vor allem des Finanzamtes und der Forstbehörde, betroffen.
Vom 9. bis 12. Mai 2019 wurde das 150. Jubiläum des Goldenen Spike von fast 100.000 Besuchern in Ogden gefeiert.

### Einwohnerentwicklung
Die Zahl der Einwohner lag 2018 bei 87.325. Die Zahl der Einwohner hatte in den ersten hundert Jahren kontinuierlich zugenommen und 1960 einen Höhepunkt erreicht, aufgrund des wirtschaftlichen Rückgangs sank sie aber bis 1990. Seither steigt die Zahl aber, besonders durch den Zuzug spanischsprachiger Zuwanderer, wieder an.

## Religionen und Weltanschauungen

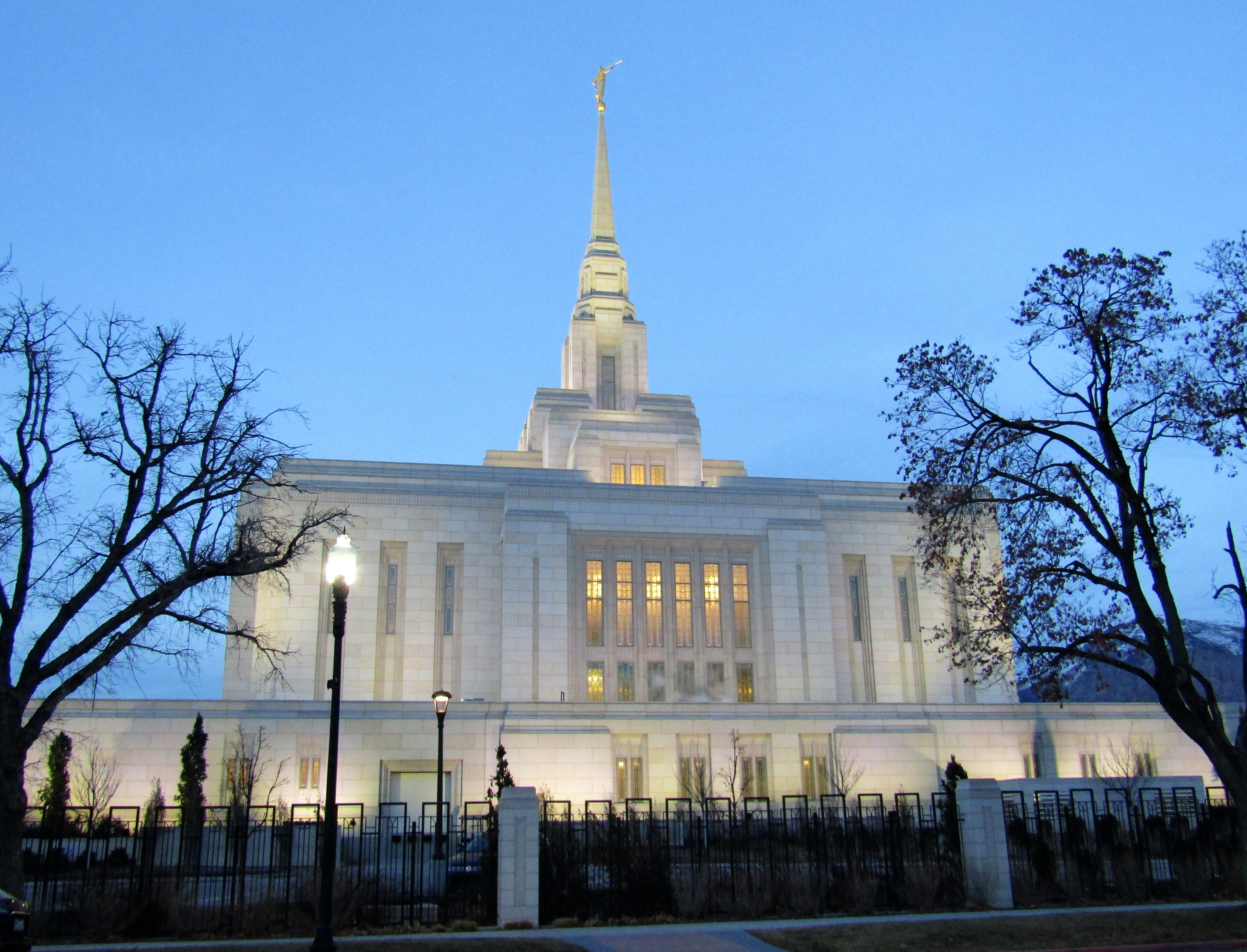
LDS-Tempel in Ogden, 2018

Zwischen 73 und 78 Prozent der Einwohner Ogdens bekennen sich zu einer christlichen Konfession, vier Prozent geben eine nicht-christliche Religion an, davon jeweils etwa ein Prozent Judentum, Islam, Buddhismus und Hinduismus. Zwischen 55 und 62 Prozent der Einwohner gehören den Mormonen (Latter-day Saints, LDS) an. Zu den zahlreichen evangelikalen Freikirchen zählen sich etwa sieben Prozent der Einwohner Ogdens, zu den verschiedenen Mainline Protestant Churches etwa sechs Prozent. Der römisch-katholischen Kirche Ogdens gehören zwischen fünf und 8,7 Prozent der Einwohner; sie bilden nach den Mormonen die zweitgrößte Gruppe. Die Zeugen Jehovas und die orthodoxen Kirchen machen jeweils weniger als ein Prozent aus.

### Christliche Bekenntnisse
Im Vergleich zu Salt Lake City und anderen Regionen in Utah sind die Mormonen in Ogden nicht ganz so häufig vertreten. Die Zahl der Gläubigen, die dem Tempel in Ogden zugerechnet werden, wird mit 135.000 angegeben. Der 1972 vollendete Tempelbau der Kirche Jesu Christi der Heiligen der Letzten Tage ist der vierzehnte seiner Art. Er wurde ursprünglich mit einem modernen Design gebaut, das dem Tempel in Provo sehr ähnlich war, aber bei einer im Jahr 2014 abgeschlossenen Renovierung wurden das Äußere und das Innere umfassend verändert.
In Ogden gibt es vier römisch-katholische Gemeinden, die zum Bistum Salt Lake City gehören. Im Jahr 1899 wurde die St. Joseph’s Catholic Church geweiht, die St. James the Just Catholic Church 1966 und die Gemeinde der Holy Family Catholic Church 1979 (heutiges Kirchengebäude 2008 geweiht). Katholische Gottesdienste werden auch vom Weber State University Newman Center organisiert. Östlich von Ogden in über 2000 m Höhe befand sich von 1947 bis 2017 die Trappistenabtei Huntsville.
In Ogden gibt es über 51 einzelne christliche Gemeinde und Kirchen.

### Judentum
Die jüdische Gemeinde Brith Sholem („Bund des Friedens“) umfasste 2019 etwa 45 Haushalte.  Juden, größtenteils deutschen Ursprungs, verließen infolge der Bewegung der Zion's Cooperative Mercantile Institution Salt Lake City in Richtung Corinne und erreichten Ogden. Eine Gruppe begann sich im Bekleidungsgeschäft von Benjamin Oppman in der 25th Street zu treffen. Die vielen jüdischen Bewohner der 25th Street brachten ihr den Spitznamen „Kleines Jerusalem“ ein. Sie begannen sich ab 1890 unter dem Namen „Ohab Sholem“ zu treffen, was sie zur ältesten durchgehend bestehenden jüdischen Gemeinde Utahs macht. Während dieser Zeit war die Gemeinde so orthodox, dass sie plante, separate Gebetsräume für die Frauen zu errichten. Im Jahr 1916 wurde sie in Brith Sholem umbenannt. Später änderte sich die Ausrichtung hin zum Reformjudentum. Einer der prominentesten Juden war Fred Kiesel, ein in Württemberg geborener Kaufmann, der 1889 zum Bürgermeister von Ogden gewählt wurde. Ogden war auch die Heimat von Ad und Abraham Kuhn, den Cousins von Abraham Kuhn, der 1867 zusammen mit Salomon Loeb in New York City die Investmentbank Kuhn, Loeb & Co. gegründet hatte. Das Innere der im Jahr 1921 im Beisein von etwa 1000 Menschen in der Grant Avenue eingeweihten Synagoge fiel am 30. Dezember 1989 einem Feuer zum Opfer, das durch einen Brandanschlag ausgelöst worden war. Heute ist etwa die Hälfte der Familien interreligiös. Die kleine Gemeinde hat keinen Vollzeit-Rabbiner, sondern lässt einmal im Monat Theologie-Studenten aus Los Angeles einfliegen.

## Politik

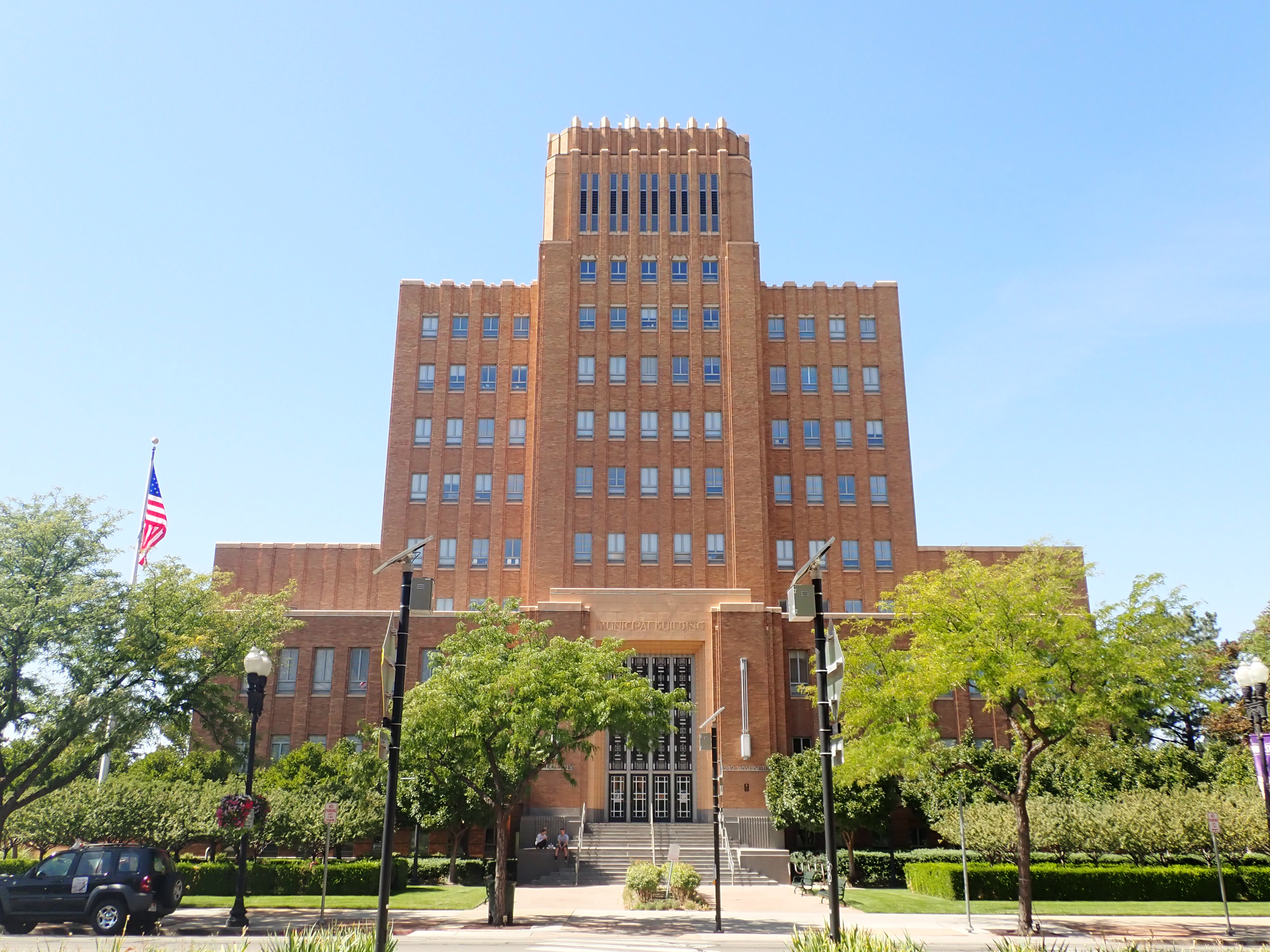
Ogdens Gemeindehaus, nach Westen, 2019

### Gemeinderat
Ogden wird von einem Bürgermeisterrat regiert, in welchem der hauptamtliche Bürgermeister als Exekutive und der siebenköpfige Teilzeitrat als Legislative fungiert. Alle gewählten Amtsträger haben eine Amtszeit von vier Jahren, wobei die Wahlen in ungeraden Jahren stattfinden und die Amtszeiten im Januar der geraden Jahren beginnen.
Die Regierung von Ogden City verfügte 2019 über ein Budget von 190 Millionen Dollar pro Jahr und beschäftigte fast 600 Vollzeitangestellte. Neben der Erbringung üblicher kommunaler Dienstleistungen fördert die Regierung die wirtschaftliche und wirtschaftliche Entwicklung. Die Stadt betreibt eine Sanierungsagentur (redevelopment agency, RDA), wobei der Stadtrat als RDA-Vorstand und der Bürgermeister als Geschäftsführer agieren. Die Tätigkeit der RDA hat sich seit ihrer Gründung im Jahr 1969 vervielfältigt, mit Steuereinnahmen von etwa 10 Millionen Dollar pro Jahr und einer ausstehenden Verschuldung von über 50 Millionen Dollar. Die ausgewiesenen Sanierungsgebiete umfassen heute fast alle zentralen Geschäftsviertel von Ogden, ebenso wie das Business Depot Ogden und mehrere andere Industriegebiete im Westen der Stadt.

### Bürgermeister
Die Bürgermeister von Ogden waren seit 1851:
1851–1871 Lorin Farr

1871–1876 Lester J. Herrick

1877–1878 Lorin Farr

1879–1882 Lester J. Herrick

1883–1886 David Harold Perry

1887–1888 David Eccles

1889–1890 Fred J. Kiesel

1891–1892 William H. Turner

1893–0000 Robert C. Lundy

1894–1895 Charles M. Brough

1896–1897 Hiram H. Spencer

1898–1899 John A. Boyle

1900–1901 Matthew S. Browning

1902–1905 William Glassman

1906–1907 E. M. Conroy

1908–1909 Alexander L. Brewer

1910–1911 William Glassman

1912–1915 A. G. Fell

1916–1917 Abott Rodney Heywood

1918–1919 Thomas Samuel Browning

1920–1923 Frank Francis

1924–1925 P. F. Kirkendall

1926–1927 George E. Browning

1928–1929 Frank Francis

1930–1933 Ora Bundy

1934–1939 Harman W. Peery

1940–1941 Fred M. Abbott

1942–1943 Harman W. Peery

1944–0000 Kent S. Bramwell

1944–1947 David S. Romney

1948–1949 Harman W. Peery

1950–1951 W. Rulon White

1952–1953 George T. Frost

1954–1959 Raymond W. Wright

1960–1961 LeRoy B. Young

1962–1965 Merle E. Allen

1966–1973 Bart Wolthius

1973–1983 A. Stephen Dirks

1983–1987 Robert A. Madsen

1987–1989 Clifford L. Goff

1989–1991 Scott Sneddon

1992–1999 Glenn J. Mecham

1999–2011 Matthew Godfrey

2012–2024 Mike Caldwell

seit 2024 Benjamin K. Nadolski

### Städtepartnerschaften
Seit 1954 besteht eine Städtepartnerschaft mit Hof in Bayern. 1954 nahmen Friedrich Poppenberger (1904–1992) und Heinrich Giegold (1924–2006) an einem von den Vereinigten Staaten von Amerika initiierten Kulturaustauschprogramm teil, bei dem die beiden von deutscher Seite am Abschluss dieser Partnerschaft mitarbeiteten. Die Einwohner von Ogden haben wegen der Partnerschaft eigens ein Modell des Hofer Rathauses angefertigt.

## Kultur und Sehenswürdigkeiten

### Historic 25th Street

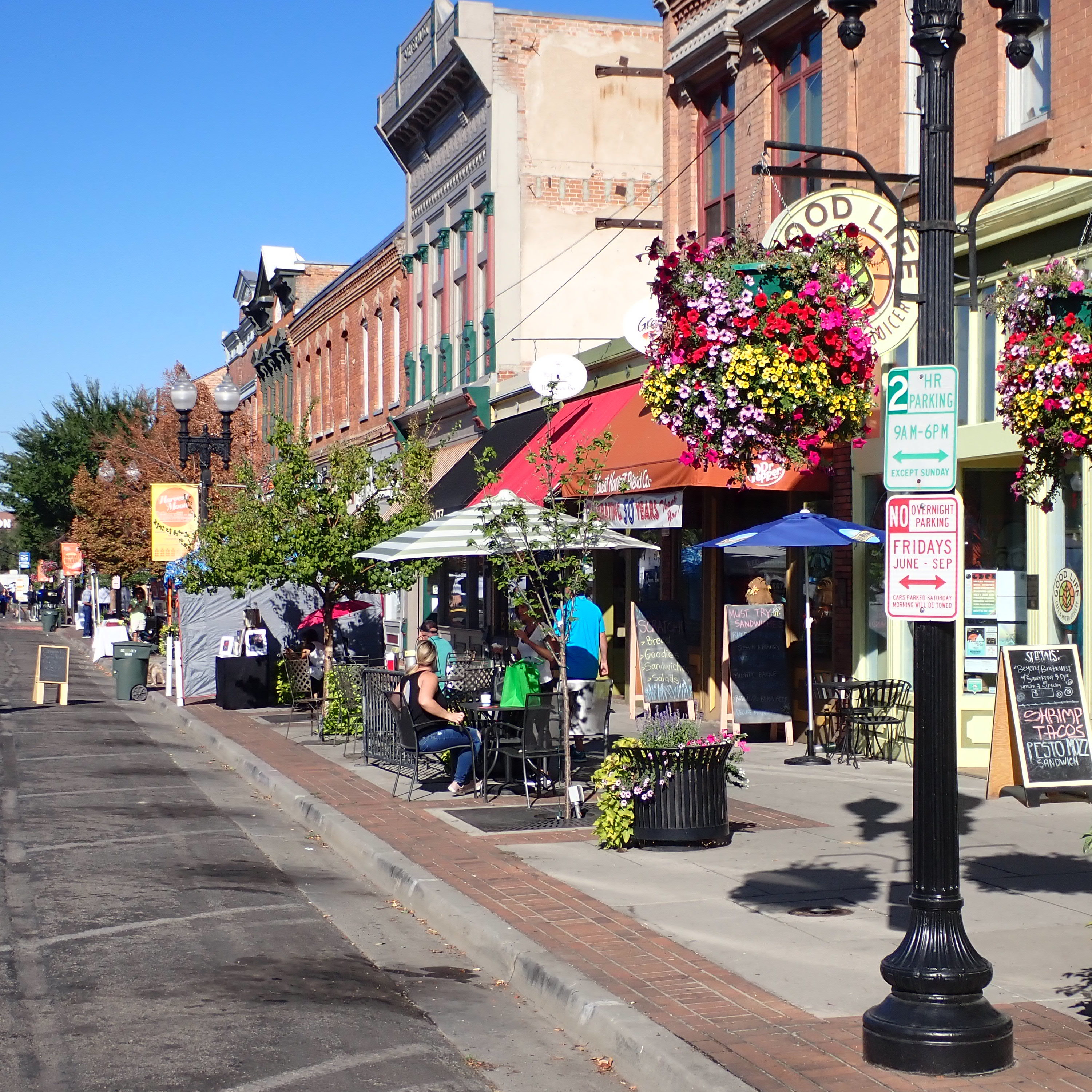
Historic 25th Street, nach Westen, 2019

Die Historic 25th Street ist ein historisches Viertel in Ogden, dessen westlicher Teil im National Register of Historic Places eingetragen ist. Das Viertel erstreckt sich über drei Blöcke der 25th Street, beginnend mit der Wall Avenue am westlichen Ende und endend mit der Washington Avenue im Osten, wobei die Lincoln und Grant Avenues durchquert werden. Die Geschichte der Straße beginnt mit der Eröffnung der Union Station am westlichen Ende der Straße, während der Fertigstellung der Ersten Transkontinentalen Eisenbahn im Jahr 1869. Im frühen 20. Jahrhundert war sie ein aktives Zentrum mit Einzelhandelsgeschäften, Restaurants, Lokalen, Hotels und Wäschereien. Die Straße war aber auch ein Ort illegaler Aktivitäten wie Glücksspiel, Prostitution und Drogenverkauf. Im Volksmund bekannt als Two-Bit Street, erhielt die Straße einen so schäbigen Ruf, dass selbst Al Capone angeblich gesagt haben soll, dass Ogden für ihn eine zu wilde Stadt sei. Eine andere Legende erzählt von einem System unterirdischer Tunnel, die von Schmugglern während der Prohibition geschaffen wurden und von der Union Station in das Bigelow-Ben Lomond Hotel am östlichen Ende des Stadtteils reichten. Heute bietet die Historic 25th Street Restaurants, Kunstgalerien, Einzelhandelsgeschäfte und Veranstaltungen im Freien wie Autoshows. Es gibt einen wöchentlichen Bauernmarkt immer Samstags vormittags (9–14 Uhr) zwischen Ende Juni und Mitte September. Der Washington Boulevard zwischen der 20th und der 26th Street, einschließlich der Kreuzung zur 25th Street wird im Volksmund als The 'Vard bezeichnet und bildet zusammen mit der 25th Street das Herz der Downtown Ogden. Regionalentwicklungspläne, die eine Verkehrsberuhigung und weitgehende Nutzung durch Fußgänger vorsehen, werden bisher nur an den Tagen mit Veranstaltungen umgesetzt.

### Theater und Museen

Peery’s Egyptian Theatre, zwischen 1980 und 2006, fotografiert von Carol M. Highsmith

Das Peery’s Egyptian Theater ist ein Mehrzweck-Theater mit 800 Sitzplätzen, das ursprünglich 1924 von Harmon und Lewis Peery als Filmpalast erbaut worden war. Bis in die 1980er-Jahre verfallen, wäre er fast abgerissen worden. Aber er konnte so rekonstruiert werden, dass er 1997 als Teil des Ogden Eccles Conference Center wiedereröffnet wurde. Peery’s Egyptian Theater ist einer von drei ägyptischen Kinopalästen im Nordwesten der USA. Abgeschlossen wurde die Restaurierung mit der Wiederherstellung der großen Wurlitzer-Pfeifenorgel im Jahr 2004. Das Theater ist im Besitz des Weber County.
An weiteren Theatern in Ogden sind das The Ziegfeld Theater und das Good Company Theatre zu nennen.
Das im Jahr 1981 gegründete Hill Aerospace Museum war ab 1987 in einem Lagerhaus aus dem Zweiten Weltkrieg untergebracht, bis es 1991 an seinen jetzigen Standort überführt wurde. Das jetzige etwa 5000 Quadratmeter große Gebäude umfasst neben der Ausstellung des U.S. Air Force Museums auch eine Hall of Fame der Luftfahrt in Utah. Insgesamt werden in der Ausstellung über 90 Flugzeuge aus der ganzen Welt gezeigt, dazu kommt eine Vielzahl an Munition, Ausrüstung und Hilfsfahrzeugen. Zu den vielen ausgestellten Flugzeugen gehören eine B-17 Flying Fortress, eine SR-71C Blackbird, ein A-10 Thunderbolt II und einer der ersten einsatzbereiten F-16 Fighting Falcon USAF 79-0388.
Das Ott Planetarium ist ein Planetarium der Weber State University, das nach dem mormonischen Sponsor und Philanthropen Layton P. Ott (1930–2004) und seiner Familie benannt ist. Das Sternen-Theater des Ott Planetariums bietet Platz für 60 Personen unter einer perforierten Aluminiumkuppel mit einem Durchmesser von 9,1 Metern. Bilder und Videos werden mit einem einzigen Projektor von der Mitte des Raumes auf die Kuppel projiziert und mit 5.1-Kanal-Surround-Sound unterlegt. Im Dezember 2004 rüstete das Ott Planetarium sein Hauptprojektionssystem von einem 1969er Spitz A4 auf ein Konica Minolta Mediaglobe Fulldome Videosystem auf. Im Jahr 2006 erhielt das Planetarium 1 Million Dollar für die Entwicklung von Bildungsprogrammen. Ein Teil dieses Geldes wurde für den Kauf eines 128 CPU Render-Clusters und von Workstations für die Produktion von Starshows verwendet.
Bereits 1873/74 war ein Observatorium bei Ogden (etwa) auf dem 112. westlichen Längengrad im Rahmen eines Projekts der Vermessung des Landes westlich des 100. Längendgrades durch den US Army Signal Service errichtet worden. Als erste wichtige astronomische Untersuchung aus Ogden ist eine Beobachtung einer Passage des Merkurs vor der Sonne am 6. Mai 1878 bekannt.
Das im Jahr 1992 eröffnete Treehouse Children’s Museum bietet jedes Jahr pädagogische Ausstellungen und Programme für mehr als 175.000 Besucher an. Ursprünglich befand sich das Museum in der Ogden City Mall, dann in der 23th Street. Das Gebäude des Elizabeth Stewart Treehouse Museum wurde im Jahr 2006 eröffnet. Zentrum dieses Museums ist ein zehn Meter hoher künstlicher Baum.

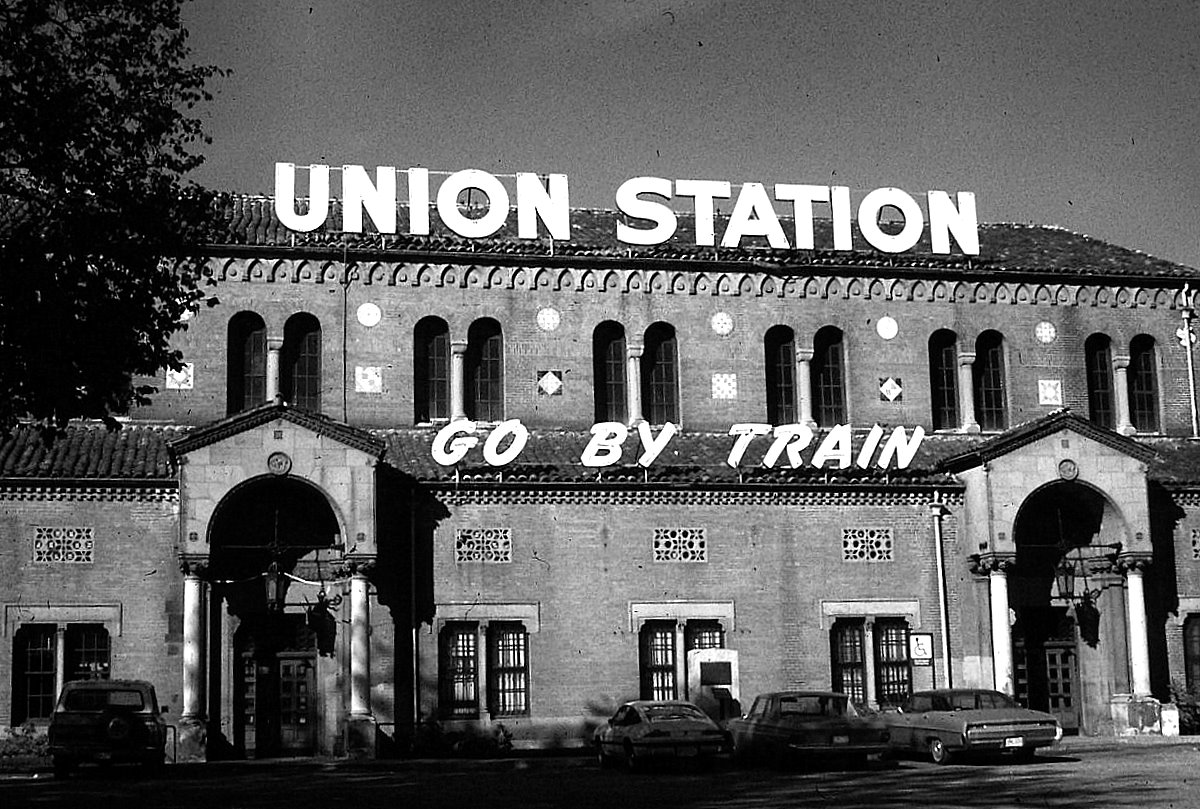
Ogden Union Station, 1976
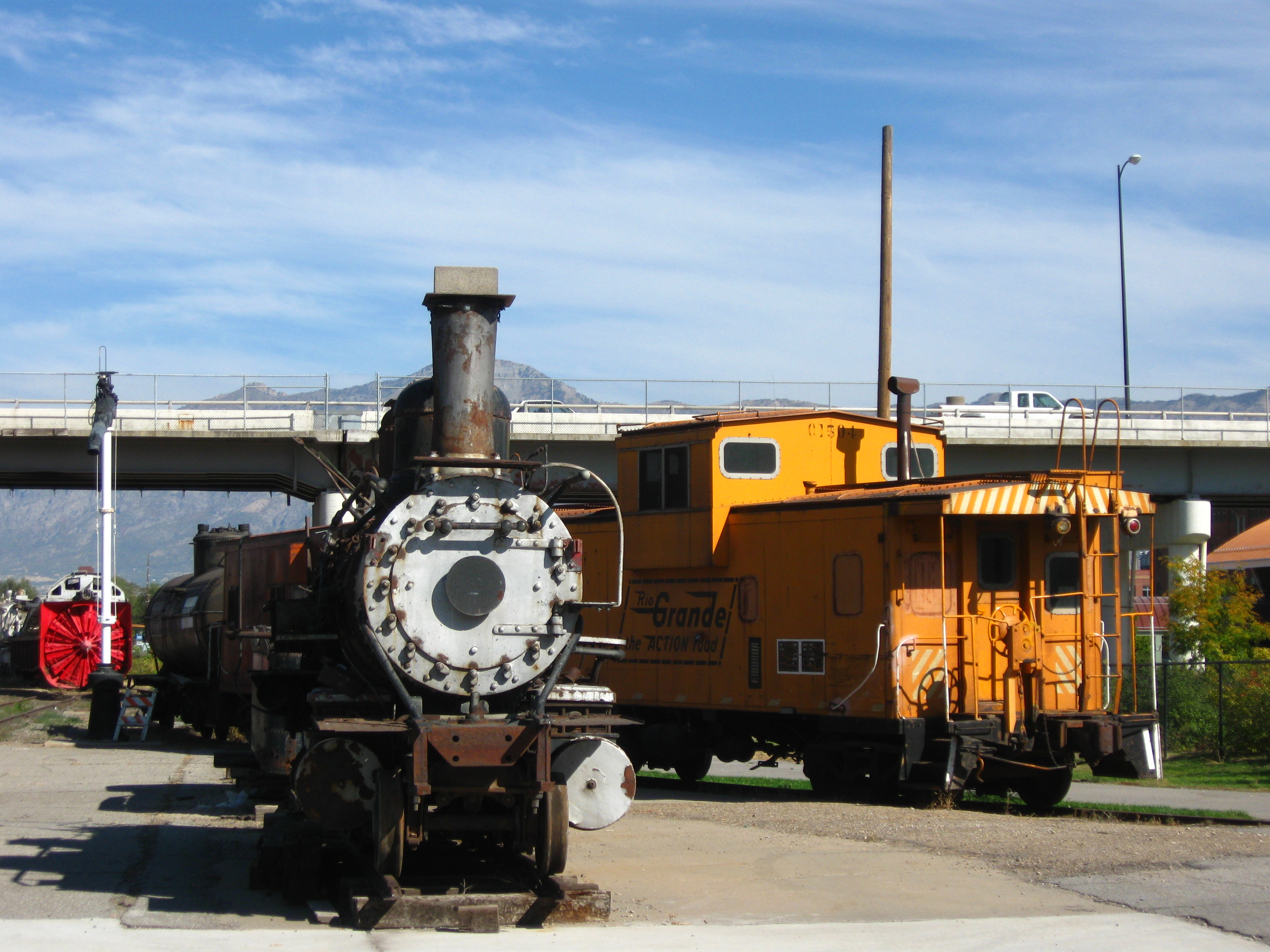
D & RGW Nr. 223, 2009
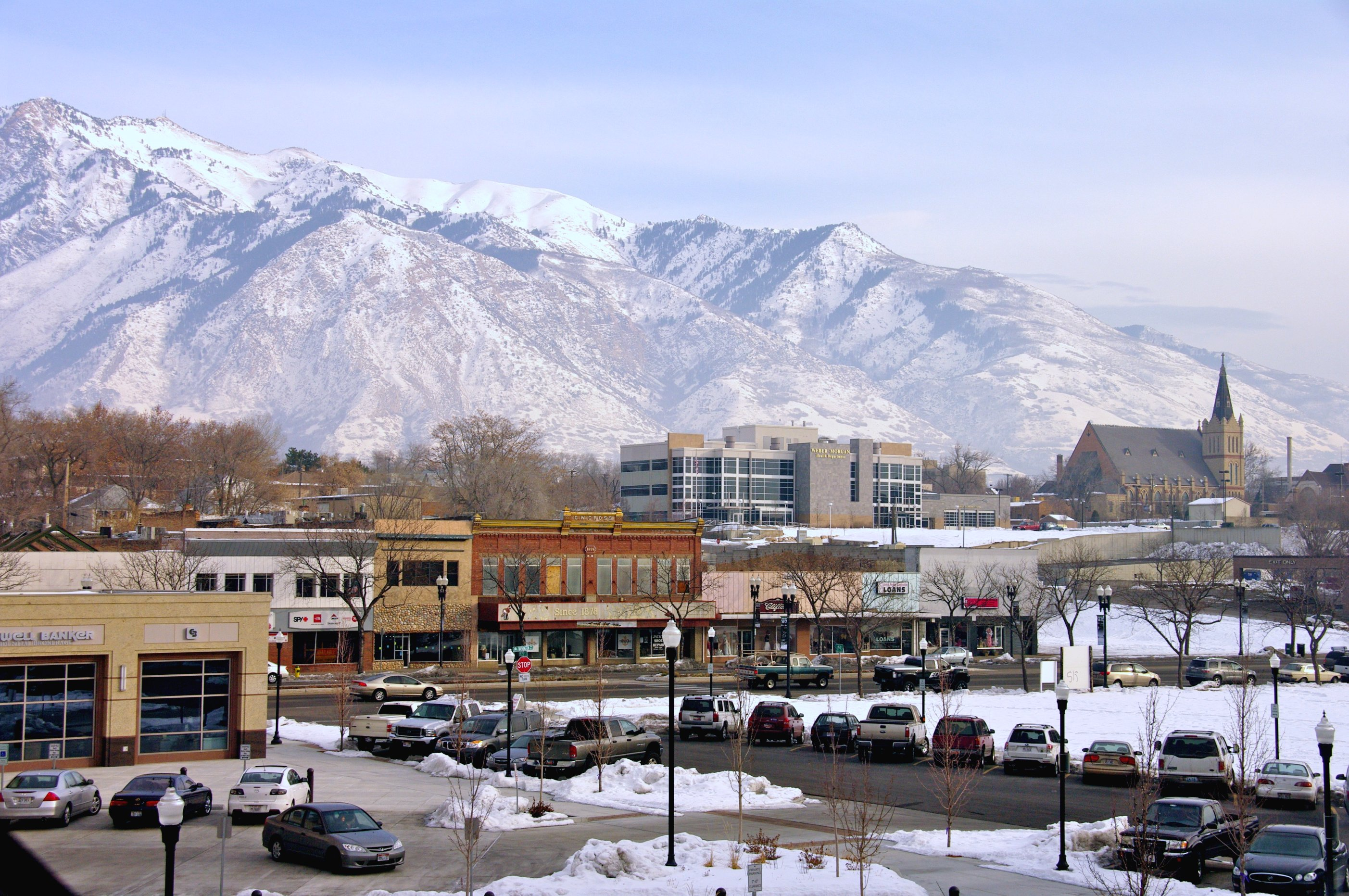
Ogden Downtown vom Treehouse children's museum, 2010
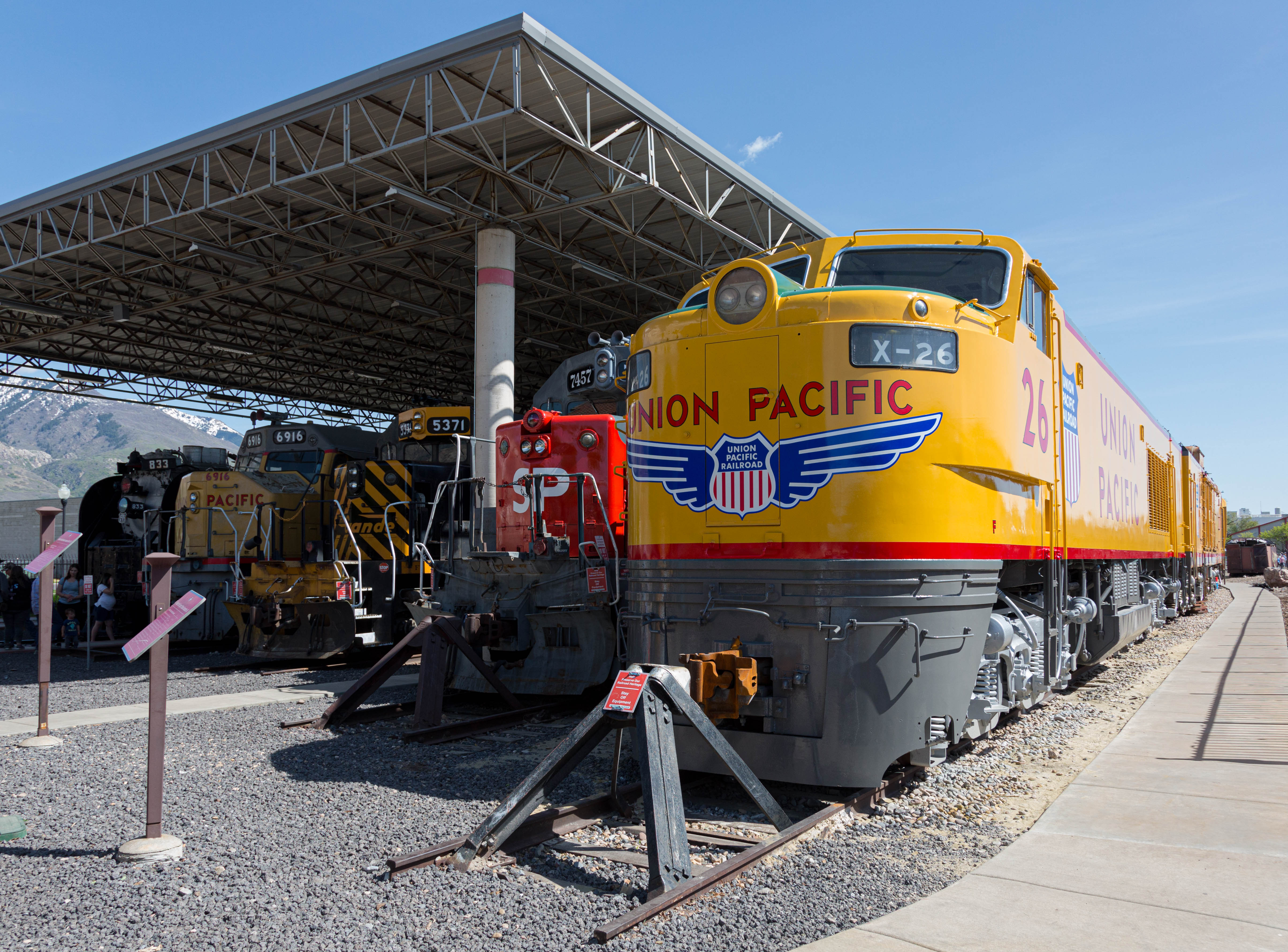
Fünf der ausgestellten Lokomotiven in Ogden Station, 2019
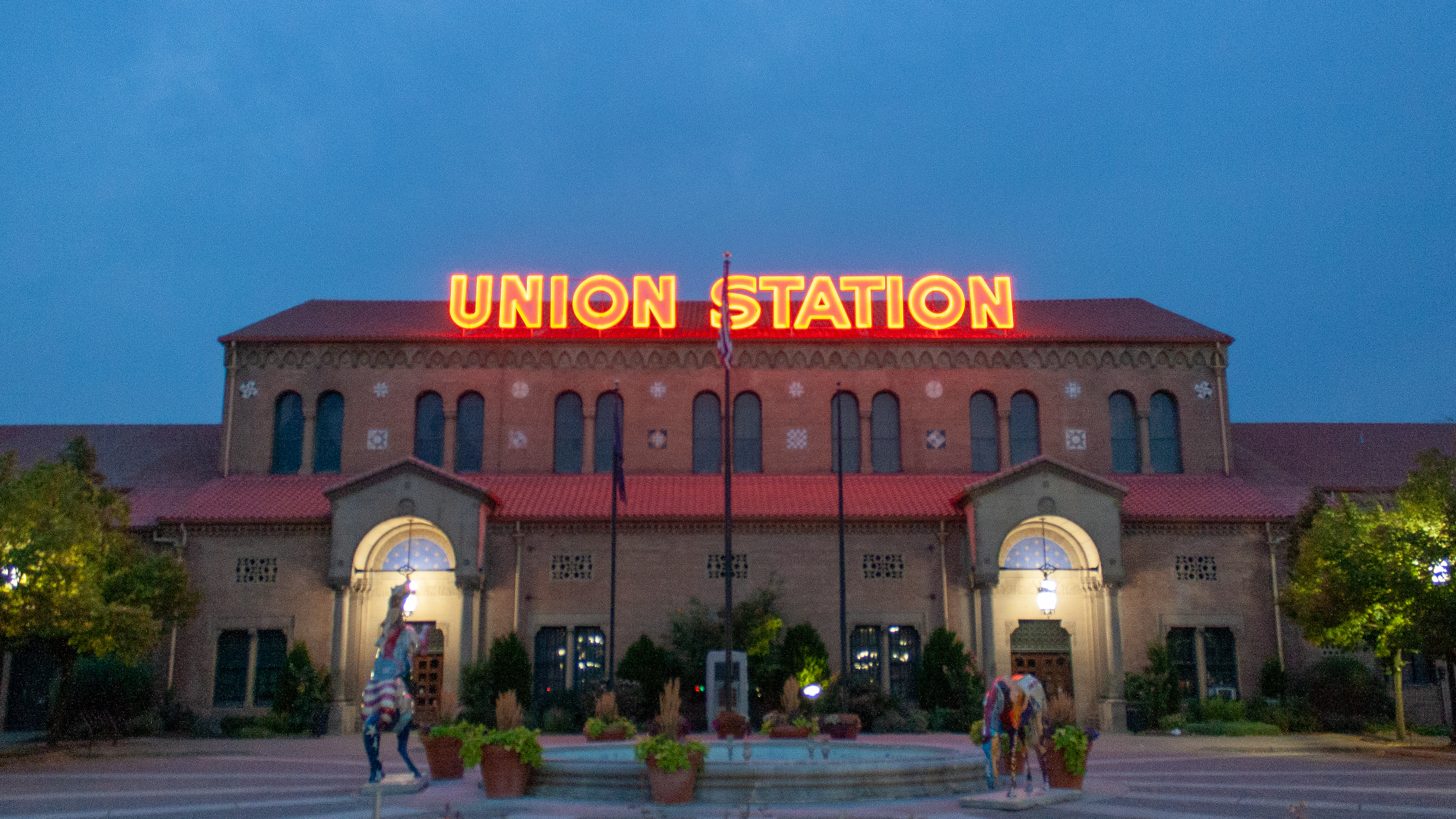
Ogden Union Station, 2018

Die Ogden Union Station ist ein Bahnhof in Ogden, am westlichen Ende der Historic 25th Street. Der Name des ehemaligen Knotenpunktes der Union Pacific and Central Pacific Railroads spiegelt die gemeinsame Bezeichnung von Bahnhöfen wider, deren Gleise und Einrichtungen von den Eisenbahnunternehmen gemeinsam benutzt werden. Heute wird das Gebäude nicht mehr als Eisenbahndrehkreuz genutzt, sondern als kulturelles Zentrum der Stadt. Es beherbergt das Utah State Railroad Museum, das Spencer S. Eccles Rail Center, das John M. Browning Firearms Museum, das Utah Cowboy and Western Heritage Museum und das Browning-Kimball Classic Car Museum. Eine Kunstgalerie zeigt monatlich wechselnd Werke lokaler und regionaler Künstler. Die Myra Powell Gallery bietet Wanderausstellungen und die permanente Kunstsammlung der Station. Die Union Station Research Library verfügt über eine umfangreiche Sammlung historischer Fotos und Dokumente aus Ogden, die der Öffentlichkeit zugänglich sind.
Die Einrichtung des Utah State Railroad Museum wurde erstmals während der Hundertjahrfeier des Golden Spike im Jahr 1969 geplant. Aber erst 1971, als Amtrak den Personenverkehr über Ogden übernahm, wurde mit der Umsetzung der Pläne begonnen. Das Bahnhofsgebäude wurde 1977 für eine Periode von 50 Jahren an die Stadt Ogden übergeben. Bei der Einweihungsfeier 1978 fuhr die Union Pacific ihre berühmte UP 8444 (Nr. 844) an der Spitze eines Personenzuges von Cheyenne (Wyoming) zum neuen Museum. Sie spendeten auch einen Dampfbock und einen Dampfschaufelradschneepflug (gebaut von ALCO 1912). Diese gehören zu den letzten dampfbetriebenen Geräten, die im Union Pacific System eingesetzt wurden. Der Staat Utah machte 1988 aus der Union Station das Utah State Railroad Museum. Dies führte im Laufe der Jahre zu einer Reihe von Spenden seitens der Union Pacific, darunter eine UP 6916, eine DD40AX „Centennial“ (eine der größten jemals gebauten Lokomotiven) und eine D&RGW 5371, des einzigen SD40-T2 Tunnelmotors in seiner ursprünglichen westlichen Lackierung von Denver & Rio Grande. Die Eisenbahnausrüstung wurde von anderen Orten mitgebracht, wie z. B. UP-Klasse FEF Nr. 833 und eine Dampflokomotive der Klasse FEF-2. Zur Sammlung in Ogden gehört auch eine 4-8-4-Lokomotive.
Das Utah Cowboy and Western Heritage Museum ist jenen gewidmet, deren Leben Unabhängigkeit, Belastbarkeit und Kreativität bei der Besiedlung Utahs veranschaulichen und beinhaltet eine Utah Cowboy Hall of Fame. An das Museum ist ein Forschungszentrum samt Bibliothek angeschlossen.
Das John M. Browning Firearms Museum zeigt originale Modelle von Schusswaffen, die von John M. Browning entworfen wurden. Dazu gehören Gewehre, Schrotflinten, Pistolen, Maschinengewehre und Kanonen. Die grundlegenden Mechanismen vieler moderner Schusswaffen wurden erstmals von ihm entwickelt. Brownings Entwürfe waren die Grundlage für viele der Modelle, die von Winchester, Colt, Remington, Stevens und Fabrique National (FN) aus Belgien hergestellt wurden. Insgesamt vier Generationen von Browning's sind im Museum vertreten.
An weiteren Museen in Ogden sind das Spencer S. Eccles Rail Center sowie das Browning-Kimball Classic Car Museum zu nennen.

### Musik und Kinos

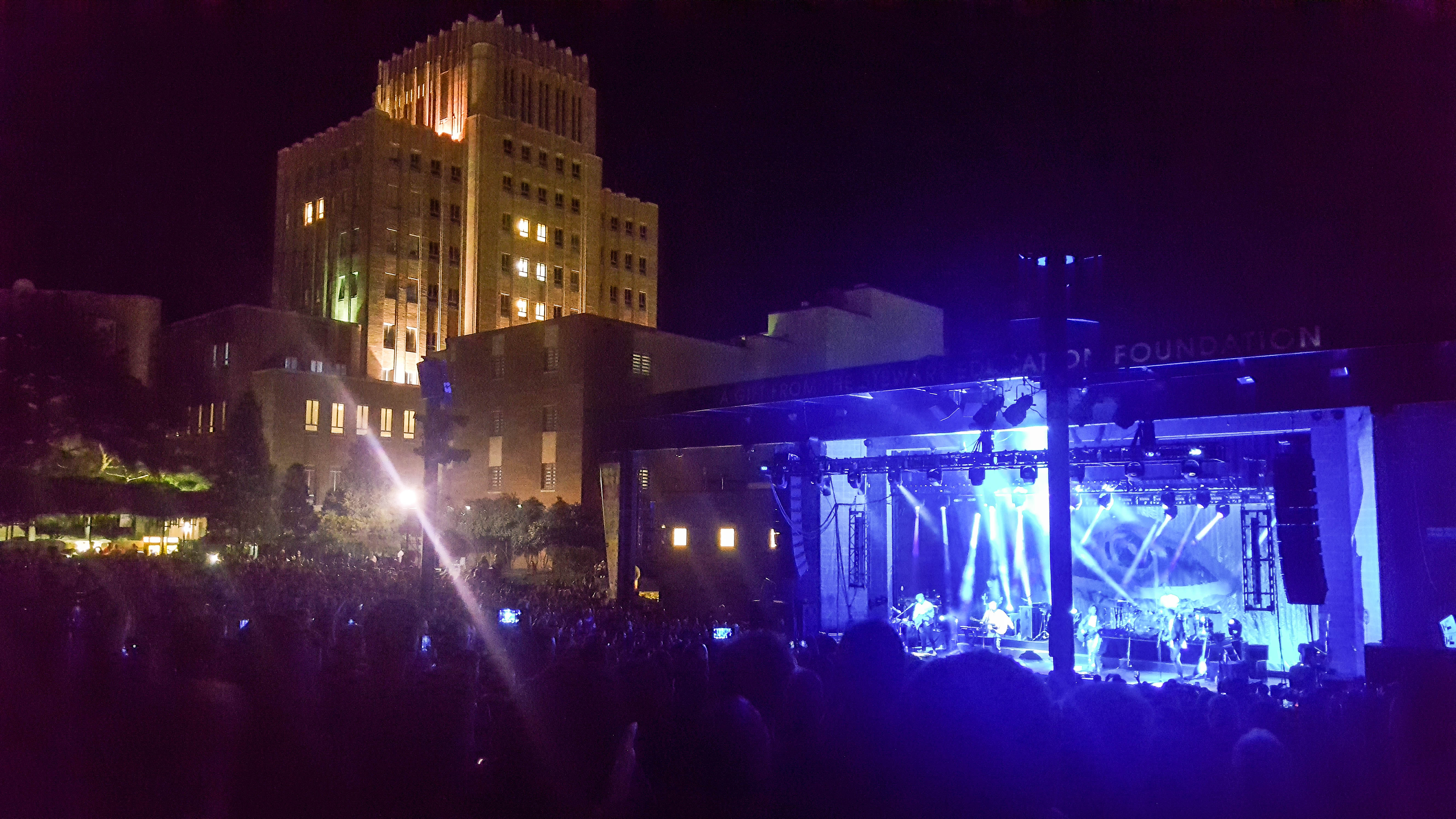
Konzert im Amphitheater hinter dem Rathaus, 2019

Das Ogden Amphitheater ist ein Veranstaltungsort im Freien in der Innenstadt von Ogden mit einer Fläche von 280 Quadratmetern vor dem Bühnenbereich, der 273 feste Sitzplätze und auch Plätze für Rollstuhlfahrer bietet sowie 1830 Quadratmeter Rasenfläche. Weitere 840 Quadratmeter Pflasterfläche im nördlichen Bereich sind als Stehplätze oder für die Unterbringung von Ausstellern geeignet. Insgesamt bietet das Amphitheater 2100 Sitzplätze oder 7300 Stehplätze. Das Amphitheater wird regelmäßig für Musikkonzerte nationaler (2019: The Flaming Lips, The National) wie internationaler Künstler (OMAM) genutzt.
Ogden verfügt über sechs Kinos: The Cine Pointe Theater, Megaplex Theatres Ogden - The Junction sowie Cinemark Tinseltown 14, Brewvies Ogden und Walker Cinemas North Ogden. Das Cinema 502 ist ein Programmkino mit 27 Sitzplätzen, das auch für private Feierlichkeiten angemietet werden kann.

### Denkmalgeschützte Bauwerke
Die vier höchsten Bauwerke in Ogden sind das 1939 gebaute Ogden City Municipal Building mit einer Höhe von 56 m, das 1927 gebaute Ben Lomond Hotel mit 54 m, der 2404 Washington Boulevard mit 45 m aus dem Jahr 1927 sowie das 1913 errichtete Hampton Inn & Suites mit 32 m Höhe.
Im National Register of Historic Places waren im Oktober 2019 in Ogden 60 Baudenkmale gelistet. Die davon meisten und ältesten Häuser – als älteste Gebäude zählen Ziegelbauten aus der Zeit um 1889 – befinden sich entlang der Historic 25th Street. Gleichwohl lassen sich nur wenige geschlossene Straßenareale finden. Häufig unterbrechen Baulücken die straßenseitige Häuserfront. In den angrenzenden Blöcken wurde vor allem während des ausgehenden 19. Jahrhunderts und der ersten Hälfte des 20. Jahrhunderts teilweise sehr repräsentativ gebaut. So gilt das Dennis A. Smyth House von 1889 als Beispiel für den Eklektizismus der Viktorianischen Architektur. Der verheerende Stadtbrand im Jahre 1911 hat viele vorherige Bauten zerstört, führte aber in der Folge auch zur Errichtung neuer repräsentativer Gebäude.
Heute befindet sich fast isoliert an der Kreuzung 25th Street/Washington Boulevard das 1927 gebaute und 54 Meter hohe Bigelow-Ben Lomond Hotel. Am gleichen Standort war 1891 das fünfstöckige Reed-Hotel errichtet worden. Das Bigelow-Ben Lomond Hotel kostete 1.250.000 Dollar und wurde in dem für Utah ungewöhnlichen italienischen Renaissance-Revival-Stil erbaut. Radisson kaufte das Hotel in den 1980er-Jahren und erneuerte es. Maßgebliche andere das Stadtbild prägende Bauten der früheren Epochen fielen in den 1980er und 1990er Jahren dem Abriss zum Opfer, oft zur Vergrößerung bestehender Parkplatzflächen. Trotz der zahlreichen Abbrucharbeiten sind in Ogden eine ganze Reihe von vereinzelt stehenden Bauten geblieben, von denen etwa 60 als Baudenkmale eingestuft sind.

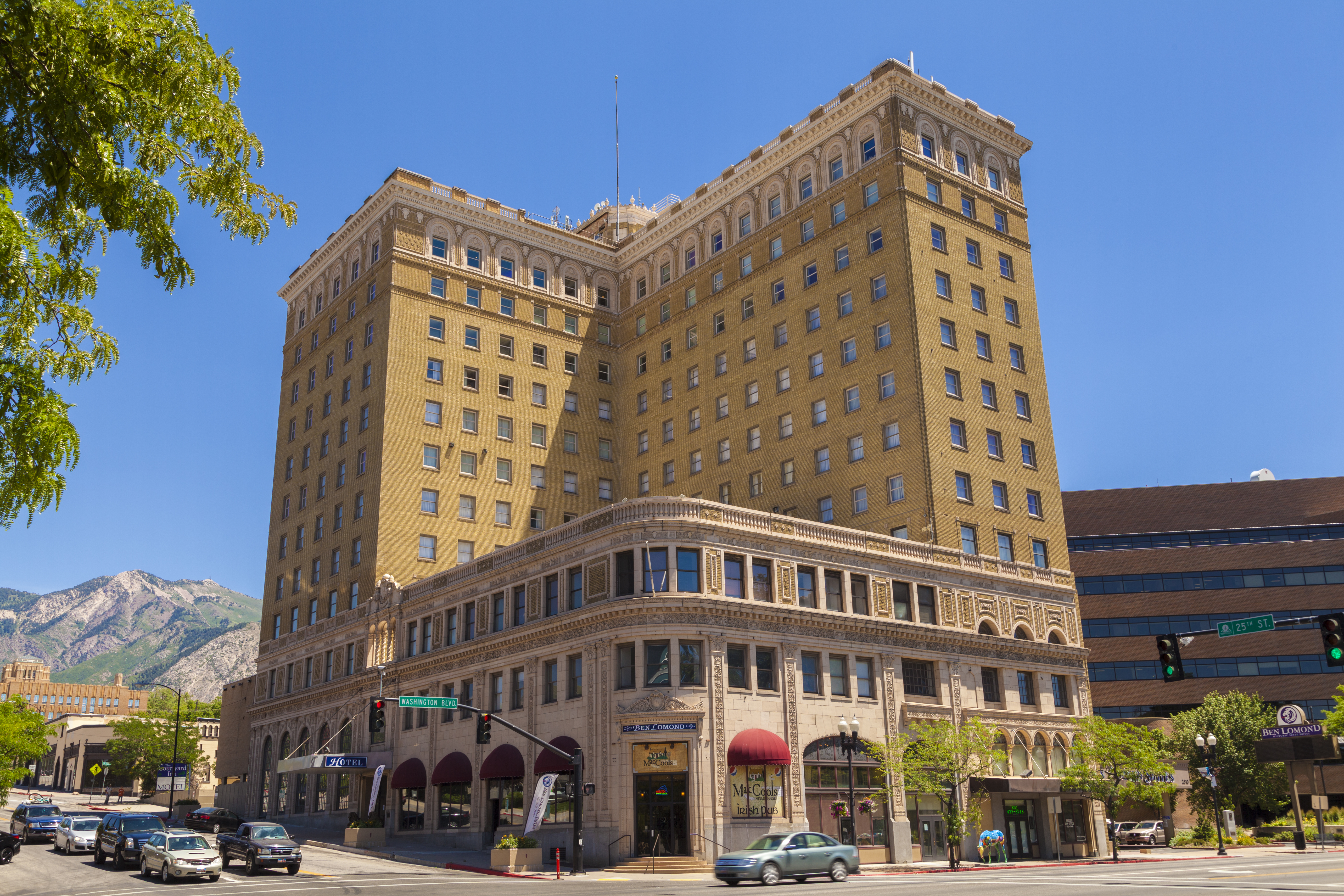
Bigelow-Ben Lomond Hotel, 2013
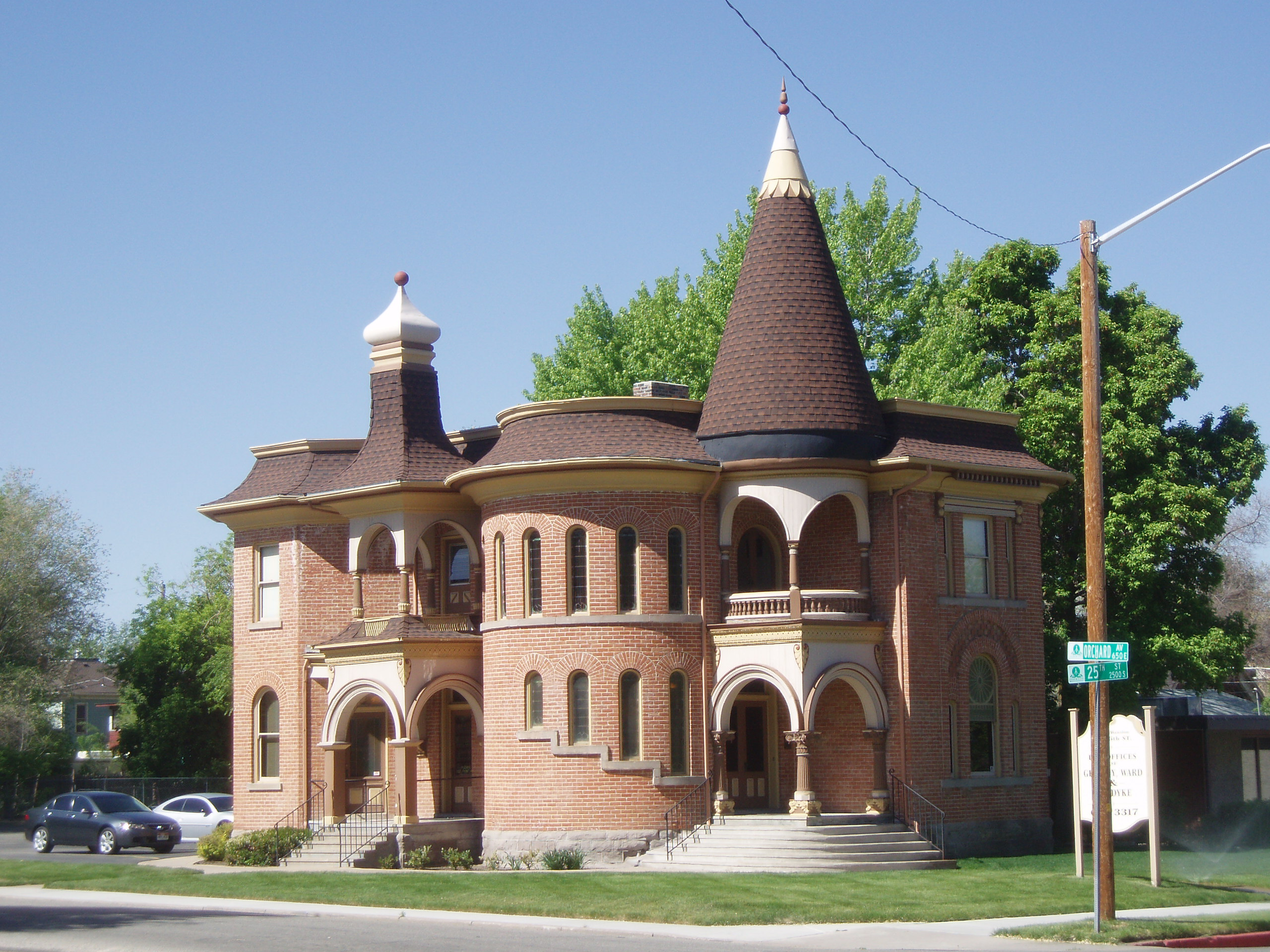
Dennis A. Smyth House, 2009
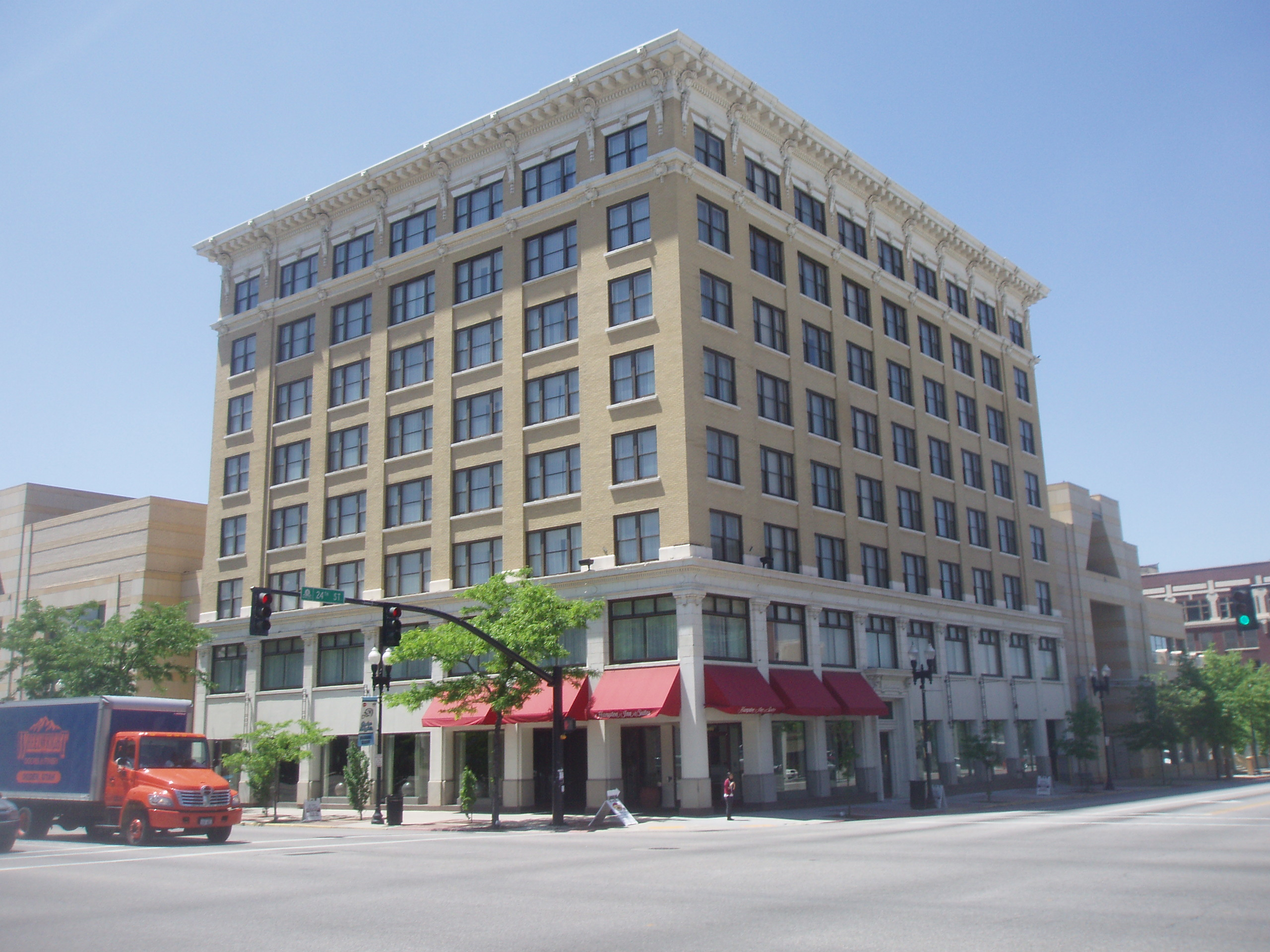
The Eccles Building, 2009
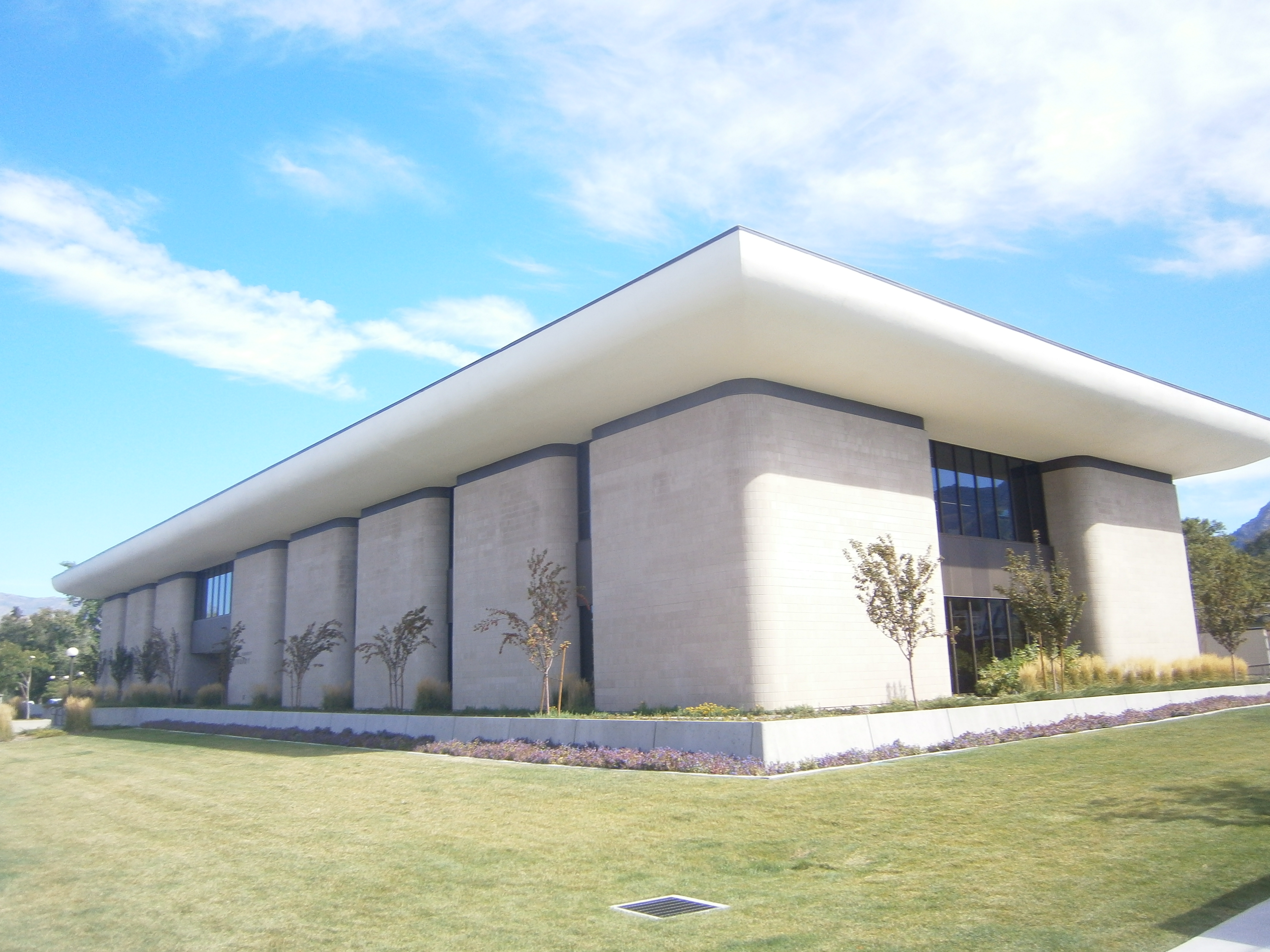
Weber County Main Library, 2019
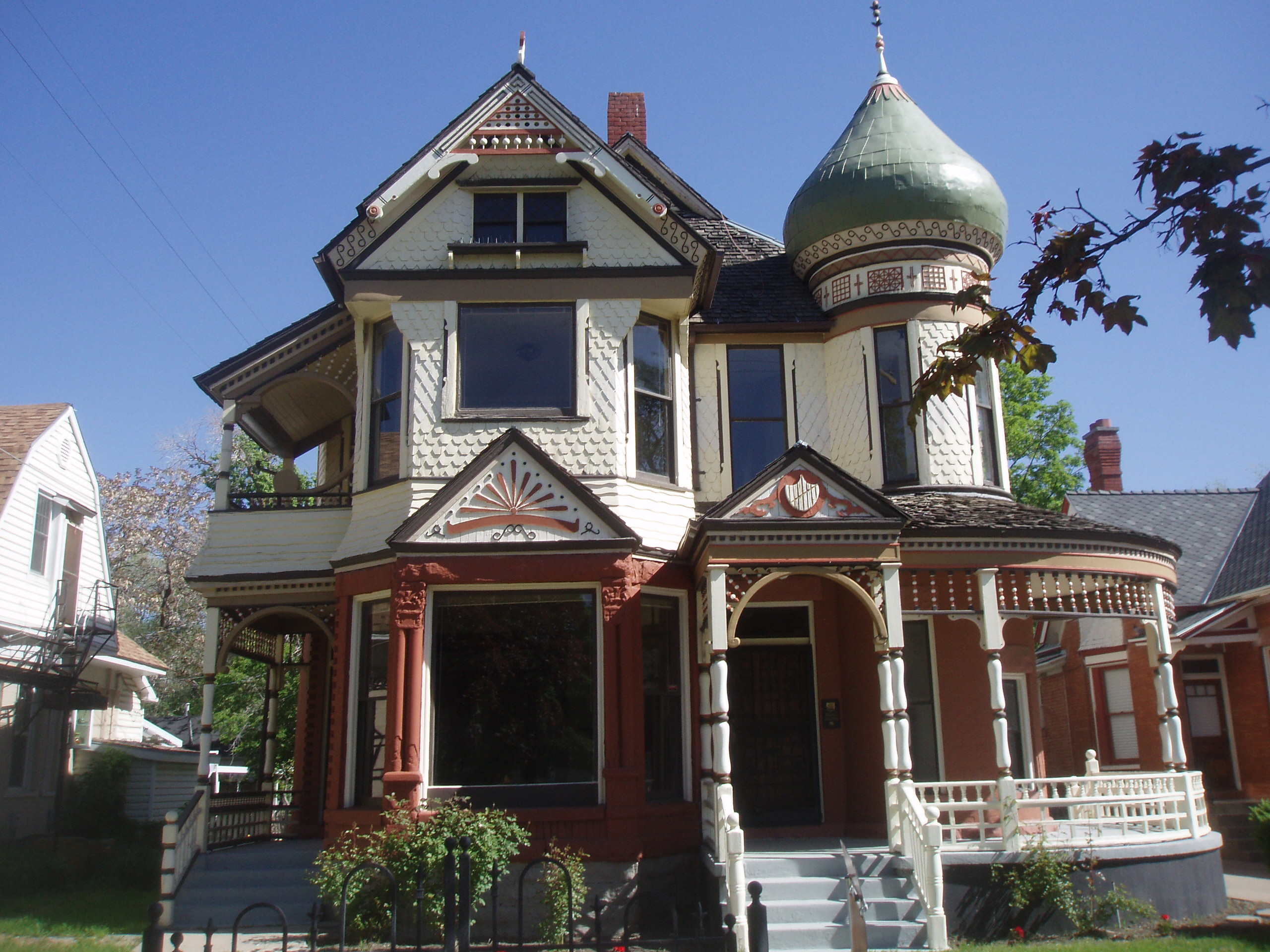
Andrew J. Warner House, 2009

### Grünflächen, Park und Trails

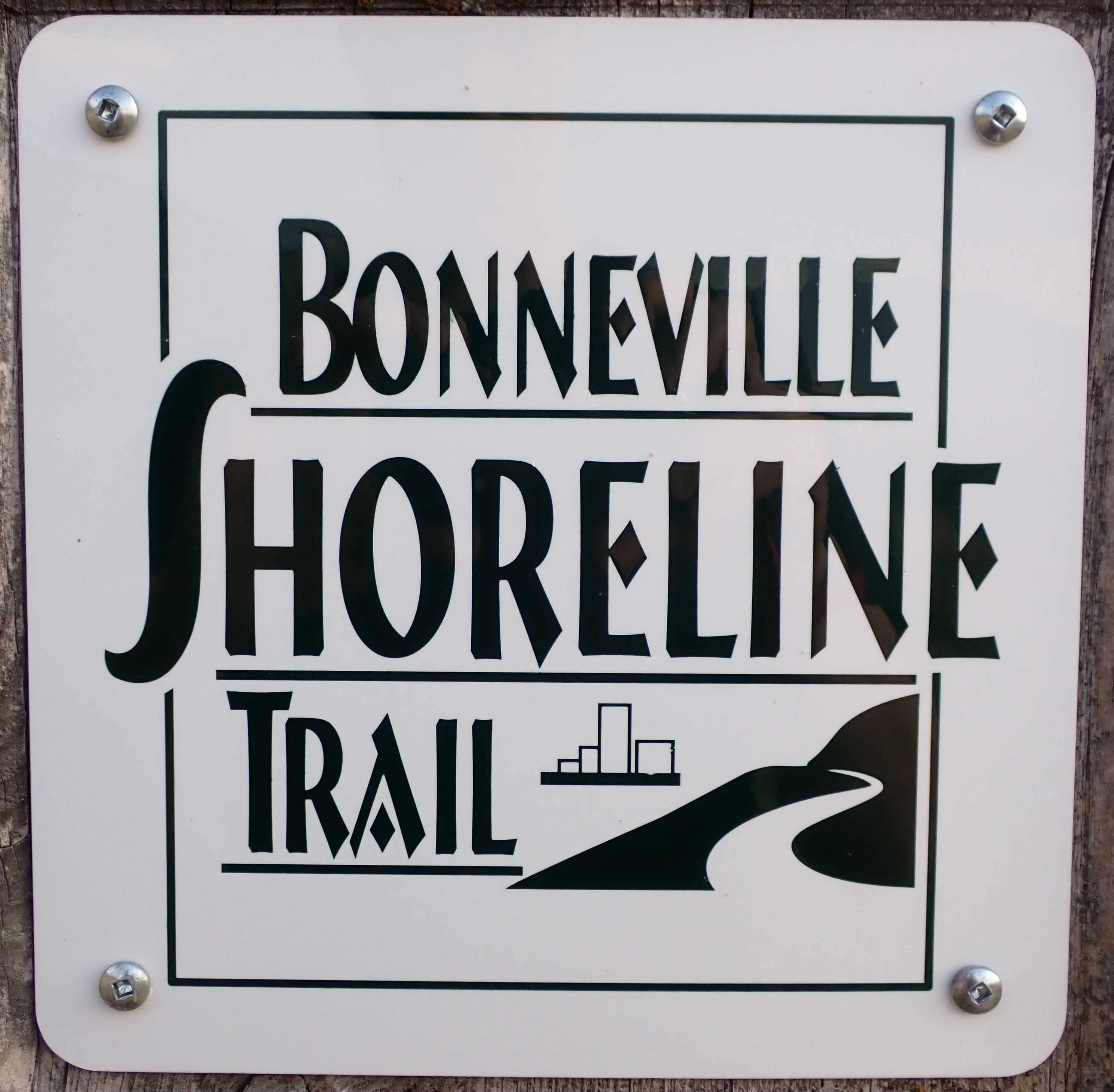
Wegweiser Bonneville Shoreline Trail, Ogden, 2019

In der Stadt bietet der Municipal Garden eine zentral gelegene allgemein nutzbare Grünfläche.
Die Berge und Flüsse bei Ogden bieten viele Möglichkeiten für Freizeitaktivitäten im bergigen Gelände. Ein ausgedehntes Wegenetz am östlichen Stadtrand bietet direkten Zugang zu den Höhen des Wasatch Range. Die Ausläufer werden zum Wandern, Laufen, Mountainbiken und je nach Jahreszeit auch zum Schneeschuhlaufen und Langlaufen genutzt. Steile Pfade führen nach Osten in die Berge, denn viele Bergpfade beginnen direkt am Rand der Stadt. Ein System von gepflasterten Pfaden verläuft entlang der Ufer der Flüsse Ogden und Weber.
Der überregionale Bonneville Shoreline Trail folgt der ehemaligen Uferlinie des Lake Bonneville, der vor rund 16.000 Jahren mit 52.000 km² seine größte Ausdehnung erreichte und vor 14.500 Jahren, als der natürliche Damm brach, die Bonneville-Flut auslöste. Die als „Trailheads“ bezeichneten Einstiegspunkte zu den Wanderwegen, auf der Höhe von Ogden sind der Ogden Nature Center Trailhead, 420 Harrison Trailhead, Douglas Street Trailhead, 9th Street Trailhead, Hislop Drive Trailhead, 22nd Street Trailhead, Rainbow Gardens Trailhead, Mount Ogden Park Trailhead, Beus Drive Trailhead und der Beus Canyon Trailhead.

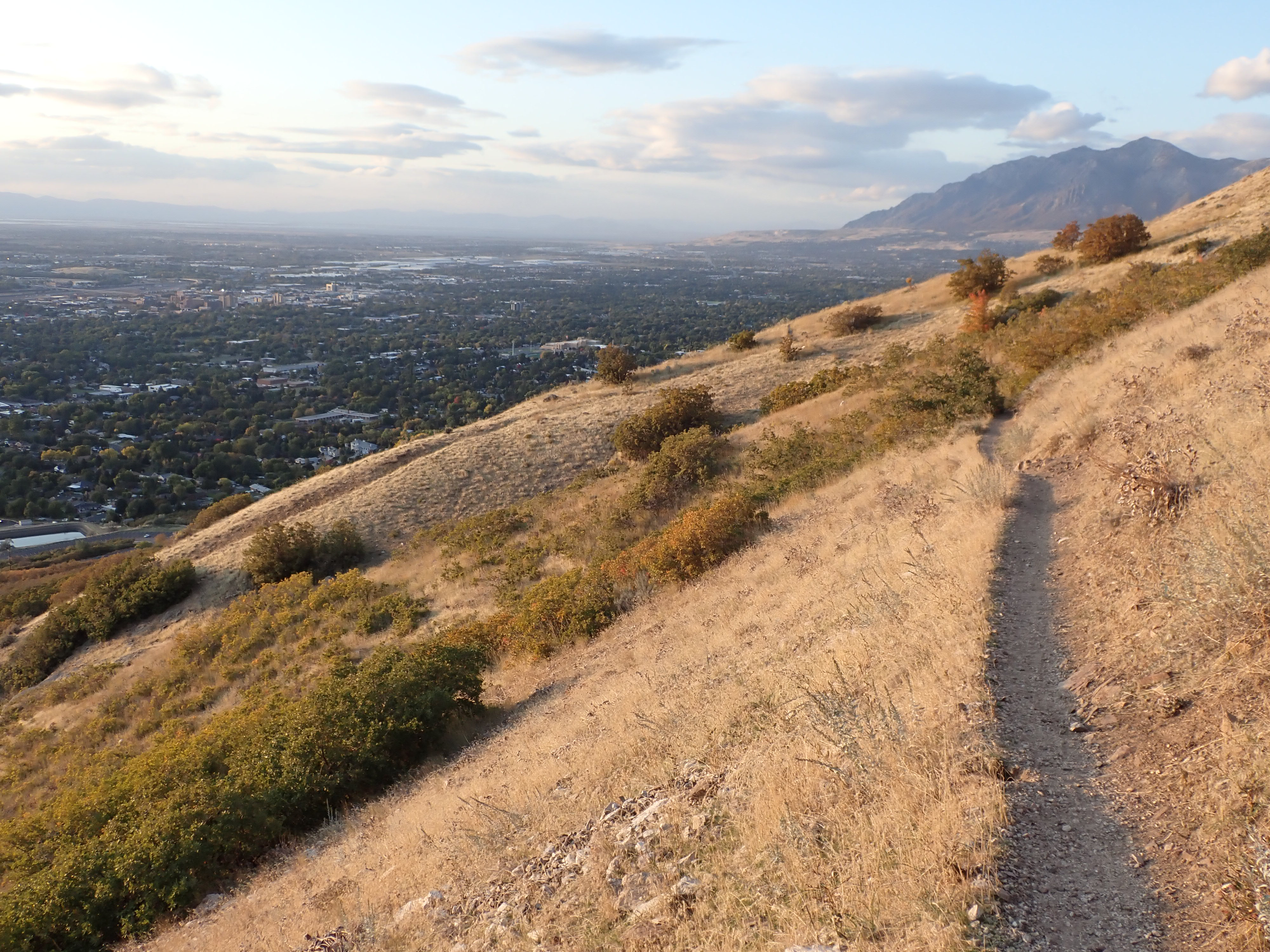
Bonneville Shoreline Trail nach Norden, mit Ben Lomond, 2019

Der Gib’s Loop hat eine Länge von 5 km (3,1 Meilen) und umrahmt den Mt. Ogden Park. Der Name des Trails geht auf Gilbert „Gib“ Wallace (1925–2010) zurück, der über lange Zeit die Trails im bergigen Umland von Ogden angelegt hat. Der Mt. Ogden Park ist ein multifunktionales Erholungsareal mit Sportstätten, Tennisplätzen, Picknik- und Spielplätzen sowie einem 18-Loch Golfplatz. Der hügelige Trail ist verbunden mit dem Bonneville Shoreline Trail, dem Strong's Canyon Trail und dem Weber State Parcours. Teile des Trails sind zum Mountainbiken, andere zum Wandern ausgewiesen. Die Trailheads liegen an der 29th Street, 36th Street sowie 32nd und Taylor Avenue. Der Gib's Loop wird unterhalten als Teil des Ogden Trails Network (OTN).

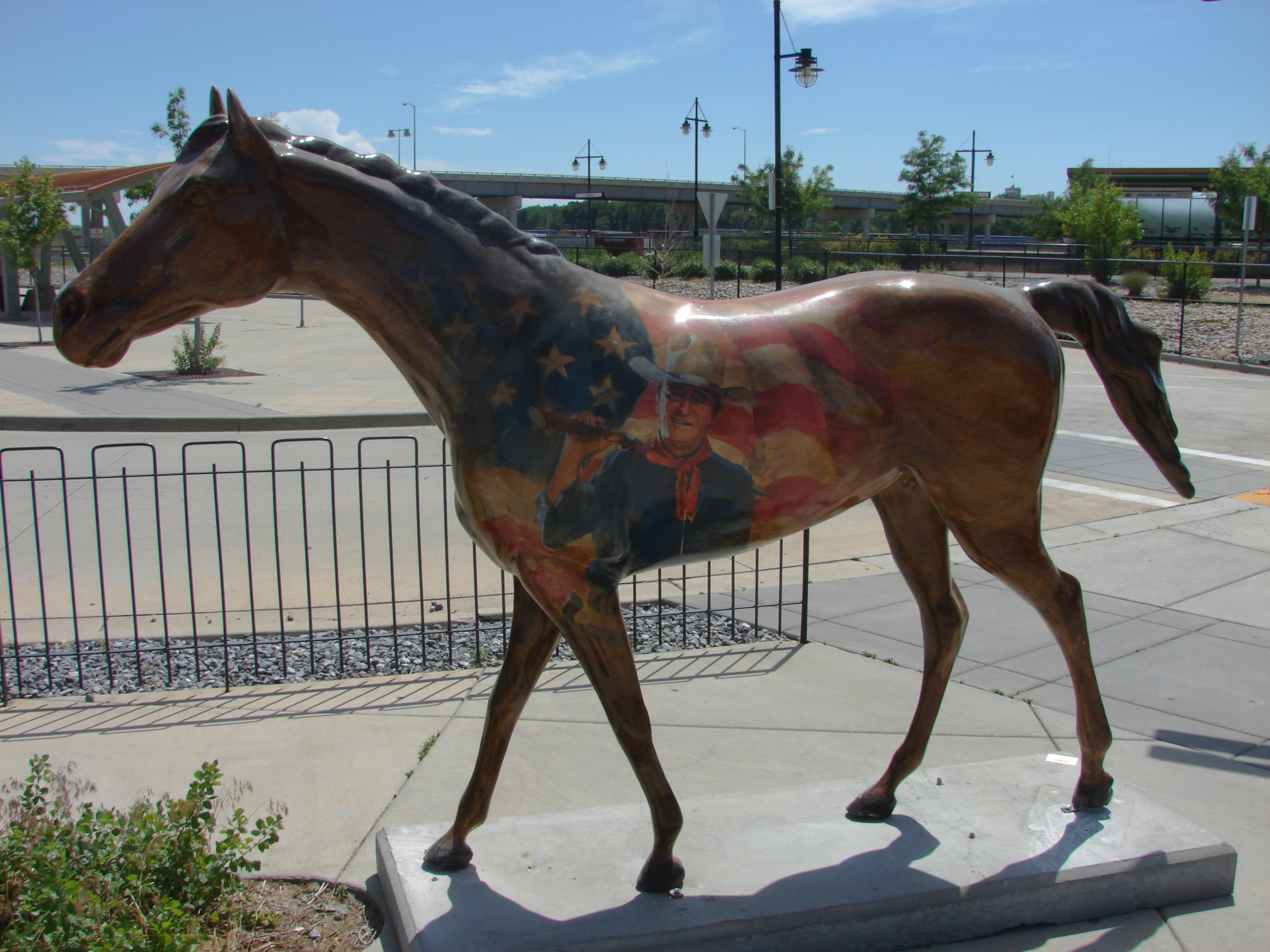
Eines der 60 Fiberglas-Pferde des Pioneer Trails, 2015

Im 1994 gegründeten Ogden Botanical Gardens stehen auf einer Fläche von 12 Hektar über 120 Baumarten. Der öffentliche Park am Ogden River beherbergt Rosen-, Cottage-, Vierjahreszeitenpflanzen, aber auch japanische, wasserliebende, Kaktus- und andere Gewächse. Einer der beliebtesten Bereiche ist der große Rosengarten mit über 50 verschiedenen Sorten.
Das 1975 als erstes Natur-Center in Utah gegründete Ogden Nature Center besuchen jährlich etwa 50.000 Gäste. Es beherbergt auf einer Grundfläche von etwa 6,2 km² über 149 Vogelarten.
Im 1993 gegründeten George S. Eccles Dinosaur Park finden sich auf 2,5 Hektar mehr als 100 Repliken von Dinosauriern und Flugsauriern. Die Skulpturen in Originalgröße basieren auf echten Fossilien-Skeletten. 2007 wurde der Park um das Stewart Museum erweitert und 2018 renoviert.
Weitere Trails sind der Waterfall Canyon Trail, der WSU Discovery Trail, der Weber State Parcours, der Beus Canyon Trail, der Ogden River Parkway, der Riverdale Weber River Parkway, der Millennium Park Pathway oder der Mountain View Park Pathway.
Das Designprojekt Trail to Pioneer Days ist eines der größten öffentlichen Kunstprojekte in Utah. Mehr als 60 lebensgroße Pferde aus Fiberglas, die von bekannten Künstlern der Region entworfen wurden, weisen entlang der Historic 25th Street, der Junction und des Washington Boulevards den Weg zum Ogden Pioneer Stadion, wo die Ogden Pioneer Days ihren Ursprung haben.

### Friedhöfe und Denkmäler
Der Ogden City Cemetery wurde bereits 1851 in einer Urkunde erwähnt und enthält heute über 50.000 Grabstätten, unter anderen wurde John Moses Browning (1855–1926) hier begraben. Nach über 60 Jahren wurden hier auch die sterblichen Überreste des 1924 geborenen US-Leutnants Jack J. Saunders bestattet, der als Prisoner of War während des Koreakrieges in einem koreanischen Kriegsgefangenenlager inhaftiert (vermisst seit 1953) und gestorben war. Hier fand auch der wegen Apostasie exkommunizierte ehemalige Präsident des Quorums der Zwölf der LDS-Kirche, Thomas B. Marsh, seine letzte Ruhestätte.
Der Lindquist's Washington Heights Memorial Park, der auch als Washington Heights Memorial Park bezeichnet wird und über 15.000 Grabstätten enthält, liegt am Washington-Boulevard in Ogden. Weiterhin wurden hier der republikanische Abgeordnete Henry Aldous Dixon (1890–1967) und der Schauspieler Robert Walker (1918–1951) begraben.
In der Anfangszeit waren Niels A. Lindquist und Samuel M. Preshaw (1830–1891) als Totengräber aktiv. In den 1880er-Jahren übernahm die von Georg W. Larkin (1817–1870) neugegründeten Firma George W Larkin and Sons viele Begräbnisse in Ogden und Teilen des Weber Countys.
Zentral an der 25th Street liegt der auf private Initiative gegründete America's Fallen Firefighter Memorial Park. Er hat das Ziel, die Namen aller im Dienst ums Leben gekommenen Feuerwehrleute der Vereinigten Staaten seit dem Jahr 1800 (2019: 6827) zu dokumentieren.

### Sport

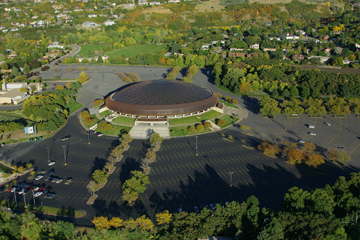
Dee Events Center, 2008
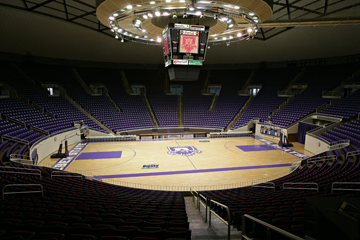
Inneres des Dee Events Center, 2006
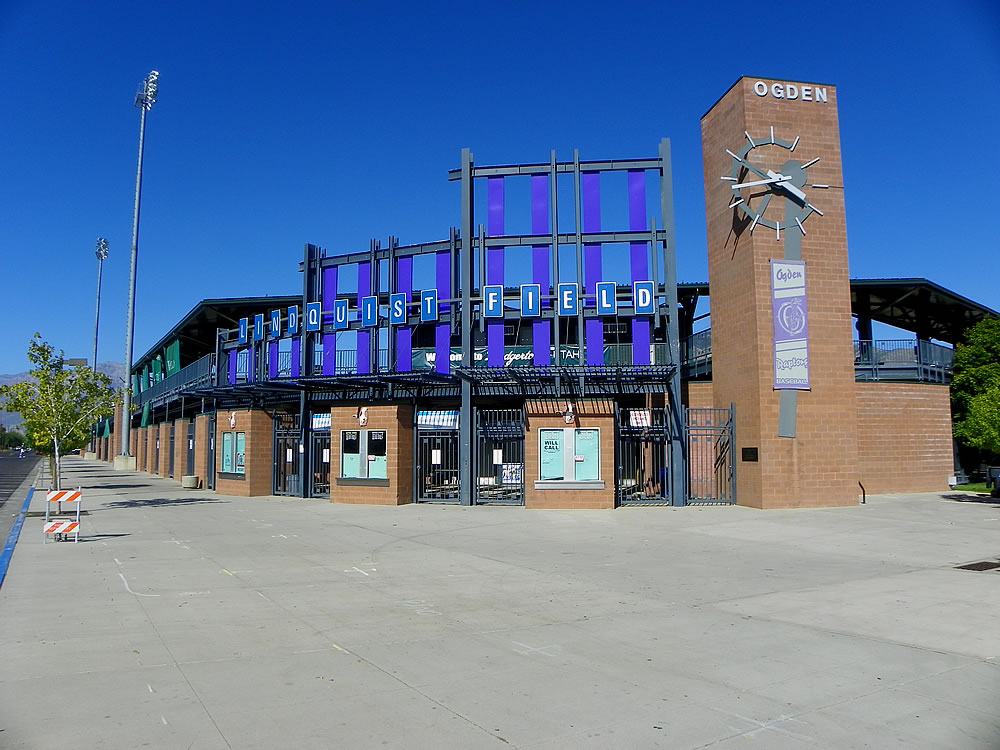
Lindquist Field—Stadion, 2009
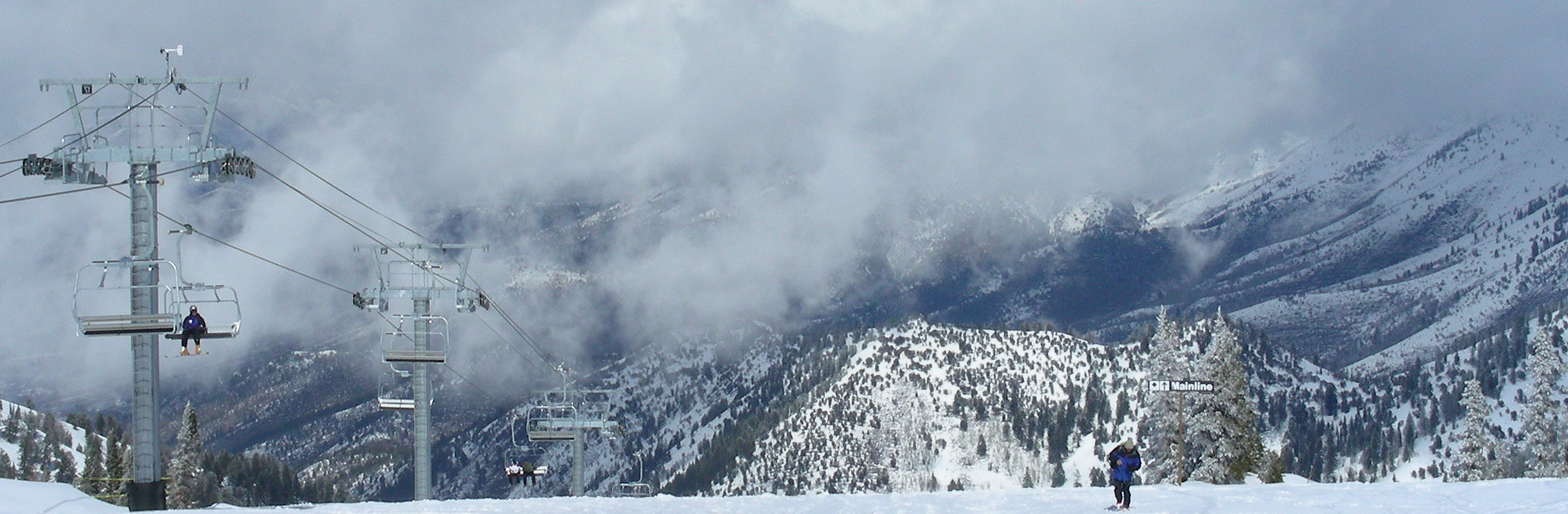
Powder Mountain, 2007
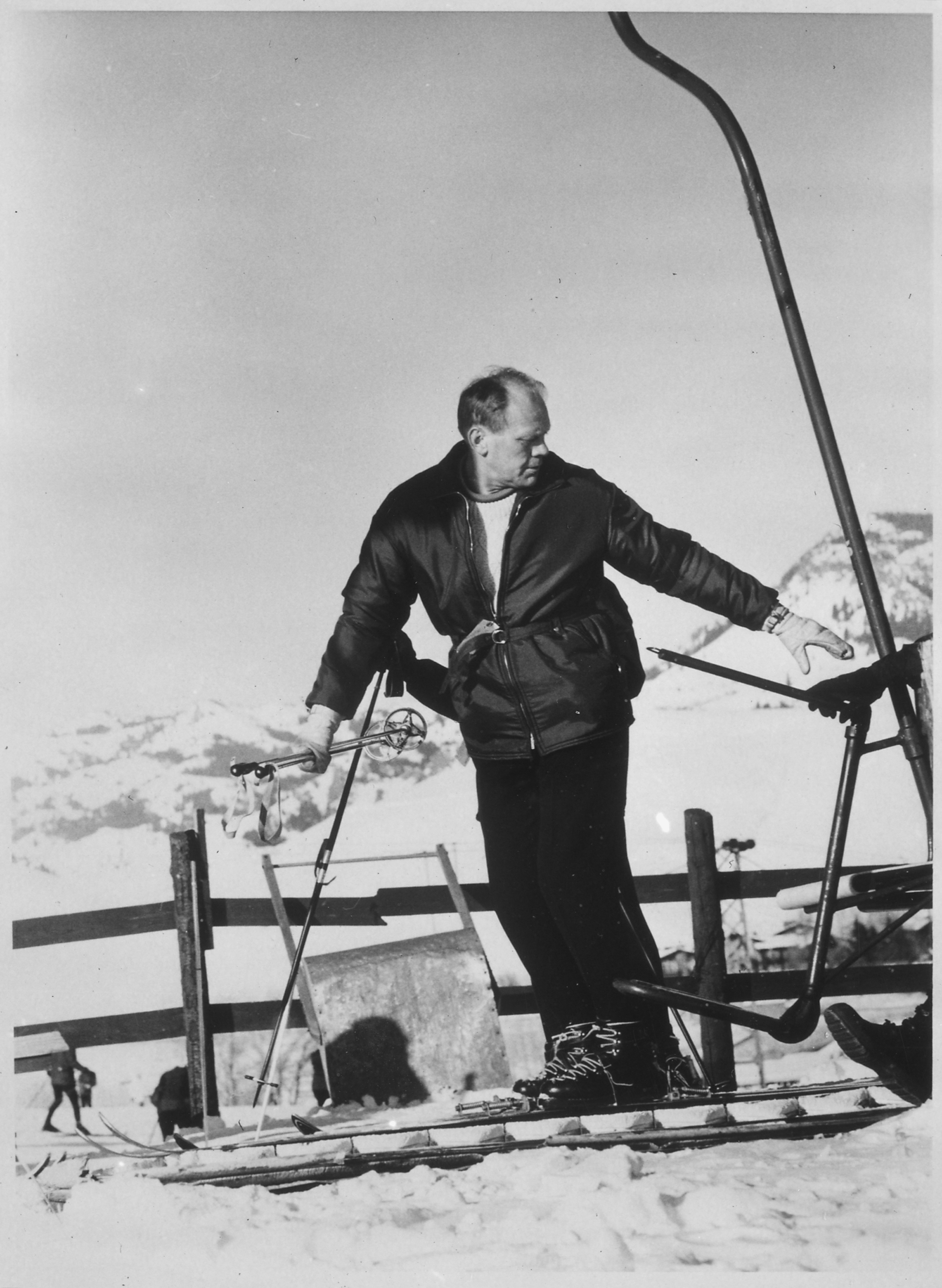
Gerald R. Ford in Snowbasin, 1967
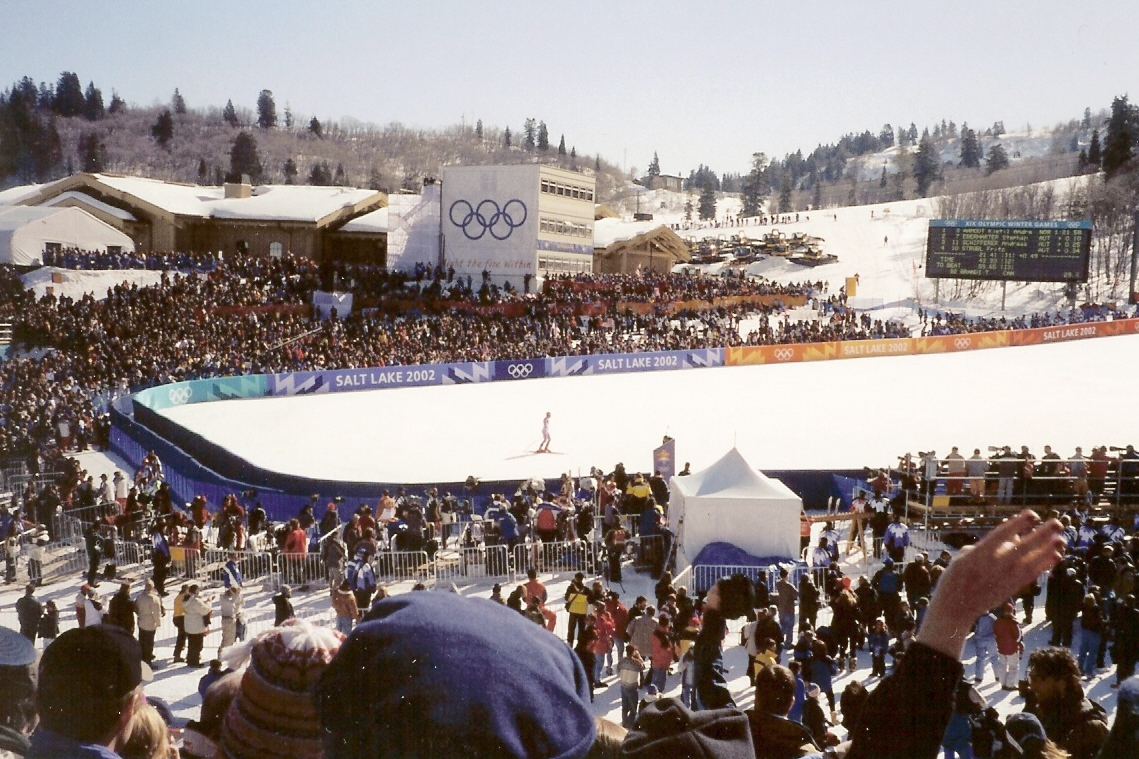
Men’s super-G in Snowbasin, 2002 Olympische Winterspiele

Auf den Bergen östlich von Ogden befinden sich drei Skigebiete: Snowbasin, Powder Mountain und Wolf Mountain/Nordic Valley. Beliebte Langlaufgebiete sind Snowbasin und der North Fork Park von Weber County.
Das Skigebiet Snowbasin wurde 1939 eröffnet und ist Teil der Bemühungen der Stadt Ogden, die Wasserscheide des Wheeler Creek wiederherzustellen. Snowbasin ist eines der ältesten kontinuierlich betriebenen Skigebiete der Vereinigten Staaten. In den ersten fünfzig Jahren wuchs Snowbasin und nach großen Investition in Lift- und Beschneiungsanlagen wurden hier 2002 die olympischen alpinen Skirennen für Abfahrt, Kombination und Super-G veranstaltet. Der Film Frozen wurde 2009 dort gedreht. Snowbasin befindet sich auf dem Mount Ogden am westlichen Ende der State Route 226.
Powder Mountain ist nach skifähigen Flächen – es verfügt auf 34,3 km² über 154 Loipen, neun Lifte und zwei Geländeparks – das größte Skigebiet der USA. Powder Mountain verfügt über sechs Sessellifte (ein dreifacher, ein vierfacher fester und ein abnehmbarer Vierer) und drei Schlepplifte. Neben dem mit dem Lift erreichbaren Gelände ist es auch für Pistenraupen und schneegängige Fahrzeuge sowie geführte Touren zugänglich.
Der Wolf Mountain (ehemals Wolf Creek Utah Ski Resort) ist ein kleines, nur 0,4 km² großes, lokales Skigebiet im Nordic Valley. Das Resort ist bekannt für seine günstigen Tickets und als ein guter Ort, um Kindern das Skifahren oder Snowboarden zu lehren. Die längste Abfahrt ist 490 m lang. Das Gebiet wurde bis 2005 auch als Nordic Valley bezeichnet.
Kajakfahren ist ein beliebter Sport auf Teilen der Flüsse Ogden und Weber. Am Weber River im westlichen Teil der Stadt liegt ein entwickelter Kajakpark. Auch die Stauseen bei Ogden werden für eine Vielzahl von Wassersportarten genutzt.
Die USA National Championships des Cross-Triathlon-Ausdauerwettkampfs Xterra werden seit 2005 jährlich in Ogden ausgetragen.
Ogden ist auch die Heimat des Minor-League-Baseballteams Ogden Raptors der Pioneer League. Diese spielen im 1997 eröffneten Lindquist-Field-Stadion (Kapazität: über 8000 Plätze).
Die angesetzten Rennen im Rahmen des Skiweltcups der Saison 2000/01 am 24. und 25. Februar 2001 wurden abgesagt und ersatzlos gestrichen.
Die Stadt war Austragungsort der Ski-Alpin-Speed- (Abfahrt, Super-G) und Curling-Wettbewerbe der Olympischen Winterspiele 2002. Im Jahr zuvor waren die Curling-Juniorenweltmeisterschaft 2001 vom 15. bis 25. März in Ogden ausgetragen worden.
Im Juni 2012 fand in Ogden ein internationales Qualifikationsturnier statt, bei dem Quotenplätze für den Einzel- und den Mannschaftswettbewerb im Bogenschießen der Olympischen Sommerspiele 2012 in London vergeben wurden.
Die Weber State Wildcats repräsentieren die 7 Männer- und 9 Frauen-Leichtathletikteams der Weber State University in Ogden. Die Wildcats treten in der NCAA Division I FCS an und sind Mitglieder der Big Sky Conference. Ihr Maskottchen ist Waldo, die Wildkatze, und die Teamfarben sind lila und weiß.
Das Dee Events Center ist eine multifunktionale Indoor-Arena in Ogden. Die kreisförmige, 11.592 Sitzplätze fassende Kuppelarena wurde 1977 nach zwei Jahren Bauzeit eröffnet und nach der Familie Lawrence T. Dee benannt, wegen deren umfangreicher Beiträge zum Bau der Arena. Als größte Arena in Utah nördlich von Salt Lake City ist sie die Heimstätte der Weber State University Wildcats Basketballteams der Männer und Frauen. Bis 2006 war hier auch die Volleyballmannschaft der Damen untergebracht. Der Veranstaltungsort war bisher zehn Mal Gastgeber der Big Sky Conference Herren-Basketballturniers: 1979, 1980, 1984, 1995, 1999, 2003, 2007, 2009, 2010 und 2014. Hier wurden drei Mal NCAA-Turnierspiele der ersten und zweiten Runde veranstaltet, 1980, 1986 und 1994, weiterhin die West Regionals 1983. Am Ende der Saison 1995/1996 wurde ein neuer Basketballfeldboden verlegt. Im Sommer 2010 wurde ein Pro-Star Vision Screen Scoreboard eingebaut, das über 4 HD-LCD-Bildschirme und weitere Voll-LED-Anzeigen verfügt.
Schwimmen ist in Ogden in natürlichen Wasserläufen wie dem Ogden River oder dem aufgestauten Pineview Reservoir möglich, aber auch in mehr als sieben Schwimm- und Freibädern.
Golfspielen ist in Ogden aufgrund der günstigen Preise der Plätze in der Bevölkerung weit verbreitet. Insgesamt gibt es auf dem Stadtgebiet sieben Golfplätze.
Mountainbike Trails sind auf den östlichen Höhen der Wasatch-Berge zahlreich vorhanden: Wheeler Creek To Coldwater Overlook, Bonneville Shoreline Trail – East Ogden Bench, Skyline Trail, Green Pond & Snowbasin Trail System.
Ogden bietet zahlreiche Möglichkeiten zum Klettern, Bouldern und Eisklettern, wie am Malan’s Waterfall, Patriot Crack oder The Cave. Die Erschließung der meisten Routen ist mit George Lowe und Greg Lowe verbunden. Letzterer ist der Vater von Jeff Lowe (1950–2018), dem zugeschrieben wird, das moderne Eisklettern aus Europa in die Vereinigten Staaten gebracht zu haben.

### Regelmäßige Veranstaltungen

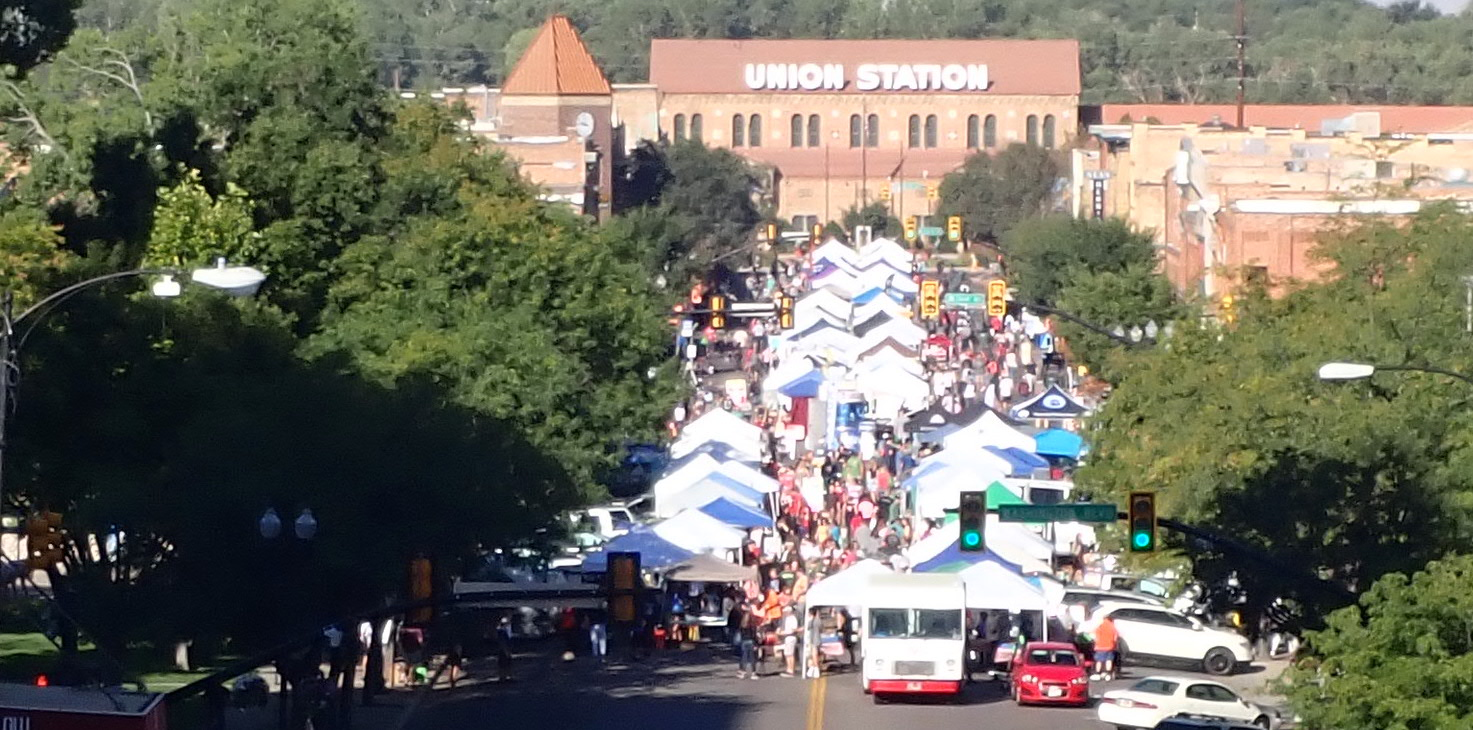
Farmersmarket in der 25th Street, Ogden, 2019

Die Stadt bietet an ungefähr 20 Wochenenden im Jahr Veranstaltungen an, wie das Ballon Festival, Christmas Village oder Wasatch Yeti Bash.
Ogden war zeitweise, zuletzt 2016, ein Veranstaltungsort für das Sundance Film Festival. Seit 2017 gibt es das Ogden Film Festival. Zudem findet seit dem Jahr 2004 jährlich ein lokales Filmfestival statt, das Foursite Film Festival genannt wird.
Der wöchentliche Sommer-Bauernmarkt findet immer Samstags vormittags (9–14 Uhr) zwischen Ende Juni und Mitte September in der Historic 25th Street statt. Nach einer Woche Pause wird er abgelöst vom Herbst-Bauernmarkt, der zwischen Ende September und Ende Oktober ebenfalls Samstags vormittags (9–14 Uhr) aber im Ogden Amphitheater stattfindet.
Seit 2001 wird jährlich im Monat Mai ein Ogden-Marathon ausgetragen, an dem zwischen 300 (2001) und über 2500 (2014) Sportler teilnehmen.
Die Stadt bietet eine Konzertserie im Sommer etwa jeden zweiten Mittwoch zwischen Anfang Juni und Ende September an. Die LGBT-Community veranstaltet seit 2015 ein jährliches Ogden Pride Festival.
Wie in den Vereinigten Staaten üblich werden viele Geschäfte und Privathäuser, teilweise sehr ausgiebig, für das Fest Halloween geschmückt. Die Stadt bietet verschiedene Veranstaltungen im Umfeld des Termins an.

### Tourismus
Auf der Liste von 2019 der 100 Best Places to Live in den USA liegt die Stadt auf Platz 59 und in der Forbes-Liste der 100 Best Cities for Raising a Family auf Platz 8.
Im Jahr 2014 besuchten 750.000 Touristen die Stadt.
Wichtigste Sehenswürdigkeit in der Stadt ist die Historic 25th Street. Die Ogden Botanical Gardens werden jährlich von 120.000 Gästen besucht, das Ogden Nature Center von etwa 50.000 und das Treehouse Children’s Museum von 175.000 Besuchern.
In der Stadt gibt es neben 14 Hotels zahlreiche Übernachtungsmöglichkeiten in Bed & Breakfast oder auf Campingplätzen.

### Kulinarische Spezialitäten
Die Becker Brewing and Malting Company (BBMC) wurde 1890 von der bayrischen Familie Becker in Ogden gegründet und befand sich an der Ecke 19th Street/Lincoln Avenue. Zuvor hatten Importbiere die Stadt dominiert. Doch die in der Bierherstellung ausgebildete Familie Becker benutzte die traditionellen bayerischen Braumethoden und scheute keine Kosten nur lokale, erstklassige Zutaten mit sorgfältiger Qualitätskontrolle zu nutzen. Das Unternehmen verkaufte an den regionalen Markt in den Staaten Utah, Nevada, Idaho, Oregon, Colorado, Arizona und Kalifornien, aber auch nach Illinois und Pennsylvania. 1906 wurde BBMC zum Vertreter der Anheuser-Busch Brauvereinigung ernannt. 1917 teilte die Firma ihre Aktivitäten auf. Der Betrieb in Ogden wurde in Becker Products Company umbenannt, und die Becker Brewing Company, welche die Bierproduktion übernahm, wurde im nahegelegenen Evanston (Wyoming) gegründet. Als die Prohibition 1920 in Kraft trat, gelang es der Brauerei, auf die Herstellung von alkoholfreiem Bier, Softdrink-Produkten und der Herstellung von Eis auszuweichen. Selbst ein Geflügelgefrierunternehmen wurde gegründet. Dieser Erfolg führte die Brauerei bis zum Ende der Prohibition 1933 und machte Becker Brewing & Malting Co. zur einzigen betriebsbereiten Brauerei in Utah. Das Fehlen der Bierauswahl durch das Verbot führte langfristig zur Bildung nationaler Großbrauereien, die sich gegenseitig die Preise unterboten und so die lokale Brauindustrie zerstörten. Bis 1968 mussten die beiden Becker-Gesellschaften ihren Betrieb deshalb einstellen.
In Ogden sind in den letzten Jahren wieder einige Mikrobrauereien und Destillerien gegründet worden, die starkes mediales und öffentliches Interesse auf sich gezogen haben: die Ogden's Own Distillery, die Roosters Brewing Co., die Talisman Brewing Company, die UTOG Brewing und die New World Distillery.

## Wirtschaft und Infrastruktur

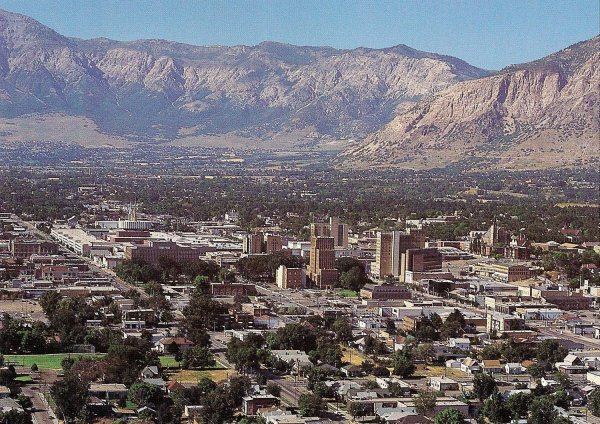
Die Innenstadt von Ogden, 2009

### Unternehmen
Die zehn größten Arbeitgeber waren 2018 in absteigender Reihenfolge das Finanzministerium der Vereinigten Staaten, Weber County School District, McKay-Dee Hospital Center, Weber State University, Autoliv, State of Utah, Fresenius, Ogden City School District, America First Credit Union, Wal-Mart, The Home Depot und das Weber County.
Hinzu kommen einige Firmen, die ihren Hauptsitz in Ogden haben, dazu gehören die Vertriebs- und Marketinggesellschaft MarketStar, der Sicherheitsausrüster für Kraftfahrzeuge Autoliv North America, die Bankdienstleister Bank of Utah und America First Credit Union sowie das Software-Unternehmen Kadince.
Auch die International Armoring Corporation hat ihren Sitz in Ogden.
Ein Großteil der Tests des Online-Magazins Tom’s Hardware findet in New York und einem Werk in Ogden statt, das der Muttergesellschaft Purch gehört.
Das Warenlager und Kundendienst-Center des E-Commerce-Versandhauses Wayfair, das seit 2011 in Ogden angesiedelt ist, verwaltet den Versand in den westlichen Teil der USA und ist das vorrangige Kundendienst-Center. Auch die Firma General Atomics hat eine Niederlassung (2016) in Ogden.
Im Jahr 1964 gründete William G. Dilley die Firma Spectra Sonics in Ogden, die auf professionelle Audioausrüstung für Aufnahmestudios, Rundfunk (Radio und Fernsehen), Performing Arts Center, Filmstudios und andere verwandte Bereiche spezialisiert ist. Mit dem Equipment wurden beispielsweise die Ardent Studios in Memphis, Tennessee, ausgestattet.
Die Firma Autoliv verlagerte 2001 ihre Airbagproduktion von Ogden nach Mexiko.
Die Arbeitslosenquote in Ogden liegt bei 3,8 % (USA: 3,9 %). Die Zuwachsrate bei Jobs (Job Growth) lag 2017 bei 3 % und die Lebenshaltungskosten lagen 2 % unter dem nationalen Durchschnitt.

### Medien
Der Standard-Examiner ist eine tägliche Morgenzeitung, die in Ogden veröffentlicht wird. Mit rund 30.000 Abonnenten am Sonntag und 25.000 Abonnenten pro Tag ist sie nach der The Salt Lake Tribune und den Deseret News die drittgrößte Tageszeitung in Utah. Sie wurde am 23. März 1993 von Sandusky Newspapers, Inc. in Sandusky, Ohio, übernommen. Gegründet vom Journalisten Frank J. Cannon erschien die erste Ausgabe des als Abendzeitung gegründeten Blattes am 1. Januar 1888. Im Jahr 1904 traf der Ogden-Standard auf die Konkurrenz des Ogden Examiner. Bis 1920 konkurrierten der Standard – im Besitz von William Glasmann – und der Examiner, bis beide am 1. April 1920 fusionierten und so den Standard-Examiner schufen. Im Jahr 2000 wechselte der Standard-Examiner in das Business Depot Ogden, einen Gewerbepark, der früher das Defense Depot Ogden beherbergte. In den neuen Büros wurde auch eine Druckmaschine für 10 Mio. Dollar installiert. Gleichzeitig wurde aus der Abend- eine Morgenzeitung. Im August 2015 ergänzte der Standard-Examiner seinen Newsroom um ein Real Time Desk, das Nachrichten online verbreitet und Leser in Social Media bedient. Mitte 2018 kaufte The Ogden Newspapers Company aus West Virginia den größten Teil des Ogden Standard-Examiner.
Der Empfang von mindestens 36 Radiostationen im UKW-Bereich wird in Ogden angegeben und weitere 25 auf Mittelwelle. Mit einem Standort in Ogden senden sechs analoge Hörfunkanbieter auf UKW.
Der nicht kommerzielle Bildungsfernsehsender KWCS-TV (UHF-Analogkanal 18), der in Ogden lizenziert war, wurde von 1960 bis Anfang der 1970er-Jahre ausgestrahlt. Der Sender gehört den Weber County Schools und sendete Unterrichtsprogramme für Schüler der Grund- und Mittelschulen des Landkreises. Außerdem wurde das Abendprogramm des Nationalen Bildungsfernsehens (NET) ausgestrahlt. KWCS-TV selbst verschwand nach der Fusion mit KOET, dem Sender des Ogden City Board of Education. Das Weber County zog sich 1973 aus der Partnerschaft zurück, was auch zur Schließung des Senders des Ogden School Boards führte.

### Öffentliche Einrichtungen
In Ogden stehen drei große Bibliotheken zur Verfügung. Die 1864 gegründete Weber County Library hält über 500.000 Medien und 887 abonnierte Zeitschriften bereit. Die Stewart Library an der Weber State University beherbergt neben den Medien für den universitären Forschungs- und Lehrbetrieb auch sechs archivalische Sammlungen. Ende April 2019 wurde ein neues FamilySearch Center in Ogden eröffnet. Das öffentlich zugängliche Gebäude bietet über 60 computerbasierte genealogische Recherchemöglichkeiten in den digitalisierten Beständen von FamilySearch.

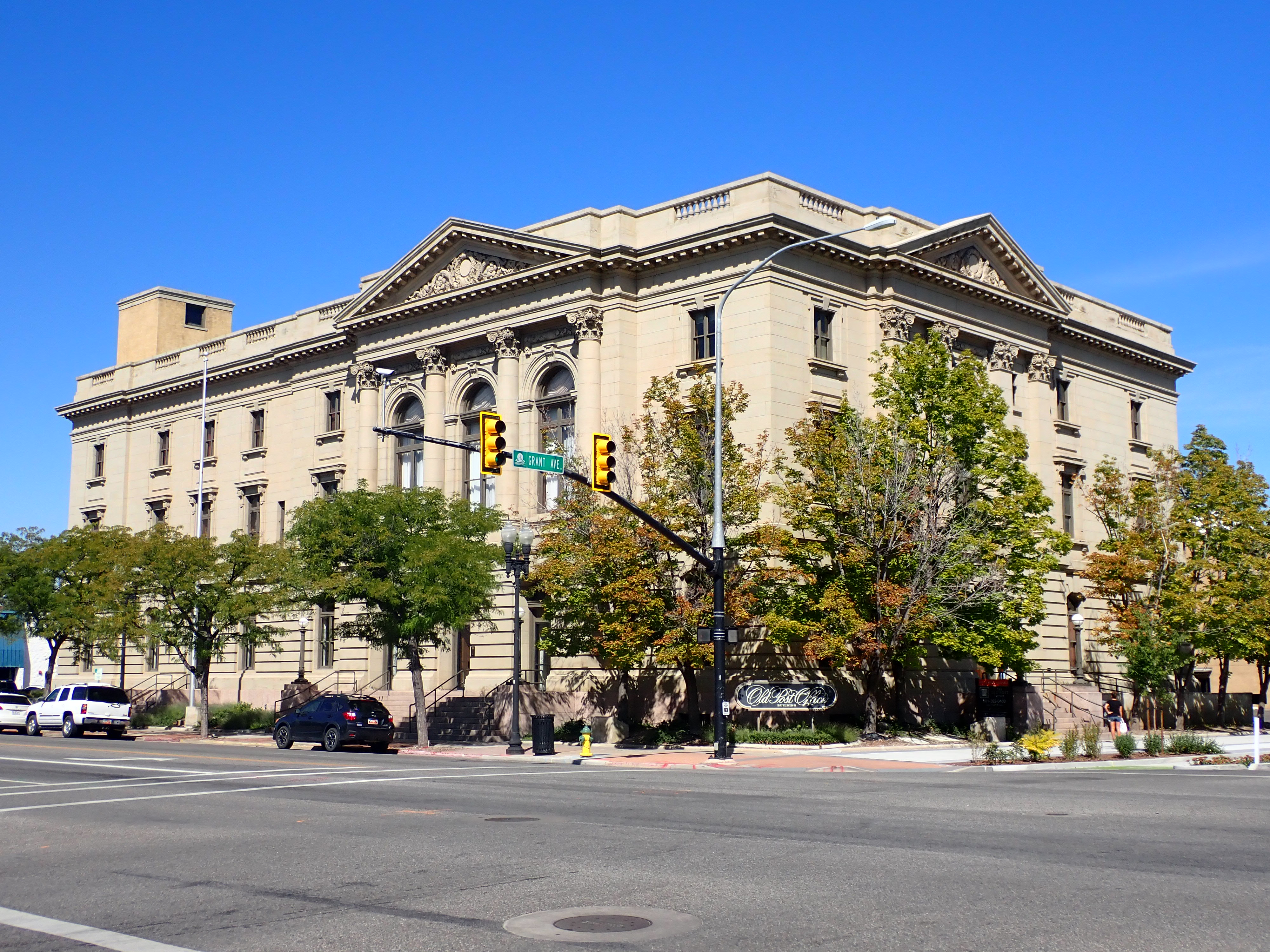
Altes Postgebäude, nach Westen, 2019

Das Alte Postamt und Gerichtsgebäude in Ogden wurde in den Jahren 1905 bis 1909 im neoklassizistischen Stil errichtet. Es diente als Gerichtsgebäude sowie als Postamt und wurde 1979 in das Nationale Register der historischen Orte eingetragen.

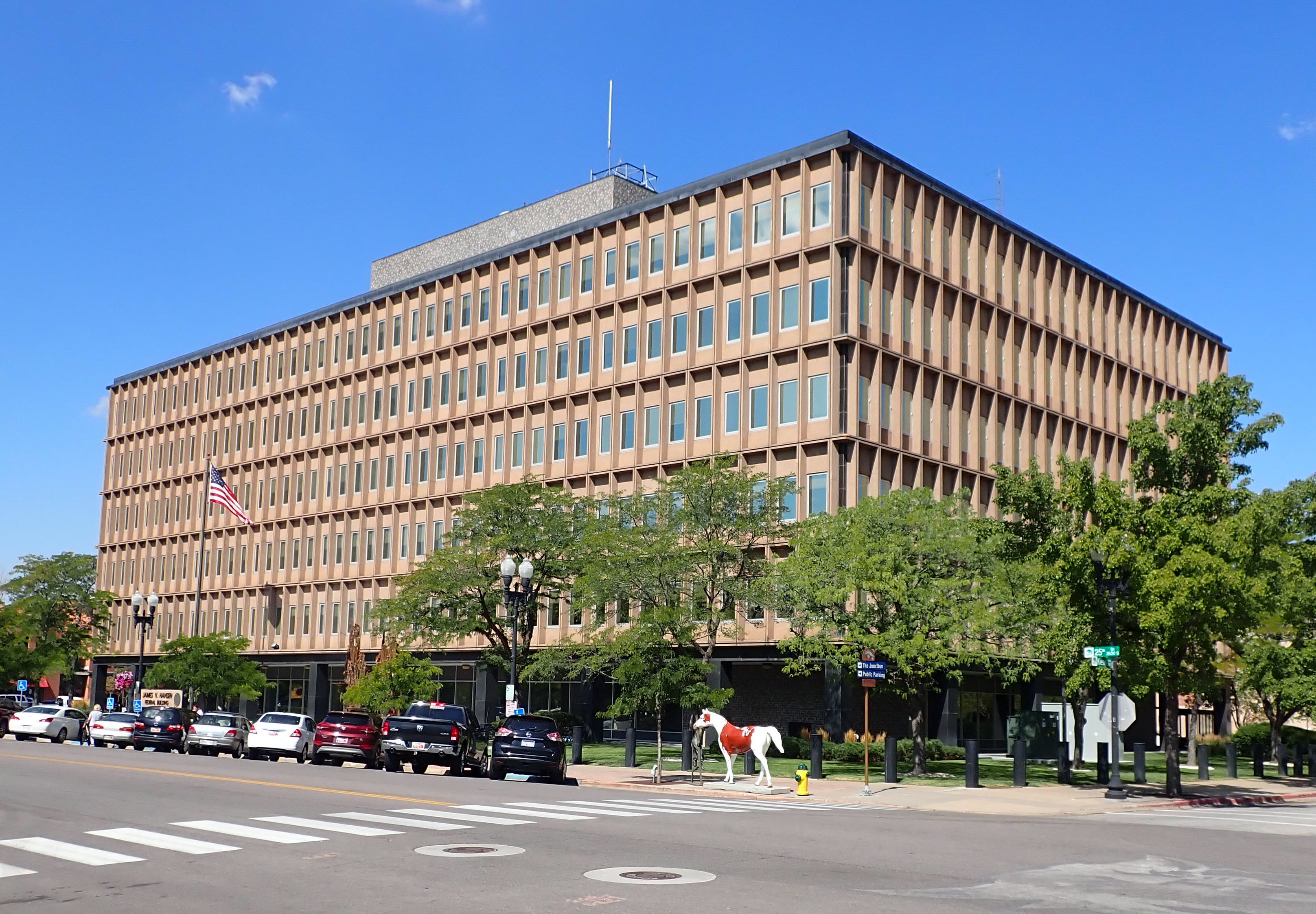
Hansen Federal Building Ogden, 2019

Das von Keith W. Wilcox entworfene James V. Hansen Federal Building (ursprünglich Federal Building United States Court House) wurde von 1963 bis 1965 gebaut. Das modernistische, sechsgeschossige Gebäude an der nordöstlichen Ecke Grant Avenue/25th Street enthält in den Innenräumen noch viele ursprüngliche Ausführungen und originale Holzeinrichtungen. Das Gebäude wurde im Jahr 2004, nach Unterzeichnung eines entsprechenden Antrags durch Präsident George W. Bush, in James V. Hansen Federal Building umbenannt. Der in Salt Lake City geborene Hansen war 1980 bis 2003 im Repräsentantenhaus der Vereinigten Staaten Vorsitzender des Ethikausschusses.
Das 1908 gebaute und 1933–1934 rekonstruierte U.S. Forest Service Building ist ein historisches Gebäude im Art déco in der 25th Street, das seit 2006 im National Register of Historic Places gelistet wird.
Das Ogden Police Department begann seine Arbeit 1855 unter der Leitung des Bürgermeisters. Captain Richard D. Sprague (1807–1886) wurde am 31. Mai 1857 der erste Ogden City Marshal. Die Polizei von Ogden wurde unter anderem angewiesen, den Verkauf von Whiskey einzudämmen, die Gehwege zu reinigen und darauf zu achten, dass das Vieh nachts nicht frei durch die Straßen streift. Mit der Fertigstellung der Eisenbahn bekamen die Ogden City Police neue Aufgabenbereiche, wie die Eindämmung von Prostitution, Alkohol- und Drogenhandel sowie Glücksspiel. Die 25th Street wurde zum Mittelpunkt der Polizeiarbeit. Im Jahr 1876 wurde in der 24. Straße ein Bezirksgerichtsgebäude fertiggestellt. In den Keller des zweistöckigen Gebäudes aus Ziegelstein wurden Gefängniszellen eingebaut. Im Jahr 1895 legten die Häftlinge ein Feuer, das das Innere des Gebäudes zerstörte. Im Jahr 1906 befanden sich City Jail and Police Court an der Ecke Hudson Ave und Lake Street; ab den 1930er-Jahren befand sich der Hauptsitz an der Ecke Lake-Street und Kiesel-Street. Es handelte sich um ein dreistöckiges Gebäude mit einem Gerichtssaal und Gefängniszellen. 1939 wurde die Polizeiabteilung im City County Building am Washington Boulevard untergebracht und war dort bis 1998 stationiert. Seit 1999 ist die Polizeistation in der 2186 Lincoln Avenue angesiedelt. Neun Polizisten kamen seit 1855 im Dienst ums Leben. Im Jahr 2019 sind 143 Polizisten und 80 Zivilisten bei der Polizei in Ogden beschäftigt.
Zu den kurioseren Fällen der Polizei zählen sicher die auch international verbreiteten Geschichten eines Achtjährigen, der seine kleine Schwester mit dem elterlichen Auto zu einem Laden bringen wollte und dieses dabei gegen einen Baum setzte, wobei die Kinder unverletzt blieben oder eines auf der Interstate gestoppten Fünfjährigen auf dem Weg nach Kalifornien, um einen Lamborghini zu kaufen.
Neben der lokalen Polizei war Ogden seit 1852 auch Sitz des Weber County Sheriff's Office, einer Strafverfolgungsbehörde im Weber County, die eng mit dem City Marschall und den Stadt- und Landgerichten zusammenarbeitete, um die Gesetze durchzusetzen.
Die Feuerwehr unterteilt sich in die Professional Fire Fighters of Ogden Local 552 und das Firefighter Department. Die Feuerwehr Ogden verfügt über fünf Stationen in Ogden City, um auf Notfälle reagieren zu können. Die Stationen sind mit hauptberuflichen Feuerwehrleuten im 24-Stunden-Betrieb besetzt.

### Gesundheitswesen
Das McKay-Dee Hospital ist ein gemeinnütziges, auf die Allgemeinheit ausgerichtetes Krankenhaus, das von Intermountain Healthcare betrieben wird. Mit 310 lizenzierten Betten ist es das drittgrößte Krankenhaus im Intermountain-System und das viertgrößte Krankenhaus in Utah. Obwohl nicht direkt mit der Universität verbunden, liegt es südwestlich des Hauptcampus der Weber State University. Das ursprünglich Thomas D. Dee Memorial Hospital genannte Krankenhaus wurde 1910 von Annie Taylor Dee und ihren Kindern gegründet, als ihr Mann Thomas Dee bei einem tragischen Unfall ums Leben kam. Sie waren entschlossen, ein Krankenhaus als Gedenkstätte für ihn und als Dienst an der Gemeinde zu bauen. Das ursprüngliche Gebäude befand sich mehr als 60 Jahre lang im heutigen Dee Memorial Park an der Kreuzung 24th Street/Harrison Boulevard. Im Jahr 1969 wurde ein neues Krankenhaus einige Kilometer südlich errichtet. Der dortige Dee-Flügel, der ursprünglich als David O. McKay Hospital bezeichnet wurde, wurde 1971 als Rehabilitations- und Langzeitpflegeeinrichtung eröffnet. Bald darauf wurde der gesamte Campus in McKay-Dee Hospital umbenannt. Im Jahr 2002 zog das Krankenhaus noch weiter nach Süden an seinen heutigen Standort.
Als weiteres großes Krankenhaus in Ogden ist das Ogden Regional Medical Center zu erwähnen, das 1946 unter dem Namen „St. Benedict's Hospital“ gegründet wurde und heute fast 300 Ärzte und 1000 Personen medizinisches Personal umfasst.
Im Jahr 1999 wurde in Ogden ein gesundes Mädchen geboren, das sich außerhalb der Gebärmutter entwickelt hatte, was bei geburtshilflicher Sonografie nicht erkannt worden war. Erst bei einem Kaiserschnitt wurde die Lokalisation der Schwangerschaft festgestellt.

### Bildung

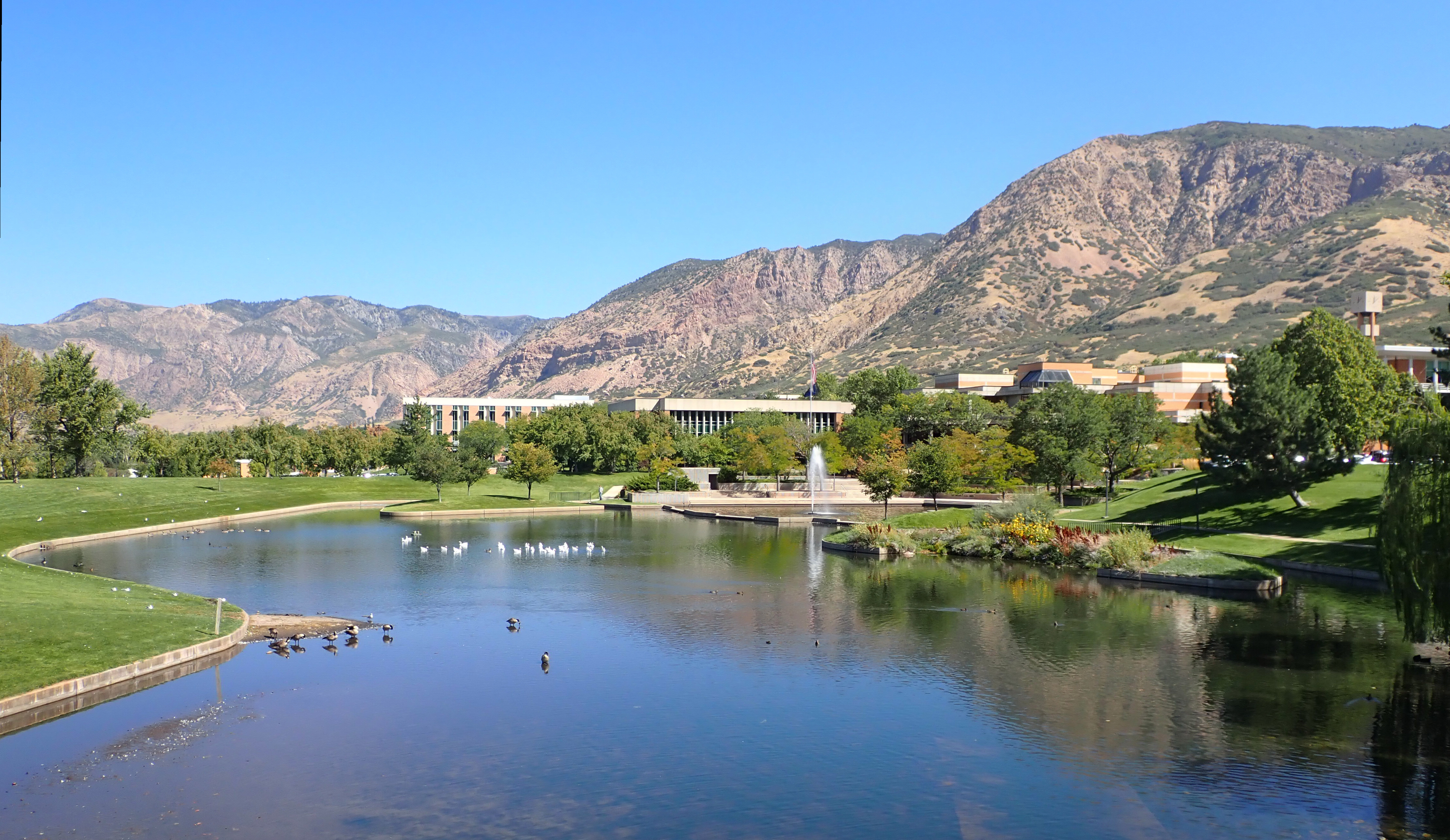
Weber State University Ogden nach Nordosten, 2019
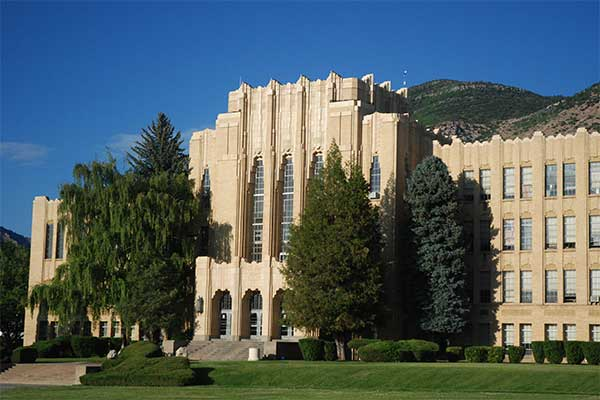
Ogden High School nach Nordosten, 2007
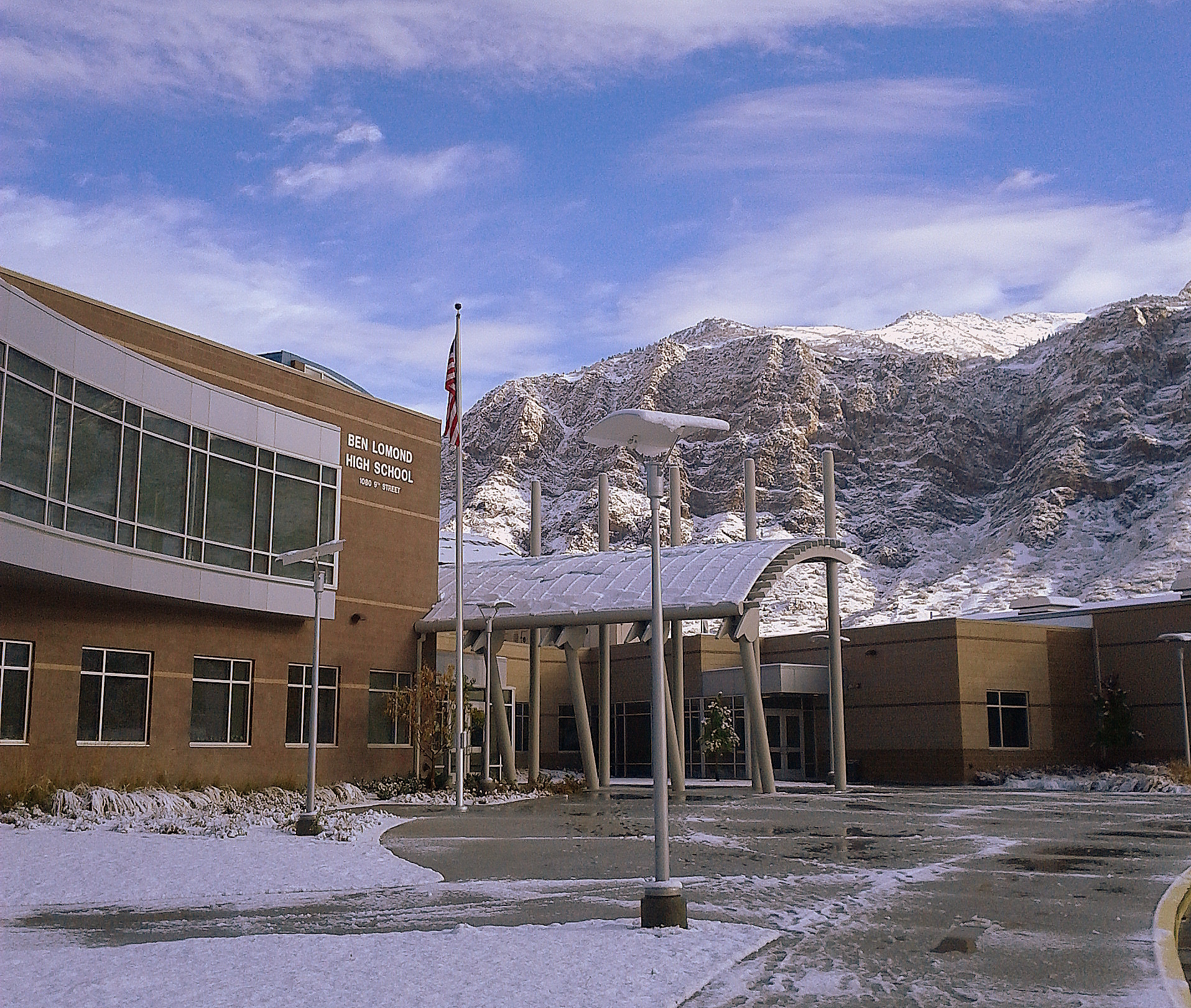
Ben Lomond High School, 2012
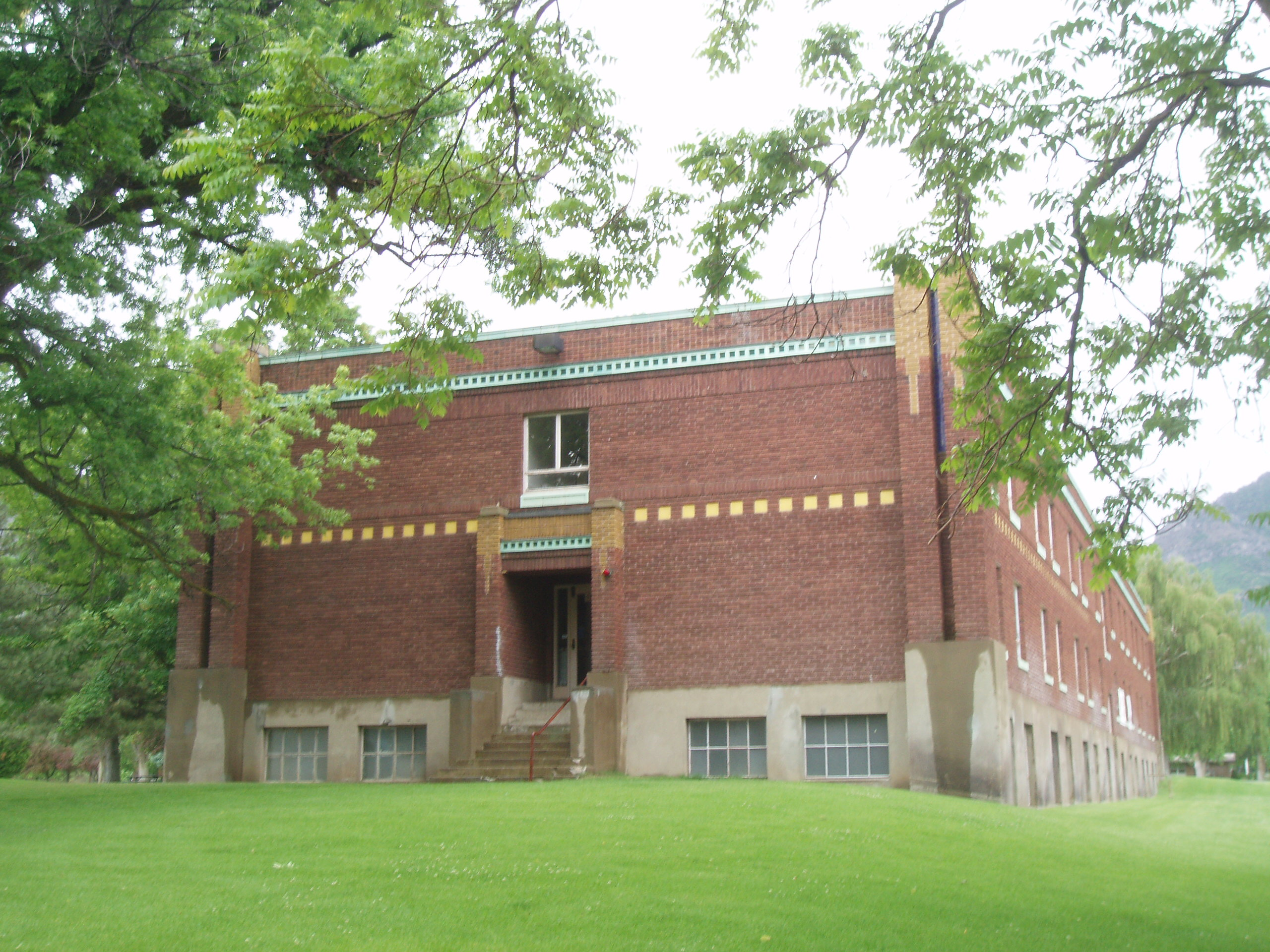
Utah School for the Deaf and Blind, 2009

In Ogden hat die Weber State University ihren Sitz. Die 1889 als Weber Stake Academy gegründete staatliche Universität hat über 26.000 amerikanische und internationale Studierende. Die Universität unterhält Austauschprogramme mit deutschen Hochschulen in Aachen, Bayreuth, München, Schmalkalden und Tübingen.
Während es im Weber School District 8 High Schools, 10 Junior High Schools und 30 Elementary Schools gibt, sind es im Ogden School District 3 High Schools, 3 Junior High Schools und 14 Elementary Schools. Diese 20 Schulen werden von 12.170 Schülern besucht.
Der Bau der Ogden High School begann 1935, geleitet von der Works Progress Administration (WPA) und finanziert mit 1,2 Millionen Dollar. Die Schule wurde von Hodson und MeClenahan entworfen, die das neue Design „Art Deco“, speziell „klassische Moderne“, verwendeten, ein griechisch-römischer Stil mit Dekorationselementen, die damals bei Regierungs- und Privatgebäuden populär waren, wie etwa das Ogden Municipal Building zeigt. Die Schule wurde am 17. September 1936 fertiggestellt und im August 1937 eröffnet. Schätzungsweise 3.000 Menschen nahmen an der Einweihungsfeier am 29. Oktober 1937 im neuen Auditorium teil. Die Goetheschule in Einbeck hat seit den 1980er-Jahren einen GAPP Austausch mit der Ogden High School. Der beeindruckende Großbau der Schule wird immer wieder als Filmkulisse verwendet.
Ebenfalls am Harrison-Boulevard liegt die 1952 gebaute Ben Lomond High School, die nach dem nahegelegenen Ben Lomond Mountain benannt wurde. Dieser hatte seinen Namen von schottischen Siedlern erhalten, da er sie an den Ben Lomond in Schottland erinnerte. Dies hatte starken kulturellen Einfluss auf die Schule, so ist das Dudelsackspielen dort sehr beliebt. Die Schüler sind bekannt als Friendly Fighting Scots. Die Schule sollte ursprünglich „North East Ogden High School“ heißen, mit Schulfarben in Schwarz und Rot und Stacheln (ein Hinweis auf den Golden Spike der transkontinentalen Eisenbahn) als Maskottchen. Es wurde jedoch entschieden, sie nach dem Ben Lomond zu benennen. Die Schule erhielt stattdessen einen „Schotten“ als Maskottchen und die Farben der traditionellen schottischen Uniformen rot, weiß und blau. Die Ben Lomond High School wurde, abgesehen von der Turnhalle, im Jahr 2006 komplett renoviert. Der Baubeginn war im Juni 2007 und die Fertigstellung im August 2010. Schule und Bezirk wurden für die Renovierungen ausgezeichnet. Ein bekannter Deutschlehrer an der Ben Lomond High School war Rob Bishop.
Zwischen der Ogden High School und der Ben Lomond High School gibt es ein ausgeprägtes Konkurrenzverhalten, das in jährlich stattfindenden sportlichen Wettkämpfen kanalisiert wird. Diese Rivalität gipfelt in einem Fußballspiel, das als Iron Horse bekannt ist, bei welchem der Gewinner eine Trophäe namens „Iron Horse“ erhält, eine Statue von zwei Zügen, welche die bekannte Eisenbahngeschichte Ogdens symbolisiert.
Die Anfänge der privaten St. Joseph Catholic High School gehen auf die Pfarrei Saint Joseph zurück. 1877 wurde die Schule in der alten St. Joseph-Kirche organisiert. Im Jahr 1881 zog diese Saint Joseph School in ein neues Gebäude an der Kreuzung 26th Street/Washington-Avenue um. 1923 weihte Bischof Glass die neue Saint Joseph Grade School ein, die an der Ecke 28th Street/Lincoln-Avenue gebaut wurde, die bis Herbst 1979 in Betrieb war. Die Saint Joseph Grade School kaufte dann die Quincy School vom Ogden Board of Education. Das Quincy-Gebäude an der Ecke 30th Street/Quincy-Avenue dient heute als Standort für die Vorschule bis zur achten Klasse. 1952 wurde die Saint Joseph Catholic High School in 1790/Lake Street gebaut und dient heute der Unterbringung der neunten bis zwölften Klasse. Die Schule betreut neun Gemeinden und Missionen im Großraum Ogden und ist die einzige katholische Grundschule der Stadt.
Das Ogden-Weber Applied Technology College ist ein öffentliches Technikum, das 1971 gegründet wurde. Es ist die größten der acht Fachhochschulen, die das Utah System of Technical Colleges (USTC) umfassen. Das College bietet eine offene, kompetenzbasierte Ausbildung, die auf technische Fähigkeiten ausgerichtet ist. Das College bietet technische Schulungen in 30 verschiedenen Programmen an, zu den wichtigsten zählen die Bereiche Wirtschaft und IT, Bau, Gesundheit, Fertigung und Dienstleistung.
Die Utah Schools for the Deaf and the Blind wurde 1884 der University of Deseret (University of Utah) in Salt Lake City von William Wood und Joseph Beck, Eltern gehörloser Kinder, gegründet. Als der Staat Utah 1896 in die Union aufgenommen wurde, verlegte man die Utah School for the Deaf nach Ogden und ergänzte sie um eine Blindenschule. Die Gehörlosenschule befand sich in der Kreuzung 20th Street/Monroe-Avenue, während die Blindenschule an der Ecke 7th Street/Harrison Boulevard war. Im Jahr 1954 wurde ein neues Hauptgebäude errichtet, 1959 eine Erweiterung in Salt Lake City gegründet. 1991 wurden neue Gebäude auf dem Campus an der Adresse 742 Harrison Boulevard in Ogden errichtet. Die Gebäude in Salt Lake City wurden 2016 erneuert.
An weiteren Bildungseinrichtungen sind das Stevens–Henager College und die DaVinci Academy of Science and the Arts zu nennen.

### Verkehr

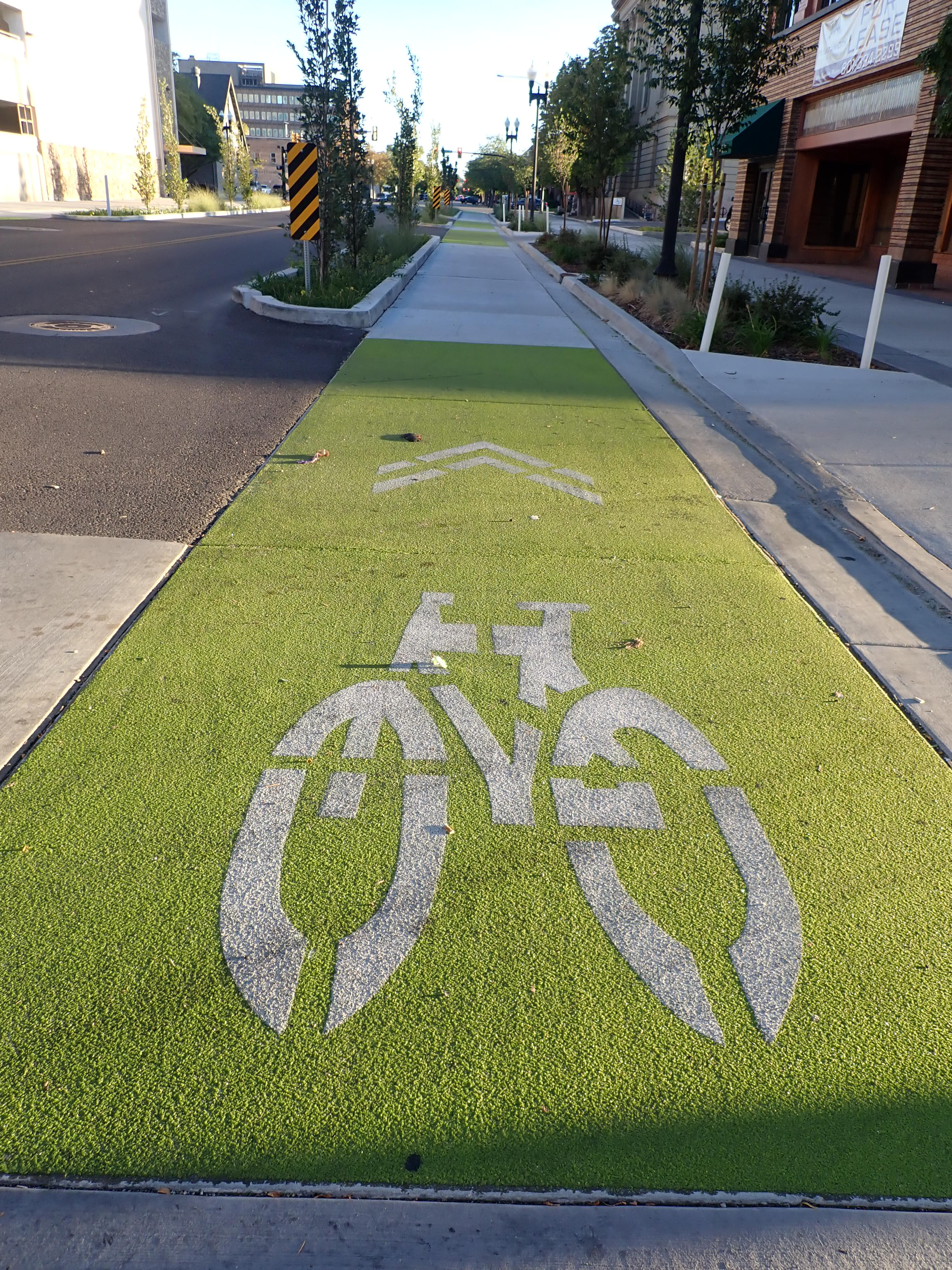
Fahrradweg in Downtown Ogden, 2019
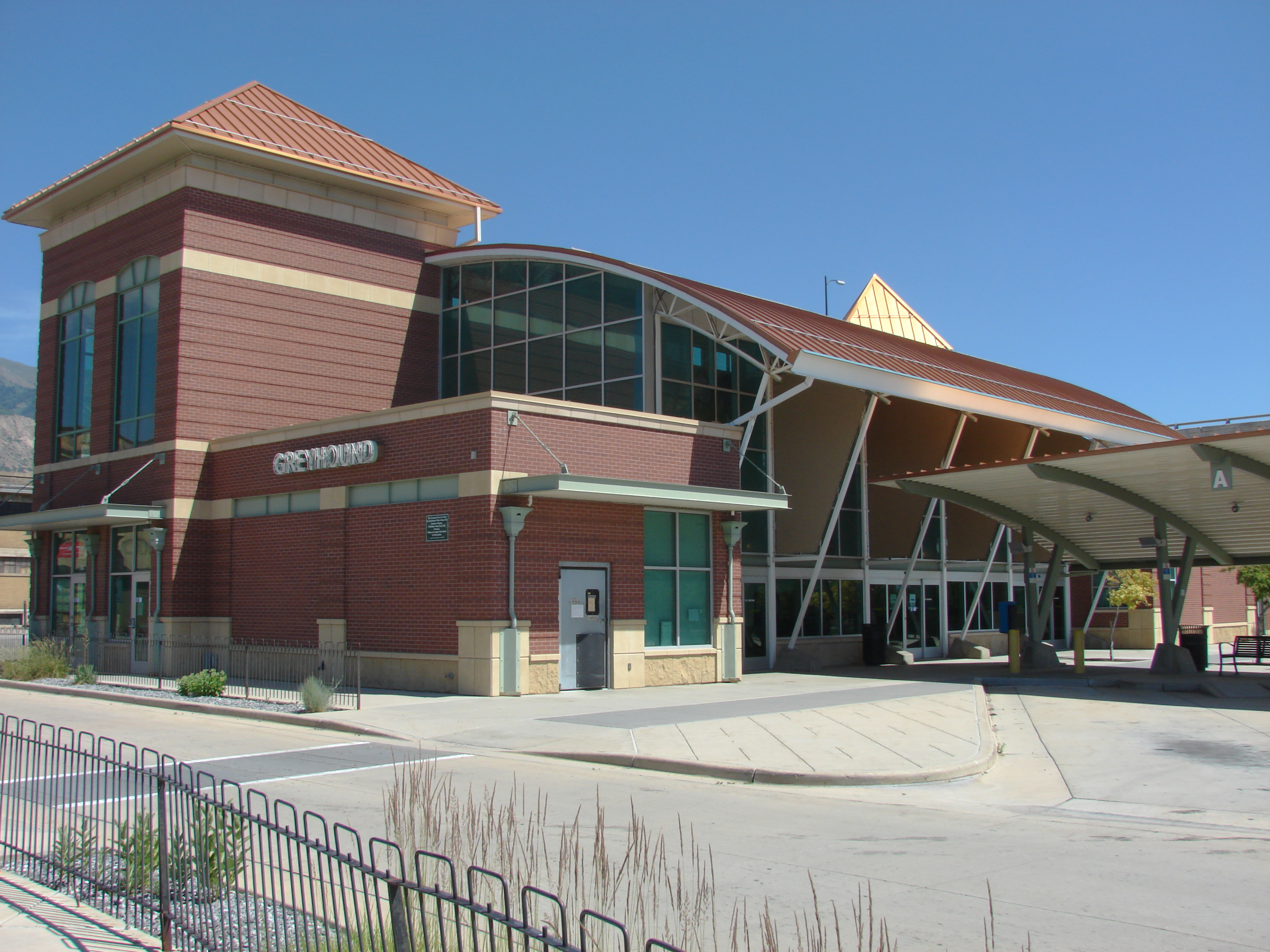
Ogden Intermodal Transit Center von Südosten, 2015
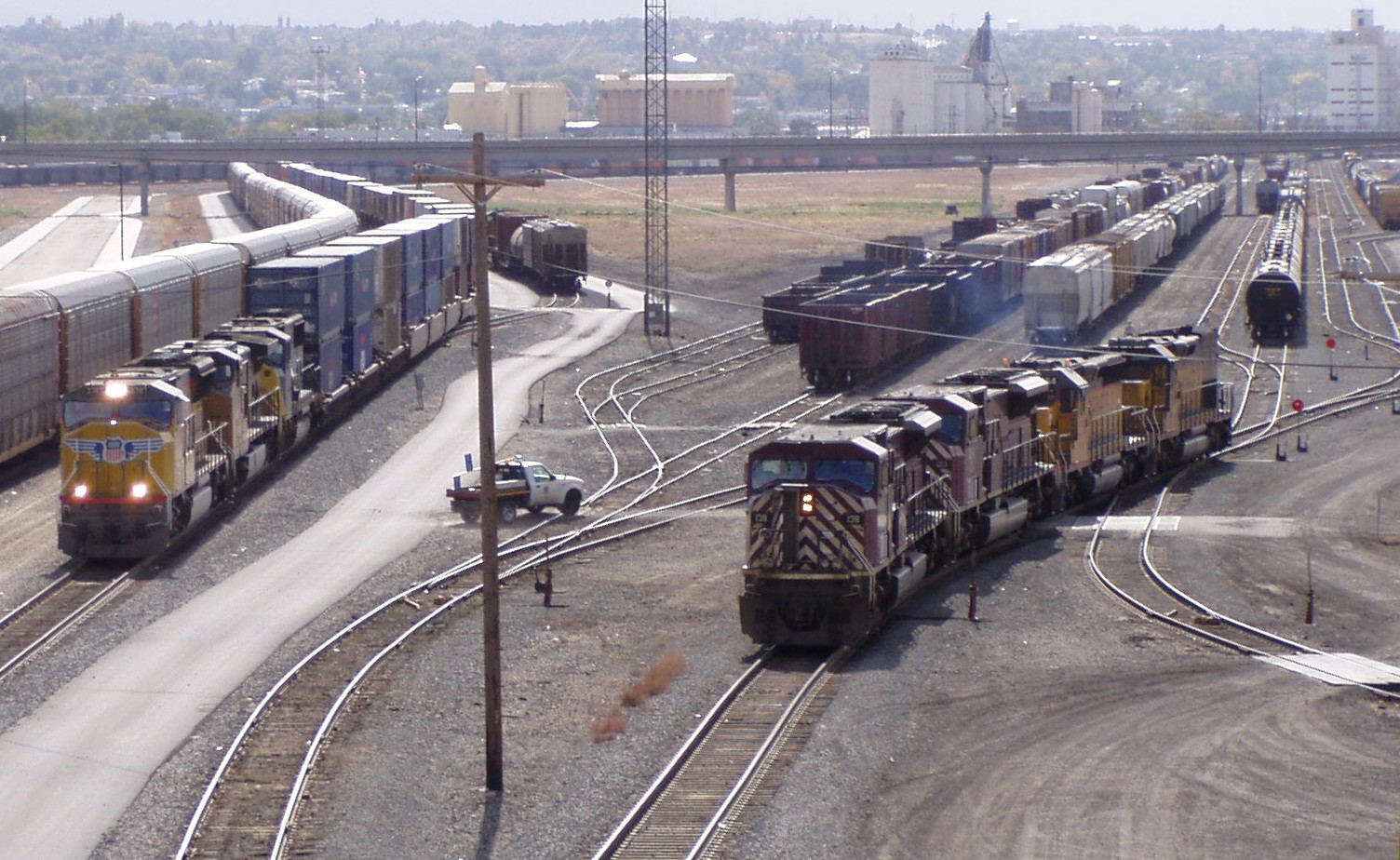
Rangiervorgänge der Union Pacific, 2004
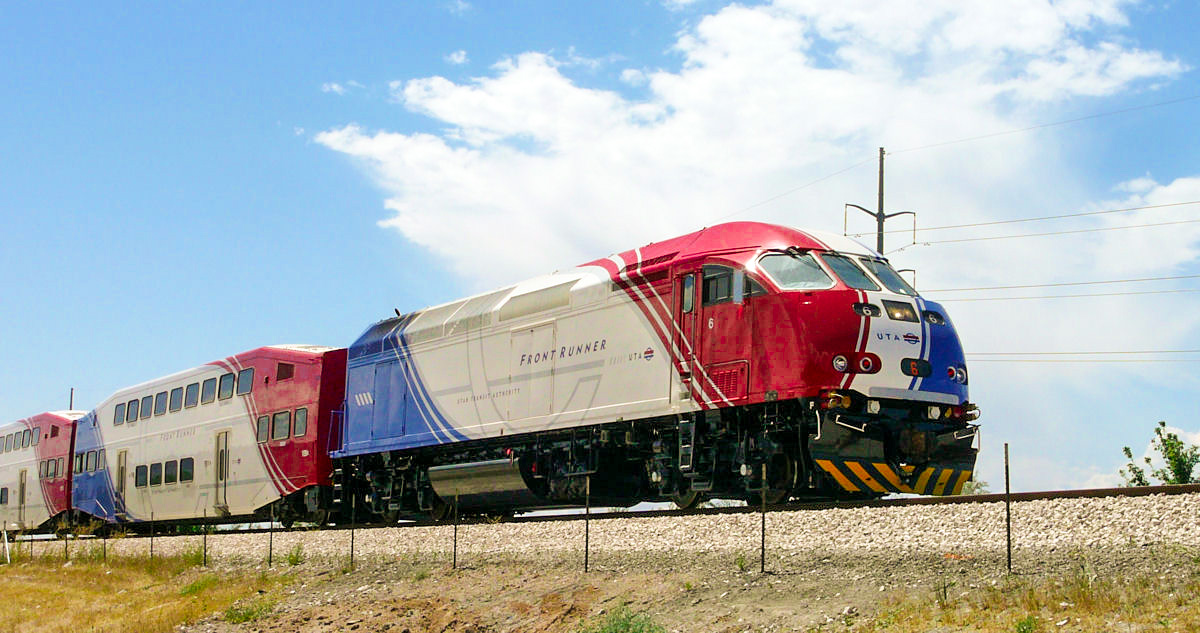
Front Runner, 2007
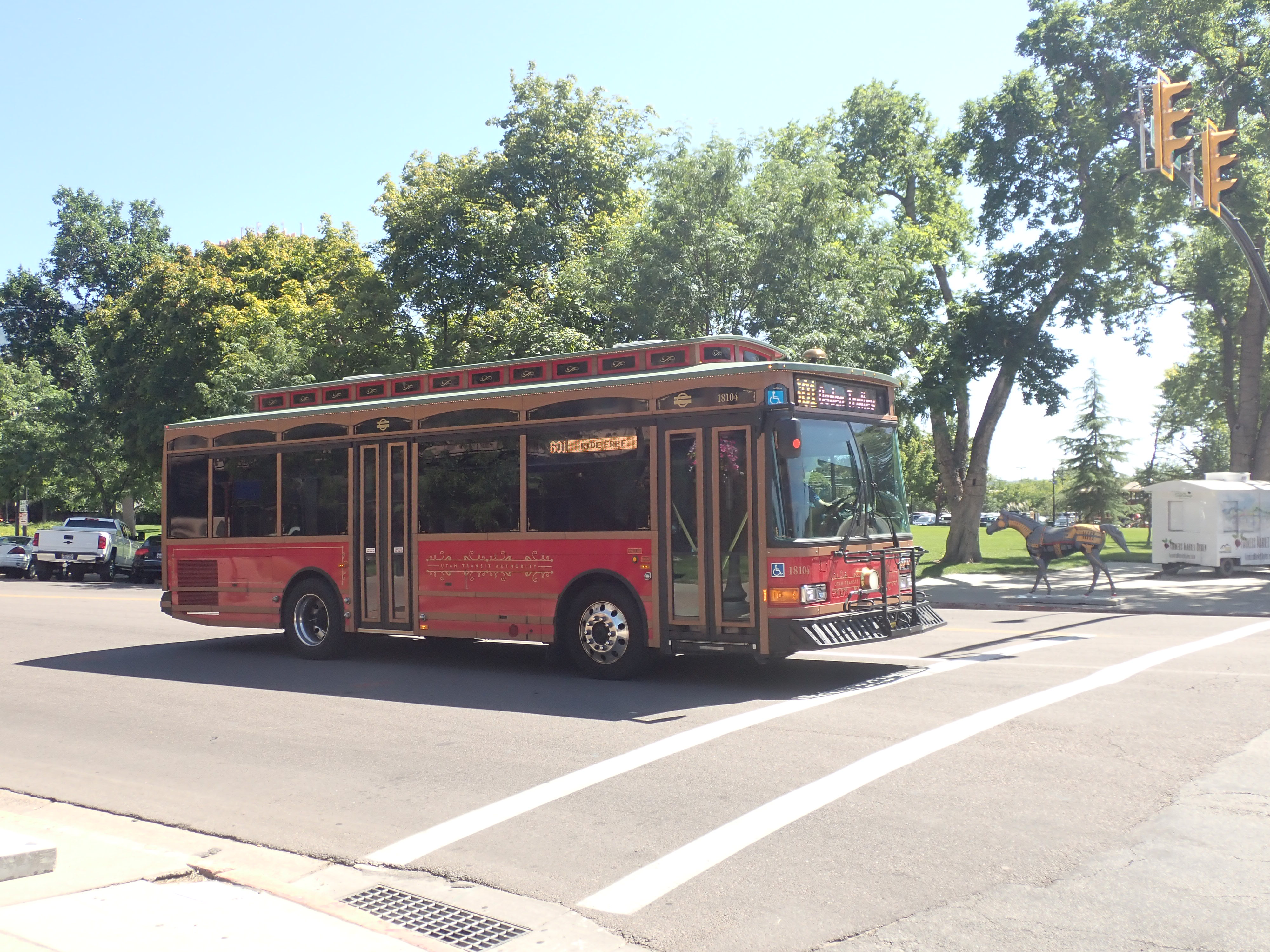
Moderner Trolley (601) in Ogden, 2019
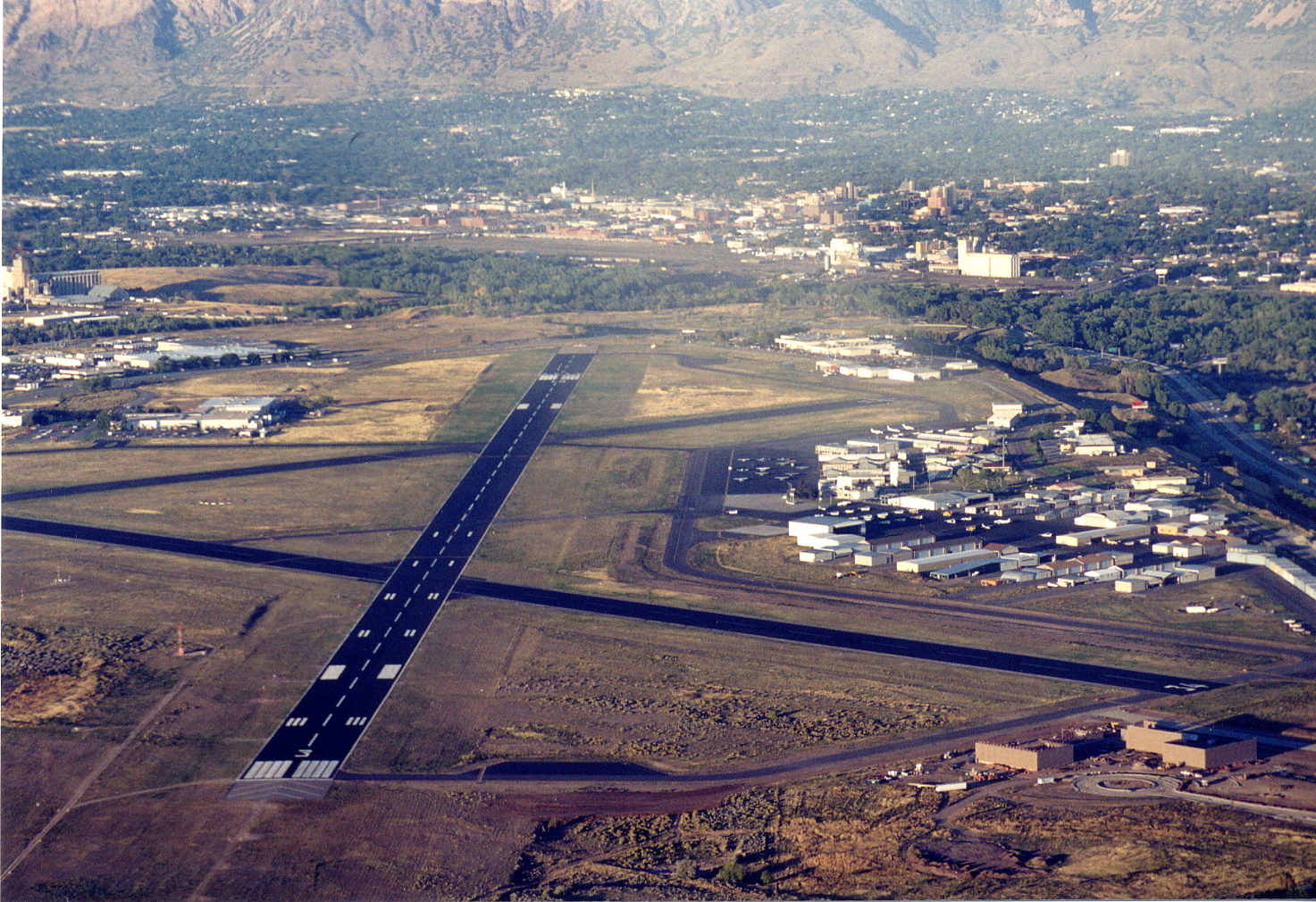
Ogden Hinckley Airport, 2006

Ogden ist, wie fast alle Städte in den USA, auf die Benutzung durch motorisierten Individualverkehr ausgerichtet. Die Benutzung von Fußwegen dient fast ausschließlich der Ergänzung des Fahrzeugverkehrs. Ein großer Teil der Essensversorgung ist durch Drive-In darauf eingestellt, die Parkflächen vor Verkaufseinrichtungen wie Supermärkten sind durch ihre großzügige Dimensionierung ebenfalls entsprechend darauf ausgerichtet und selbst die Bankgeschäfte lassen sich durch Drive-In-Banking und Drive-In-ATMs vollständig vom Fahrersitz aus tätigen.
Überregional ist Ogden in der Nord-Süd-Ausrichtung an den Interstate 15 und in Ost-West-Richtung an die Interstate 80 sowie 84 angebunden. Ebenfalls in Nord-Süd-Richtung führt der U.S. Highway 89 durch Ogden, verläuft ein kurzes Stück als Washington Boulevard und schließt sich südlich der Innenstadt wieder an die alte US-91, die heutige Utah State Route 26 an, um am Ende wieder als Highway 89 weiter nach Süden zu führen. Im Norden verbindet die Utah State Route 39 Ogden mit Woodruff. Weiterhin verläuft die Utah State Route 60 durch Ogden, die Utah State Route 37 bildet eine Art 270°-Außenring um die Ogden-Clearfield metropolitan area.
Ogden wurde von der League of American Bicyclists als fahrradfreundliche Gemeinde ausgezeichnet. Auf einigen Straßen in Ogden sind eigene Fahrradspuren ausgewiesen. Reparaturstationen für Fahrräder sind öffentlich im Bereich der Weber State Universität zugänglich. Auch ein Teil der zahlreichen Wanderwege in Ogdens Umgebung ist für Fahrräder freigegeben.
Seit dem Jahr 2006 werden wiederholt Konzepte für ein Gondelbahnsystem von Downtown Ogden auf die Wasatch-Kette erstellt, um, wie in Colorado, die Luftverschmutzung im Innenstadtbereich zu senken. Obwohl nur das Gondelbahnnetz im Snowbasin um eine Strecke nach Westen erweitert würde, ist sie bisher nicht über die Planungsphase hinausgekommen. Länge und Ausdehnung der Gondelbahn wäre mit den Wings of Tatev in Armenien vergleichbar.
In Ogden operiert ein Bussystem mit mehr als zehn Linien. Zwischen Ogden Station und der Weber State Universität verkehren mehrere Buslinien (603, 650). Überlandbusse verbinden in etwa zweistündiger Fahrt Ogden und Salt Lake City (470). Die Busse haben an der Frontseite Fahrradhalterungen für die Mitnahme von bis zu drei Fahrrädern. Zudem ist an der vorderen Zustiegstür eine elektrisch betriebene klappbare Rampe für Rollstuhlfahrer und Kinderwagen installiert. Stellplätze sind für bis zu drei Kinderwagen oder Rollstühle vorhanden.
Eine elektrische Straßenbahn zwischen Ogden und Huntsville wurde im Juli 1915 eröffnet, bis zur Errichtung des Pineview Dams 1937 betrieben und dann abgebaut. Seit August 2019 simuliert eine historisierende Buslinie (Nr. 601) den ehemaligen Straßenbahnbetrieb.
In der Nähe von Ogden liegt der Promontory Summit, wo zur Fertigstellung der ersten transkontinentalen Eisenbahn durch die USA 1869 die Streckennetze der Bahngesellschaften Union Pacific (UP) und Central Pacific verbunden wurden. Heute liegt dort der Golden Spike National Historic Site. Zwar trafen die beiden Eisenbahngesellschaften am Promontory Summit zusammen, jedoch war Ogden schon während der Bauphase der Übergangsbahnhof zwischen den beiden konkurrierenden Bahngesellschaften. Auf der transkontinentalen Bahnstrecke war Ogden deshalb bis Mitte der 1990er-Jahre der westlichste Bahnhof der Union Pacific. Hinzu kamen Linien der UP in Nord-Süd-Ausrichtung, wie die Zweigstrecke nach Nordwesten (Portland/Tacoma) oder die Verbindung nach über Salt Lake City und Las Vegas nach San Francisco, die alle über Ogden führten und die Stadt damit zu einem der wichtigsten Bahnknotenpunkte der westlichen USA machten. Während des Höhepunkts der Nutzung der Eisenbahn als Transportmittel im Zweiten Weltkrieg wurden täglich mehr als 100 Personenzüge in Ogden abgefertigt. Durch den Ort verläuft auch heute noch die Hauptstrecke der seit 1971 ausschließlich Schienengüterverkehr betreibenden Union Pacific zwischen Chicago und Kalifornien. Bis 1971 führte die UP auf ihrem Streckennetz noch Personenzüge, die dann von der neuen nationalen Personenverkehrsgesellschaft Amtrak übernommen wurden. Wichtigster Zug war der City of Los Angeles, ein luxuriöser Nacht-Reisezug zwischen Los Angeles und Chicago, der von 1936 bis 1971 über Ogden fuhr. Ebenso nahm der City of San Francisco den transkontinentalen Nachtzugdienst auf und verkürzte fortan auch die Fahrzeit ins nördliche Kalifornien auf 39 Stunden und 45 Minuten. Nach 1971 verblieb lediglich der von Amtrak betriebene San Francisco Zephyr zwischen Chicago und Oakland als letzter in Odgen haltender Personenzug, bis er 1983 unter dem früheren Namen California Zephyr wieder auf die südlichere Strecke über Salt Lake City verlegt wurde. Nach der Einstellung des Personenverkehrs im Jahr 1983 durch Amtrak dauerte es bis 2008, als mit dem FrontRunner der Utah Transit Authority der Linienbetrieb in Ogden wieder aufgenommen wurde. Seitdem verbindet der FrontRunner (UTA Route 750) Ogden mit Provo über Salt Lake City stündlich von 7:55 bis 0:55 Uhr. Das Ogden Intermodal Transit Center, welches nördlich der historischen Union Station liegt, bildet einen modernen Verkehrsknoten zwischen den 2008 wiederbelebten Bahnlinien, den regionalen Stadtbuslinien und den überregionalen Buslinien von Greyhound Lines.
Ogden hat einen Flughafen mittlerer Größe, den Ogden-Hinckley Airport (IATA-Code: OGD), der über drei asphaltierte Start-/Landebahnen (2470 m, 1583 m, 1103 m) verfügt. Im Jahr 2010 wurden insgesamt über 72.000 Flüge verzeichnet, durchschnittlich etwa 200 pro Tag. Im Jahr 2016 lag das Passagieraufkommen bei ungefähr 32.000. Szenen des Films Con Air wurden auf dem Flughafen gedreht.
Ein weiterer Flughafen im Umkreis von Ogden ist die bundeseigene Hill Air Force Base (IATA-Code: HIF), die ausschließlich für militärische Belange genutzt wird. Ein Hubschrauberlandeplatz (Heliport) ist auf dem Mc Kay-Dee Hospital Center angesiedelt (IATA-Code: UT16). Nächster internationaler Flughafen ist Salt Lake City International Airport (SLC).

## Persönlichkeiten

### Söhne und Töchter der Stadt

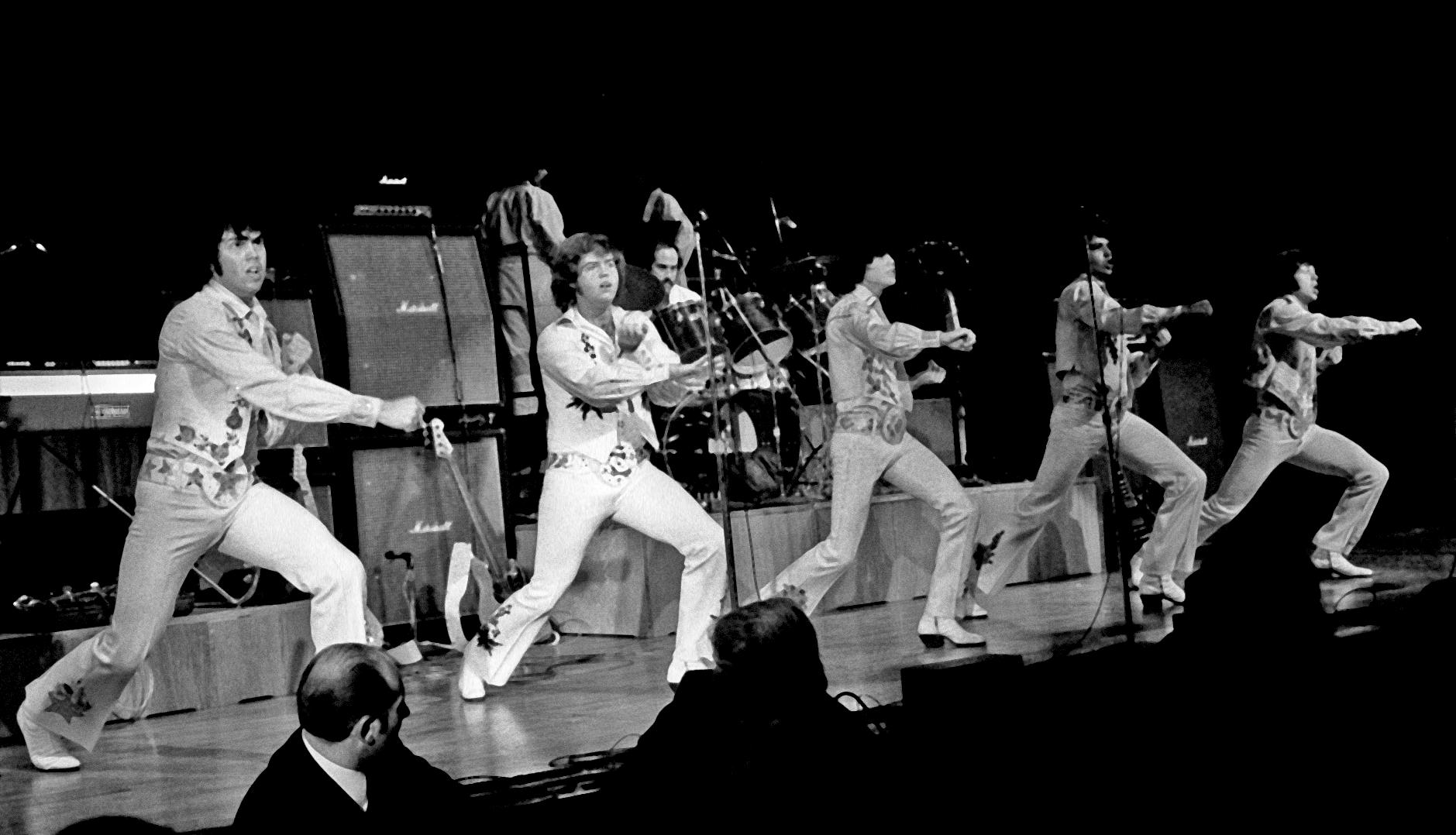
Die Osmonds mit ihrer Bühnenshow Kung Fu Fighting

Mit der Eisenbahnepoche sind zahlreiche Persönlichkeiten der Junction-City Ogden verbunden: Unternehmer wie David Eccles und die Wattis-Brüder, aber auch Hollywood-Schauspieler wie Robert Walker, Moroni Olsen und Gedde Watanabe. Ogden ist der Herkunftsort der Osmonds, einer Teenie-Band der 1970er-Jahre, deren Familienmitglieder – Merrill, Donny, Marie – die Stadt überregional bekannt machten. Von den mit Ogden verbundenen Persönlichkeiten gehören die Mitglieder der waffenherstellenden Familie Browning – Jonathan Browning (1805–1879), John Moses Browning (1855–1926) oder Val A. Browning (1895–1994) – sicher zu den bekanntesten. Der in Ogden geborene Chemiker Tracy Hall (1919–2008) hat als einer der ersten synthetische Diamanten hergestellt. Ebenso hier geboren wurde Rodger Maus (1932–2017), Szenenbildner, Artdirector und Emmy-Gewinner. Der Alpinist Jeff Lowe (1950–2018) ist für über 1000 Erstbesteigungen in den Rocky Mountains, den Alpen und im Himalaya bekannt und der Geschäftsmann John Willard Marriott (1900–1985) gründete die Hotelkette Marriott International.
Aus der Stadt gingen einige Gouverneure und Vizegouverneure des Bundesstaates Utah hervor: Herbert B. Maw (1893–1990) Gouverneur 2009 bis 2013, Greg Bell (* 1948) Vizegouverneur 1993 bis 2003 oder Olene S. Walker (1930–2015) Gouverneurin 2003 bis 2005. Auch einige Vertreter des Repräsentantenhauses der Vereinigten Staaten wurden in Ogden geboren: Frederick C. Loofbourow (1874–1949), mit Sitz im 71. und 72. Kongress, M. Blaine Peterson (1906–1985) Vertreter Utahs im US-Repräsentantenhaus (1961–1932), von 1963 bis 1971 Laurence J. Burton (1926–2002), von 1971 bis 1981 K. Gunn McKay (1925–2000) und seit 2017 der 1960 in Ogden geborene John R. Curtis. Weiterhin beriet Brent Scowcroft (1925–2020) als Militärassistent Richard Nixon und war später Nationaler Sicherheitsberater der Präsidenten Gerald Ford und George Bush sen. Seit 2021 ist Blake Moore Abgeordneter seines Heimatstaates im Repräsentantenhaus der Vereinigten Staaten.

### Persönlichkeiten, die in der Stadt gewirkt haben
Der 1919 in Texas geborene Jazz-Musiker Joe McQueen strandete 1945 in Ogden, als sein Tourmanager die Gelder der Bandkasse in Las Vegas als Spieleinsätze verlor. McQueen hat mit vielen Jazz-Musikern gespielt, die während ihrer Touren in Utah stoppten, wie Charlie Parker, Chet Baker, Paul Gonsalves, Lester Young, Count Basie, Duke Ellington und Dizzy Gillespie. Auch mit 100 Jahren gab er noch Konzerte. Ihm zu Ehren ernannte der Gouverneur von Utah im Jahr 2002 den 18. April zum Joe McQueen day. Anna Belle Weakley (1922–2008), führte als „Queen of 25th Street“ den Porters and Waiters Club und war für ihr langjähriges Engagements gegen Rassismus bekannt.

## Sonstiges
Die USS Ogden (PF-39) war eine Fregatte der Tacoma-Klasse, sie war von 1943 bis 1945 im Dienst und wurde 1977 abgewrackt. Die USS Ogden (LPD-5), ein amphibisches Transportdock der Austin-Klasse, war das zweite Schiff der United States Navy, welches nach Ogden, Utah, benannt wurde. Es war von 1965 bis 2007 in Dienst und wurde am 10. Juli 2014 während eines Manövers als Ziel versenkt.

### Mediale Rezeption der Stadt

Vom Berg Ben Lomond inspirierter Majestic Mountain im Paramount Pictures Logo, 1914

Nach einigen Quellen wurde das Paramount Pictures Logo, bekannt als „Majestic Mountain“, nach dem Vorbild des Berges Ben Lomond bei Ogden gestaltet. Der gebürtige Ogdener William W. Hodkinson, der Gründer von Paramount, soll das Bild erstmals 1914 während eines Treffens auf eine Serviette skizziert haben.
In dem 1939 gedrehten Westernepos Union Pacific (deutsch: „Die Frau gehört mir“) wird die Geschichte des Wettlaufs der Eisenbahngesellschaften mit dem Ziel Ogden dargestellt. Die Thematik greifen auch die fünf Staffeln der von 2011 bis 2016 gedrehten Fernsehserie Hell on Wheels auf. Die Geschichte der Hifi-Morde bildete die Grundlage des 1991 gedrehten CBS-Television-Movies Aftermath: A Test of Love mit Richard Chamberlain und Michael Learned.
Die Stadt Ogden selbst wurde nach der IMDB in bisher 141 Filmen und Serien-Episoden als Kulisse benutzt. Folgende Serien wurden und werden in Ogden gedreht.
Von 1994 bis 2003 waren es 212 Episoden von Ein Hauch von Himmel. In der Zeit von 2002 bis 2006 wurden 89 Episoden von Everwood gedreht und zwischen 2012 und 2016 85 Episoden von Proper Manors. Aktuell laufen Dreharbeiten zu zwei Serien, seit 2018 dreht Kevin Costner hier die Episoden zu Yellowstone, ebenfalls seit 2018 dauern die Dreharbeiten zur Serie Brothers in Arms an. Eine von Issac Goeckeritz produzierte Dokumentation der Geschichte Ogdens mit dem Titel „Ogden: Junction City of the West“ (Dauer:1:19:45), nach einem Drehbuch von James Findlay, wurde am 25. April 2007 in Peery’s Egyptian Theater uraufgeführt. Weiterhin wurden folgende Filme in Ogden gedreht:
- 1980: Melvin und Howard
- 1985: Fletch – Der Troublemaker
- 1987: Faustrecht – Terror in der Highschool[240]
- 1988: Halloween IV – Michael Myers kehrt zurück[241]
- 1992: The Legend of Wolf Mountain[242]
- 1993: The Sandlot[243]
- 1993: This Boy’s Life[244]
- 1994: Stephen Kings The Stand – Das letzte Gefecht
- 1994: Dumm und Dümmer[245]
- 1997: Con Air
- 1997: Wie ich zum ersten Mal Selbstmord beging
- 1999: Drive Me Crazy
- 1999: Die Rückkehr der vergessenen Freunde
- 2005: Alien Express[246]
- 2006: Halloweentown 4 – Das Hexencollege[247]
- 2010: Frozen – Eiskalter Abgrund
- 2010: Waiting for Forever[248]
- 2012: Der große Weihnachtsauftritt
- 2014: Love Me Like You Do – Aus Schicksal wird Liebe
- 2015: Nightlight[249]
- 2017: Mein Weihnachtsprinz[250]
- 2017: Deidra & Laney Rob a Train[251]

Weiterhin wurde in folgenden Büchern auf Ereignisse in Ogden zurückgegriffen:
- Gary Kinder: Victim: The Other Side of Murder. Delacorte Press, 1982, ISBN 0-385-29105-1 (Roman über die Hifi-Morde 1974).
- L. Kay Gillespie: The Unforgiven: Utah's Executed Men. Signature Books, 1997, ISBN 1-56085-098-1 (Roman über die Hifi-Morde 1974).
- Jennifer Jones: Ghosts of Ogden, Brigham City and Logan. Arcadia Publishing, 2017, ISBN 978-1-4396-6292-2.